# Copilăria și formarea artistică a lui Gheorghe Tattarescu
 Acest articol dezvoltă secțiunea Copilăria și formarea artistică a articolului principal Gheorghe Tattarescu .
Pictorul Gheorghe Tattarescu, zis în familie - Iordache, și-a trăit primii șase ani ai copilăriei la Focșani. Rămânând orfan, în anul 1826, a fost îngrijit de unchiul său, zugravul de biserici Nicolae Teodorescu, la Odobești. Familia unchiului Nicolae a numărat astfel șapte suflete care au fost întreținute din veniturile obținute din vânzarea icoanelor pe care le picta pentru țăranii din satele învecinate. Modest ca pictor, Teodorescu este cunoscut în istoria artei religioase din secolul al XIX-lea ca un precursor în laicizarea artei din România. Salvarea financiară a familiei a venit de la Episcopul Chesarie al Buzăului care a devenit binefăcătorul lui Nicolae Teodorescu și implicit i-a deschis o cale spre pictură lui Gheorghe Tattarescu. Chesarie a înființat Școala de pictură de la Buzău și i-a oferit postul de director al acesteia lui Nicolae Teodorescu, căruia i-a dat mai multe comenzi pentru zugrăvirea unor biserici. Gheorghe Tattarescu s-a manifestat artistic încă de la vârsta de șapte ani, din perioada în care Nicolae Teodorescu zugrăvea la schitul Ciolanul.
Artistul a urmat Școala de pictură și în paralel Școala de grămătici din Buzău. Ca urmare a unei burse de studii acordate de Episcopia Buzăului prin conducătorul ei Chesarie, artistul român a plecat în anul 1845 la studii la Roma unde a luat lecții de pictură în particular de la maeștrii renumiți în acele vremuri, dar uitați astăzi, Natale Carta, Giovanni Silvagni și Pietro Gagliardi. Studiile sale au fost sub imperiul doctrinei neoclasicismului italian. El a învățat pentru început să deseneze după studii de atelier, mulaje din ghips sau ornamente. De la acestea a trecut la studii parțiale de anatomie și draperii. Astfel, el s-a pregătit pentru a realiza compoziții cu multiple personaje urmând modelele pe care le avea la dispoziție ale marilor maeștri Guido Reni, Rafael, Paolo Veronese, Correggio, Luca Giordano, Murillo sau Salvator Rosa. Copiile pe care le-a făcut au fost sintetizate într-o listă publicată de Teodora Voinescu în anul 1940, unele din ele rămânând posterității în atelierul pictorului și în muzeele din România.
Albumele și caietele  sale cu schițe care au rămas din acea epocă, sunt pline de desene în peniță și creion, uneori acuarelate, în care se poate vedea o diversitate impresionantă a preocupărilor pe care Tattarescu le-a avut în dorința sa imperioasă de a asimila cât mai mult și mai bine ceea ce avea la dispoziție în capitala Italiei. Toate aceste concluzii nu pot să acopere cu adevărat dorința de studiu a tânărului artist român. Se poate vedea că setea lui de asimilare l-a dus nu numai prin galeriile și monumentele Romei, ci l-a determinat să facă multe călătorii în alte centre artistice italiene.
Se poate spune că în anul 1848, Tattarescu era un artist pe deplin format, chiar dacă existau în lucrările lui și unele inegalități surprinzătoare. El a asimilat foarte serios tehnica și succesele înregistrate cu copiile după marii maeștri dovedesc că această abilitate nu era o deprindere superficială cu meșteșugul. Tattarescu nu a fost preocupat la Roma doar de pictura religioasă. A studiat peisajul, nudul, capul de expresie și portretul, dovadă stând lucrările Pe Gianicolo, Vedere de pe o terasă din Pincio, Nud, Capul de bătrână și Călugărul franciscan.
La Roma a realizat în anul 1850 pictura alegorică intitulată Renașterea României și la Paris, în anul 1951, a făcut portretul lui Nicolae Bălcescu.

## 1820 — Familia
Gheorghe Tattarescu s-a născut în luna octombrie 1820[A] la Focșani în familia unui mic proprietar Mihai Tattarescu și a Smarandei, născută Teodorescu, care avea proprietăți mărunte în oraș și vecinătăți. Familia a mai avut un al doilea fiu - Dumitru Tattarescu. Nicolae Teodorescu, fratele Smarandei, a făcut parte din breasla „zugravilor de subțire” care luase ființă în anul 1776, în vremea lui Alexandru Ipsilanti, pentru a se face deosebirea dintre pictorii-artiști de zugravii de case care erau organizați în așa numita breaslă a „zugravilor de gros”. Modest ca pictor, el este cunoscut în istoria artei religioase din secolul al XIX-lea ca un precursor în laicizarea artei din România. Istoricul de artă Ion Frunzetti l-a considerat ca fiind un meșteșugar rutinat care era bine familiarizat cu conceptele Erminiilor bizantine, dar un inovator care a căutat noi mijloace tehnice care să ducă la o exprimare mai adecvată a realității. Cu toate acestea, totala lipsă de cultură artistică l-a dus la stângăcii și naivități inevitabile. Nicolae s-a născut la Focșani în anul 1786[B] și la vârsta de optsprezece ani era înscris la școala de pictură a Polcovnicului Matei de la Mănăstirea Căldărușani.[C] Ulterior a pictat icoane la Odobești pentru comanditarii din satele învecinate. În perioada 1814 - 1816 a locuit la Iași. Revenit la Focșani a luat parte la căsătoria sorei sale, Smaranda, cu un funcționar modest, Mihai Tattarescu. Mihai și Smaranda au trăit la Focșani până în anul 1826, când au decedat din cauza unei epidemii care a afectat Moldova în primele trei decenii ale secolului al XIX-lea.
Mihai Tattarescu își avea originea în satul Tataru, din proximitatea muntelui Tataru din Munții Buzăului și a pârăului Tataru. Zestrea Smarandei menționa o pesesiune de 4 pogoane vie în dealul Costeștilor, 2 pogoane loc sterp și o casă pentru vie. După aproape treizeci de ani de la moartea părinților, într-un act de partaj din 1853 între frații Tattarescu, toată averea părinților a fost evaluată la 320 de galbeni, o sumă mai mult decât modestă ținând cont că stipendiații statului (vezi Petrache Poenaru, Ion Negulici, Tattarescu) erau trimiși la studii în străinătate cu o bursă de 150 - 200 galbeni pe an.

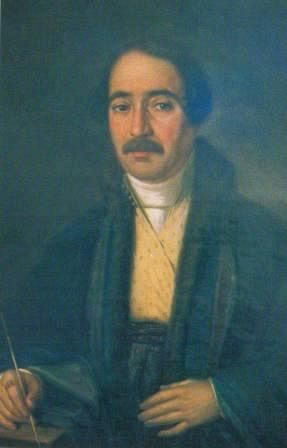
Nicolae Teodorescu - autoportret

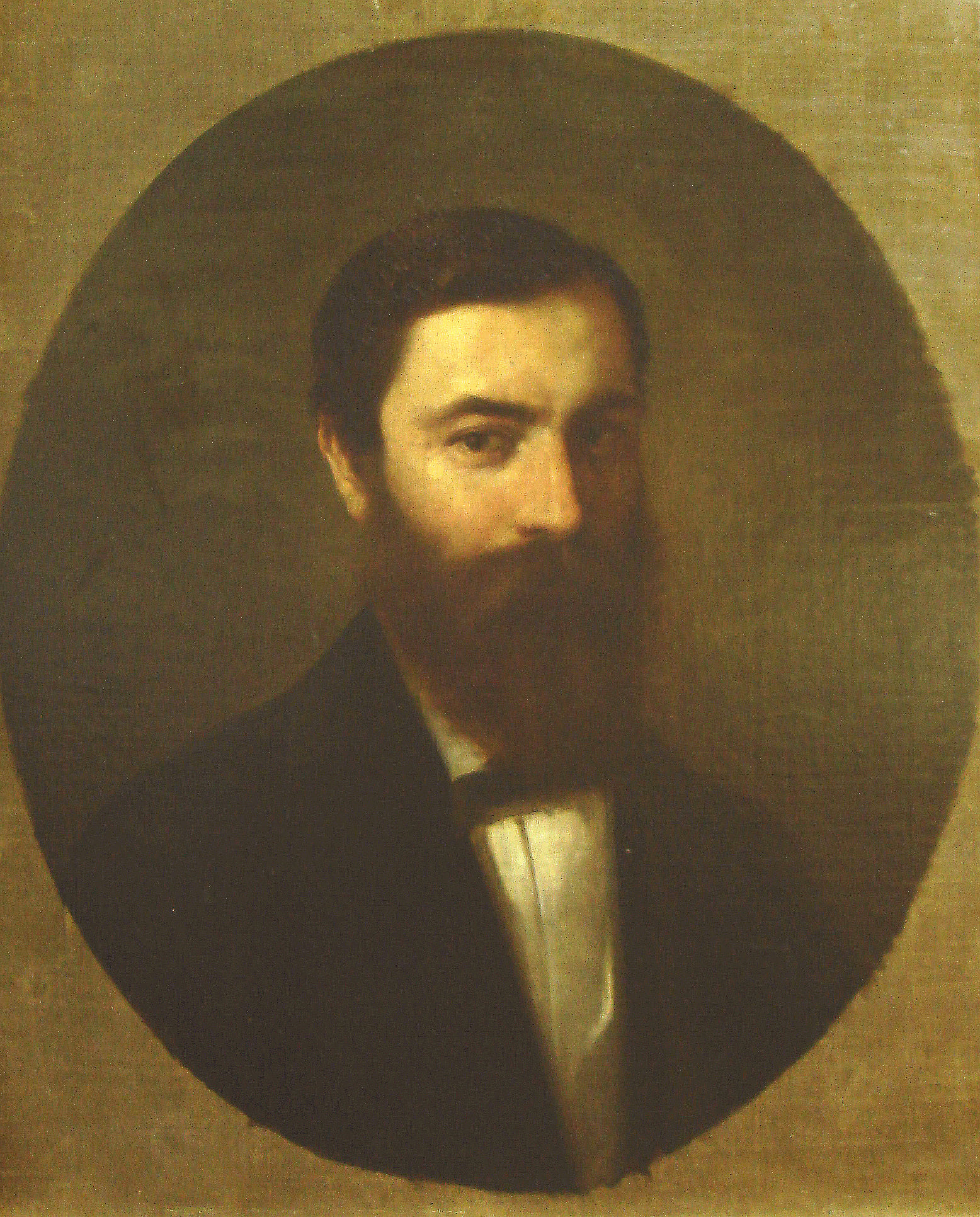
Dumitru Tattarescu

Gheorghe Tattarescu, zis în familie - Iordache, a trăit primii șase ani la Focșani. Rămânând orfan, în anul 1826, a plecat împreună cu Dumitru la Odobești, în casa unchiului Nicolae Teodorescu. Familia unchiului Nicolae a numărat astfel șapte suflete care au fost întreținute din veniturile obținute din vânzarea icoanelor pe care le picta pentru țăranii din satele învecinate. Sumele obținute s-au dovedit a fi insuficiente în acei ani de început ai secolului al XIX-lea. Salvarea a venit de la episcopul Chesarie al Buzăului (1784-1846), pe numele său laic Constantin Căpățână, care l-a chemat pe Nicolae să i se alăture. Fiind un tânăr ierarh la vârsta de circa patruzeci și doi de ani, patriot, cult, progresist cu multe deplasări în Rusia, el a devenit episcop al Buzăului în anul 1825. Chesarie a păstorit Episcopia Buzăului douăzeci și unu de ani, timp în care a ridicat Buzăul de la stadiul de târg mărunt de provincie la un centru cultural care a dat poporului român o serie de intelectuali notabili. A înființat Tipografia Episcopiei de la Buzău, Școala de pictură de la Buzău și a fondat Seminarul teologic de la Buzău în anul 1838, cel care a fost unul din puținele focare de cultură din acele vremuri din Moldova.
Chesarie a devenit binefăcătorul lui Nicolae Teodorescu și implicit i-a deschis o cale spre pictură lui Gheorghe Tattarescu. Din mențiunile lui Jacques Wertheimer-Ghika, Chesarie i-ar fi dat lui Nicolae comanda de a picta biserica Sfinților Apostoli a Schitului Ciolanul în anul 1827, fapt confirmat și de istoricul Ion Frunzetti. Nicolae și-a luat întreaga familie cu el și a zugrăvit biserica timp de trei ani de zile. Schitul Ciolanul era amplasat aproape de satul Pisculeni din județul Buzău, comuna Tisău, și avea circa treizeci de călugări. Gheorghe l-a ajutat pe Nicolae la lucrările de zugrăvire a bisericii. Cum Dumitru era prea mic și nu putea învăța zugrăvitul, ulterior, a fost dat de Nicolae la un negustor din Buzău ca ucenic. Astfel, Dumitru a devenit proprietarul unei prăvălii de fierărie și scule din Pătârlagele unde a și murit în anul 1878. Dumitru a fost înmormântat la schitul Ciolanul unde a dat o danie de șase capre cu toate că a lăsat o datorie importantă care a fost plătită ulterior de artistul Tattarescu.
Datorită zugrăvirii bisericii de către Nicolae Teodorescu și de renumele pe care l-a dobândit Tattarescu ca artist, călugării de la Ciolanul prezentau vizitatorilor un craniu omenesc care aparținea lui Gheorghe Tattarescu, chiar și în anul 1958 al apariției biografiei Tattarescu editată de Jacques Wertheimer-Ghika. Autorul Ghika a precizat în cartea sa că acel craniu era de fapt al lui Dumitru Tattarescu și nu al lui Gheorghe care a fost înhumat la Cimitirul Bellu din București.

## 1827 — Vocația

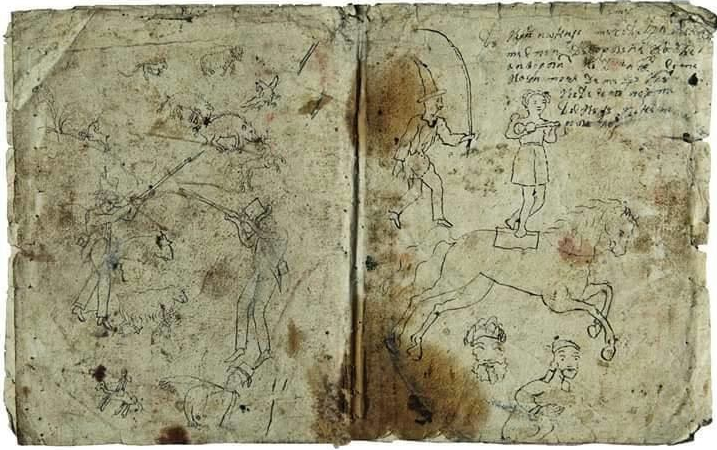
Coperțile primului caiet de desen

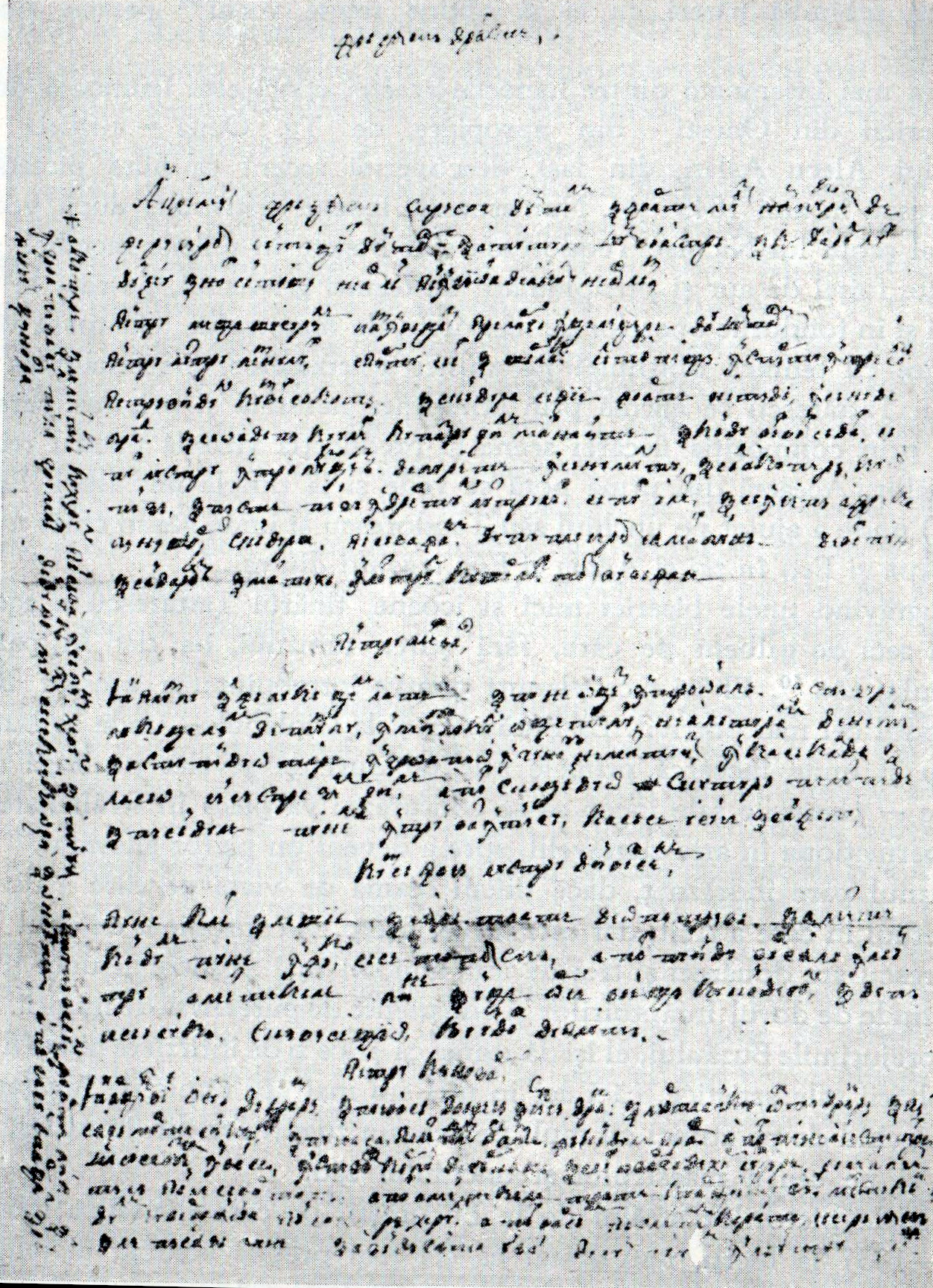
Fața unei scrisori de patru pagini din anul 1811, semnată de Costache zugrav, cu rețete de pictură, pe care a folosit-o pictorul Gheorghe Tattarescu.

Gheorghe Tattarescu s-a manifestat artistic încă de la vârsta de șapte ani, din perioada în care Nicolae Teodorescu zugrăvea la schitul Ciolanul. A rămas în arhiva familiei coperta unui caiet pe care viitorul pictor a desenat cu cerneală primele sale reprezentări figurative. Se văd desenate cu stângăcie personajele unui circ ambulant, o serie de animale, un mistreț, o capră și un cerb. Ca urmare, unchiul Nicolae a decis să-l inițieze în tainele zugrăvelii.
Ca tânăr ucenic, Tattarescu s-a ocupat cu prepararea culorilor folosite la picturile murale, frecând prafurile, din care zugravii făceau vopselele, cu apă, albuș și gălbenuș de ou sau lapte. Urmașii artistului au menționat că talentul acestuia de a alege și folosi culorile în epoca maturității își are originea tocmai în perioada uceniciei de la Ciolanul. Un argument care ar susține afirmația este faptul că Tattarescu păstra rețete de amestecuri făcute de maeștri zugravi încă din anul 1811, așa cum a fost cea creată de meșterul Costache zugrav pentru obținerea oxidului de plumb, numit Bleispan, folosit ca bază pentru unele culori:
„... ia plumb și-l fă bucățele late și pune oțet într-o oală și aruncă bucățelele de plumb în mijlocul oțetului nealăturate de nimic și astupând-o tare, îngroap-o în gunoi nemistuit în casă caldă și las-o cincisprezece zile, apoi scoțând-o, scutur-o pe lespede și pune-le într-un vas întins ca să se usuce și s-au făcut...”
----- Costache zugrav - Rețetă din anul 1811, aflată în arhiva familiei Tattarescu
La schitul Ciolanul, copil fiind, artistul a spălat pensulele unchiului său și a ajutat la pregătirea zidurilor și a suportului pentru aplicarea temperei în toate fazele ei și la tăierea câlților, stingerea varului, căratul nisipului, amestecarea compoziției, etc.

## 1831 - 1837 — Școala de pictură de la Buzău
O dată cu introducerea Regulamentului Organic în 1831, a apărut oportunitatea  de a se realiza unele reforme importante și pe tărâmul culturii. Ca urmare, Episcopul Buzăului Chesarie a luat hotărârea înființării unei școli de pictură după modelul celei existente la Mănăstirea Căldărușani. Episcopul a urmărit ca în acest fel să-și creeze meșteșugarii necesari pentru cele douăzeci și două de metohuri și pentru nenumăratele locașuri din dioceza sa care trebuiau a fi zugrăvite sau rezugrăvite. Instituția s-a deschis în două dintre cele mai mari chilii ale Episcopiei de la Buzău. Nicolae Teodorescu a fost numit conducătorul ei în funcția de director. Printre elevii primei generații de școlari s-au numărat Gheorghe Tattarescu (în vârstă de unsprezece ani), Gheorghe Ioanid, Dumitrache Aldescu, Tomiță Ploeșteanu și Grigore Stănescu.

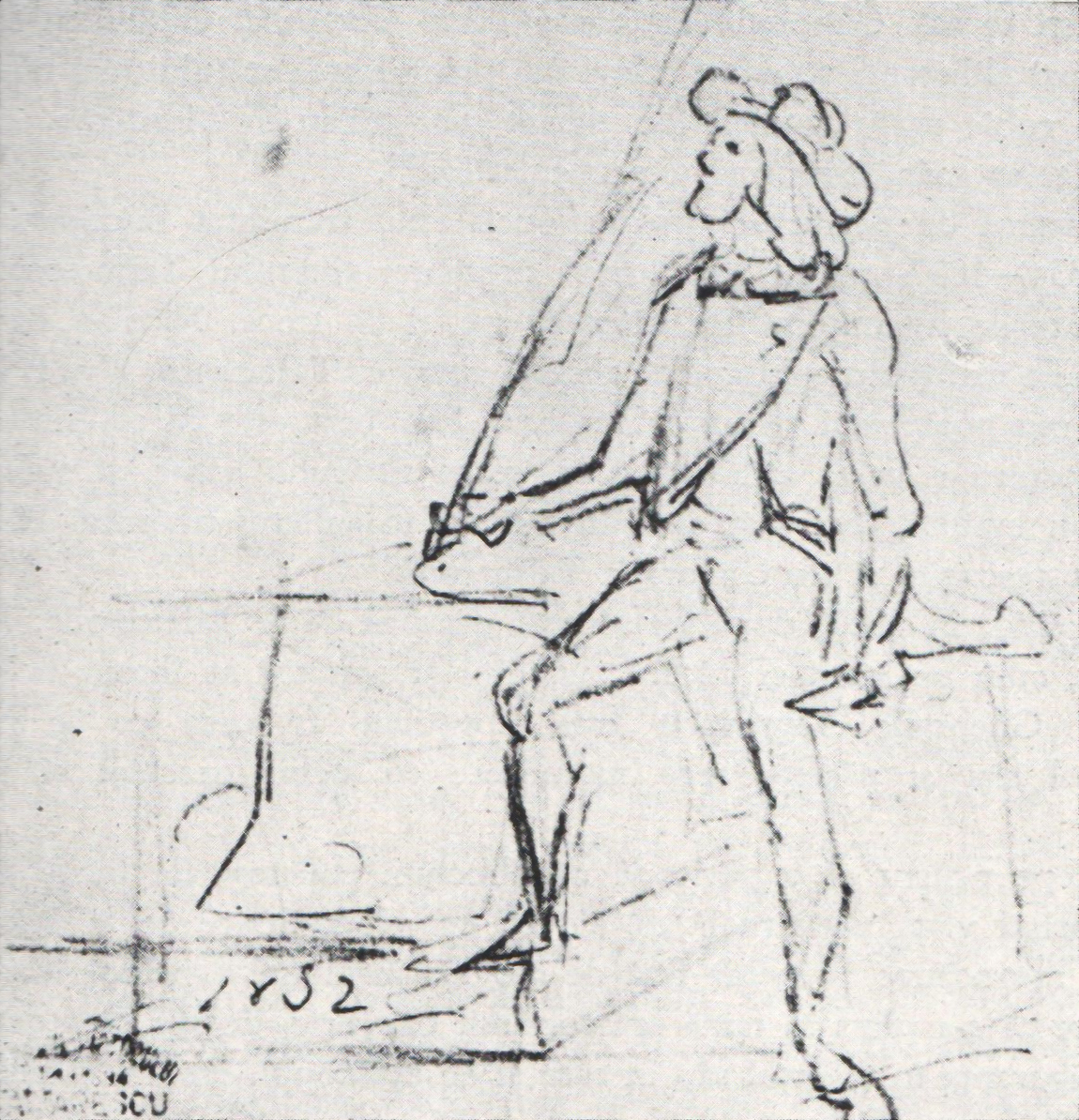
Desen din copilăria pictorului (autoportret) - aflat la Muzeul Gheorghe Tattarescu

Modelele pe care le aveau elevii, erau cele pe care le foloseau zugravii de subțire, adică picturile murale din bisericile ortodoxe executate în primitiva tehnică a înaintașilor lor. În plus, elevii foloseau rețetele pentru prepararea materialelor necesare zugrăvirii și învățau modul de distribuție a scenelor de factură religioasă. În acest sens exista încă din anul 1805 o carte cu concepte despre pictura bizantină intitulată Gramatică sau Erminie, care a fost tradusă din limba greacă de către arhimandritul Macarie al Moldovei. Această carte de căpătâi în domeniu a fost copiată de-a lungul vremurilor de călugării mănăstirilor și a fost răspândită printre zugravii de biserici. Cum cartea lui Macarie și cunoștințele lui Teodorescu nu erau suficiente pentru ridicarea unei noi generații de pictori, Nicolae a fost inspirat de maestrul lui din tinerețe Polcovnicul Matei de la Căldărușani. De aceea primul director al școlii de la Buzău a introdus în programă studiul portretului, influențat fiind și de alți pictori străini care se aflau în Principate în acele timpuri. Elocvente sunt cele douăsprezece portrete ale lui Chesarie pe care Teodorescu le-a realizat în perioada 1831 - 1846. Preocuparea meșterului zugrav pentru studierea portretului reiese și din corespondența pe care acesta a avut-o cu Tattarescu după plecarea acestuia din Buzău. Se poate spune, istoric vorbind, că peformanțele la care a ajuns Tattarescu la maturitate în arta portretului se datorează și lui Nicolae Teodorescu care a fost un director improvizat al unei școli de pictură rudimentare. În paralel cu școala de pictură, Gheorghe Tattarescu și-a desăvârșit educația la școala de grămătici înființată de același Chesarie în anul 1830 la Buzău. În anul 1833, Nicolae Teodorescu împreună cu trei dintre elevii săi, Tomiță Ploeșteanu, Stănescu și Tattarescu, a zugrăvit biserica Episcopiei Buzăului.
Cu siguranță se relevă faptul că Tattarescu și-a însușit la școala de pictură tehnica tradițională de preparare a culorilor și că îndrumările și conceptele învățate aici le-a folosit până târziu în lucrările sale. Artistul a fost cel mai tânăr elev din prima generație a școlii de la Buzău și s-a dovedit prin cariera pe care a urmat-o că a fost și cel mai înzestrat. Din perioada școlii s-au păstrat două desene în creion din care unul este datat în anul 1832, considerat astăzi a fi un autoportret. În anul 1958, autoportretul se afla expus la Muzeul Gheorghe Tattarescu.

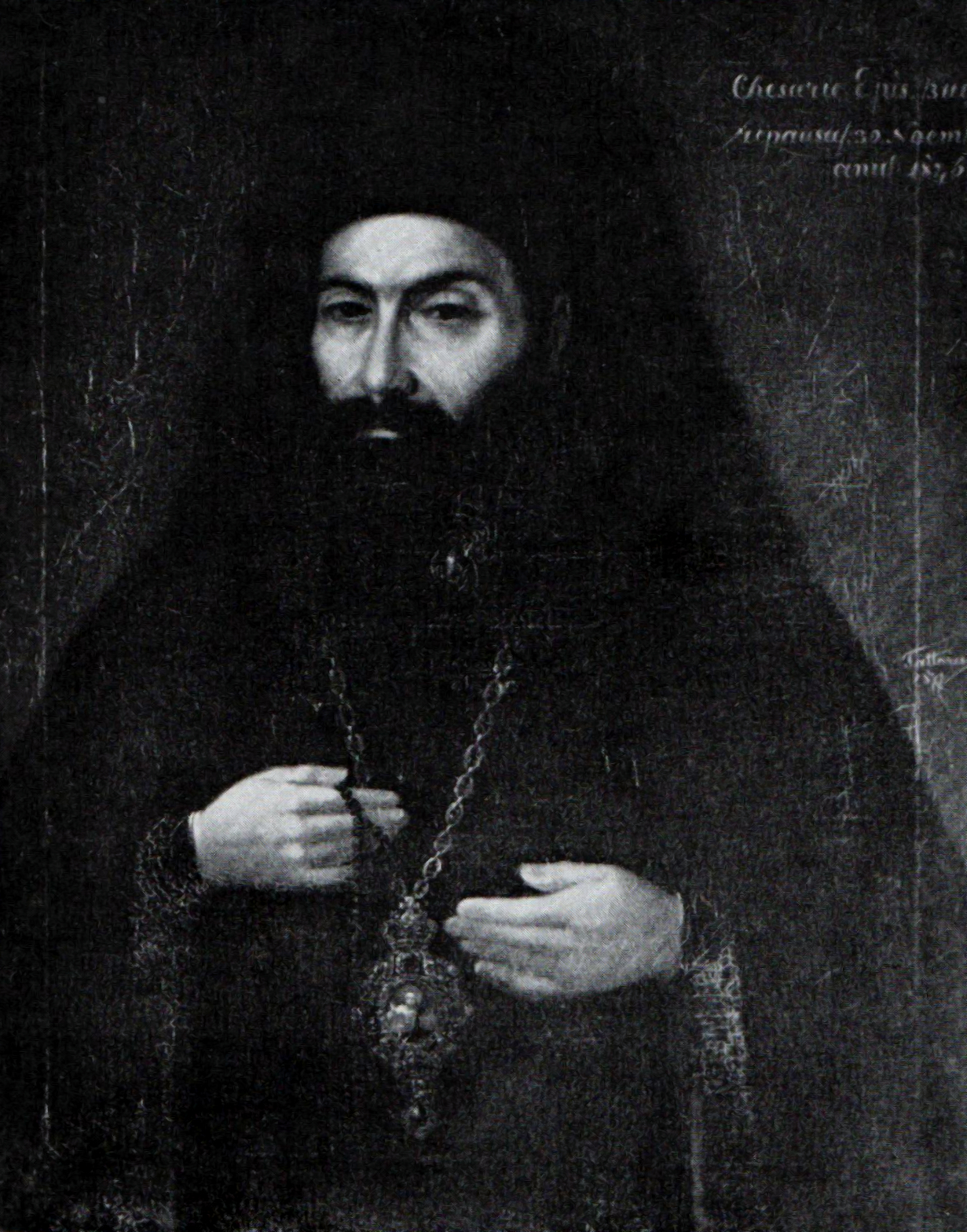
Portretul lui Chesarie

Datorită decesului mitropolitului Ungrovlahiei Grigorie Dascălul (1765 - 1834) din ziua de 22 iunie 1834, Chesarie, episcop al Buzăului (aprilie 1825 - 30 noiembrie 1846), a făcut parte dintr-o locotenență mitropolitană împreună cu Neofit Geanoglu, episcop al Râmnicului (1824-1848), ales mitropolit în 1840 și Ilarion Gheorghiadis, episcop al Argeșului (1820-1823, 1828-1845). Ca urmare, cei trei episcopi i-au încredințat lui Teodorescu și Polcovnicului Matei zugrăvirea Mitropoliei din București.
Gheorghe Tattarescu l-a însoțit în anul 1834 pe unchiul său Nicolae Teodorescu la București, deși nu avea decât paisprezece ani, pentru a-l ajuta la zugrăvirea Mitropoliei. astfel, viitorul pictor a luat contact cu un mediu nou și o lume cu totul diferită decât cea în care trăise până atunci. A dat de un oraș cu străzi zgomotoase, întortocheate, unele acoperite cu bârne pe care treceau calești, brașovence și călărași.
Artistul a fost puternic impresionat de casele cu etaj și de varietatea vestimentară a orășenilor: dorobanți, arnăuți cu iatagane și pistoale la brâu, negustori, surugii, trăsuri de tot felul, cucoane cu mătăsuri scumpe și fel și fel de boieri mici și mari ce aveau ișlicul pe cap. Pentru prima oară a văzut zarafii cu talerul lor plin de o mulțime de monede nemaiîntâlnite, vânzătorii de acadele și bragagiii, țărănimea cu variate porturi tradiționale, cerșetorii din prispa bisericilor și mulțimi de săraci și oameni necăjiți în goana lor pentru existență. La București, Tattarescu a văzut masalagiii care alegau în fața trăsurilor pentru a lumina cu torțele, legate într-un coșuleț pe spate, zidurile caselor și străzile.
Aflat într-o lume cu totul nouă care contrasta semnificativ cu tihna de care a avut parte pe plaiurile Buzăului sau în pădurile Ciolanului, Tattarescu nu a uitat niciodata puternica impresie pe i-a lăsat-o Bucureștiul la venirea sa aici. De aceea artistul a păstrat în biblioteca sa albumul Moldo-Valaque editat în anul 1848 de revista franceză L'Illustration Journal Universel. În acest album au fost redate scene pitorești din București de către pictorii Charles Doussault și Michel Bouquet. Astăzi, albumul se află expus la Muzeul Gheorghe Tattarescu. La București a luat contact cu Anton Chladek și a văzut cum pictau la șevalet artiștii veniți din Apusul Europei.
Zugrăvirea Mitropoliei s-a încheiat în anul 1837, moment în care Nicolae Teodorescu și Gheorghe Tattarescu s-au întors la Buzău.

## 1837 - 1845 — Lucrări de tinerețe
În anul 1837, Gheorghe Tattarescu a terminat Școala de pictură de la Buzău luându-și eczamenul cuvenit prin înființarea modelelor propuse de către Episcopul Chesarie.[E] Ca urmare, a început să-și exercite profesia de zugrav de subțire. Împreună cu Nicolae Teodorescu a zugrăvit biserici prin satele Buzăului, așa cum au fost biserica Mănăstirii Rătești, tâmpla biserici din Onești, ctitorie a hatmanului Alecu Aslan din Iași, datată în anii 1843 - 1844, și multe altele. Pe tâmpla bisericii de la Rătești se poate vedea atenția cu care pictorul a construit compoziția scenelor. Chiar dacă un aport l-a avut și Teodorescu, se pot observa pe această tâmplă compoziții cu nuduri ca Adam și Eva în Rai și Adam și Eva izgoniți din Rai. Din această perioadă au mai rămas numeroase icoane realizate în stilul Școlii de la Buzău, bogate în reflexe metalice aurii, datorită foiței de aur care a fost folosită, și în tonuri gri-verzui ce au fost folosite de artist în operele sale de maturitate.
Înaintea plecării pictorului la Roma, acesta a realizat Portretul Episcopului Chesarie care este singurul portret de tinerețe care a rămas posterității din acea epocă.

## Studii în străinătate

### 1845 — Chesarie și bursa pentru studii la Roma
| “ | ... Cu ochii mari căprui gânditori, nas puternic cu osul frânt de când căzuse dintr-un copac, fruntea frumoasă, osoasă, încadrată de părul bogat de culoare castanie închisă, fața foarte brună, ovală, cu barba tăiată scurt, înalt la statură, bine legat, vânjos, cu fluierele picioarelor și falangele degetelor lungi, mâna pătrată cu degetele spatulate și unghiile plate ale omului harnic, neobosit muncitor și un fel de neastâmpăr stăpânit în toată făptura lui - iată înfățișarea tânărului artist în vremea plecării sale spre țările Apusului ----- Jacques Wertheimer-Ghika: Gheorghe M. Tattarescu - Un pictor român și veacul său, București, 1958, pag. 22-23 | ” |
|   | |   |

Datorită zugrăvirii de biserici și realizarea a mai multor icoane, Tattarescu a reușit să agonisească câteva zeci de galbeni pe care i-a dat unchiului său pentru a-i economisi în vederea plecării la studii de pictură la Roma și Paris. Teodorescu, aflând de planurile de viitor pe care nepotul său și le-a făcut, a luat legătura cu Chesarie, Episcopul Buzăului. În acele vremuri, pentru a pleca la studii în străinătate, la Roma, un elev trebuia să aibă o sumă de circa 130-200 de galbeni. Cum Ion Negulici a avut o bursă de 385 de galbeni, Tattarescu a făcut o cerere lui Chesarie pentru o sumă similară. Ca urmare, Chesarie a confirmat că bugetul bursei va fi de 200 de galbeni pentru primul an, dar, Tattarescu trebuia să-și îmbogățească cunoștințele de limbi străine, fapt care s-a și realizat. În data de 23 aprilie 1845, Episcopul Chesarie  a eliberat următorul certificat de studii:
Textul certificatului este:
...Chesarie, cu mila lui Dumnezeu Epis. Buzău
D. Iordache Tăttărescu urmînd cursul meșteșugului zugrăvii subțire D. pitarul Nicolae Zugravul opt ani, s-au dat eczamenul cuvenit prin înființarea modelelor propuse de către noi.
După care mai urmînd ajutor la dumnealui alți opt ani, în lucrarea acestui meșteșug și cunoscîndu-l mult înaintat, după aplecarea și silința ce are și după bunele sale purtări, am binevoit a-l priimi subt părinteasca noastră protecție și a-l trimite în Italia, spre a se perfecționa într-această artă, după dorința noastră.
1845, aprilie 23 Buzău                                        L. S. † Kesarie Buzău »
Alegerea Italiei, unde Tattarescu urma să-și facă studiile de pictură, era o opțiune uzuală în acele vremuri pentru concepția despre artă pe care o aveau cercurile clericale din România și mai ales pentru activitatea de mecenat obișnuită în acea epocă. Bursa bisericească pe care i-a oferit-o Chesarie era acordată cu dorința ca artistul să se pregătească pentru pictura murală folosită pe scară largă în România la zugrăvirea edificiilor religioase. Ion Frunzetti a opinat că Episcopul Chesarie era un cleric care avea o oarecare atracție pentru artă, dar gusturile lui erau limitate la o fază impersonală, chiar dacă a avut libertatea de a considera că pictura ar putea fi și altceva decât tradiția canoanelor ortodoxe. De aceea, Frunzetti a afirmat că un lucru semnificativ pentru România este faptul că un zugrav, pentru care hieratismul bizantin era o regulă ce trebuia păstrată, a reușit să urmeze studii pentru pictura religioasă într-o școală apuseană, unde laicizarea artei era tradițională. În acea epocă exista ideea că niciun artist occidental nu era pe deplin format fără să fi vizitat Roma.

### 1845 - 1847 — La Roma

Profesorul Natale Carta
Ajutați Wikipedia
și găsiți imaginea

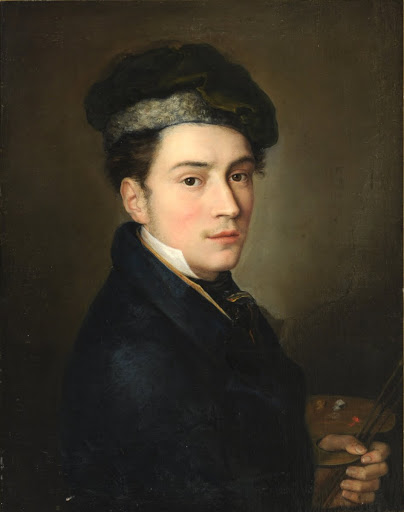
Profesorul Pietro Gagliardi - autoportret

Plecarea lui Tattarescu către Roma este descrisă de către Jacques Wertheimer-Ghika pe baza numeroaselor scrisori și caiete de jurnal pe care artistul le-a întocmit de-a lungul vieții sale. Ca urmare a deschiderii curselor regulate de vapoare ale companiei Lloyd Austriaco de la Brăila - Galați - Constantinopole și de acolo mai departe spre porturile Mării Mediterane, Tattarescu a luat un vapor de linie, cu numele Baron Rainhof, în data de 18 mai 1845 din Brăila cu destinația Galați - Tulcea - Sulina - Varna - Constantinopole, unde a ajuns în ziua de 23 mai 1845. După o ședere de cinci zile, în data de 28 mai a plecat cu vaporul Secirecnas pe ruta Syrna - Syra, unde a ajuns pe 30 mai. Din cauza epidemiilor care bântuiau Europa în acea epocă, Tattarescu a făcut carantina de zece zile la Syra. După opt zile a plecat cu vaporul spre Atena în Portul Pireu. La Atena a vizitat orașul timp de opt zile împreună cu Dim. Racoviță, originar din Buzău și aflat în Grecia cu permisiunea lui Chesarie, pentru ca să aprofundeze limba greacă. Dim. Racoviță a devenit ulterior profesorul catedrei de limba greacă a seminarului din Buzău. După ce a vizitat Loutraki, Kalamaki, Patras și Corfu, Tattarescu a plecat spre Roma unde a ajuns după circa cincizeci de zile după părăsirea portului de la Brăila.
Intenția lui Gheorghe Tattarescu a fost ca să se înscrie la singura școală de renume care exista la Roma și anume Academia San Luca (Academia Sfântului Luca). Din mențiunile lui Jacques Wertheimer-Ghika, artistul avea o vârstă înaintată la cei douăzeci și cinci de ani pentru a accede ca student la renumita academie. După părerea biografului, Tattarescu a renunțat la înscrierea ca student și a preferat să-și aleagă profesori din cadrul academiei pentru a lua lecții în particular. Profesorii pictorului român ar fi fost Natale Carta la început și mai apoi Giovanni Silvagni și Pietro Gagliardi. Cum Wertheimer-Ghika nu a adus vreo indicație documentară în susținerea afirmației, alta decât jurnalul pictorului, confuzia privind studiile pe care artistul le-a făcut la Roma s-a perpetuat printre istoricii de artă din România. Astfel, Ion Frunzetti a amintit doar colateral despre Academia San Luca fără să o indice ca fiind instituția la care Tattarescu ar fi studiat, iar George Oprescu a declarat că Tattarescu a fost admis la academia din Roma fără să dezvăluie vreo sursă credibilă în acest sens.

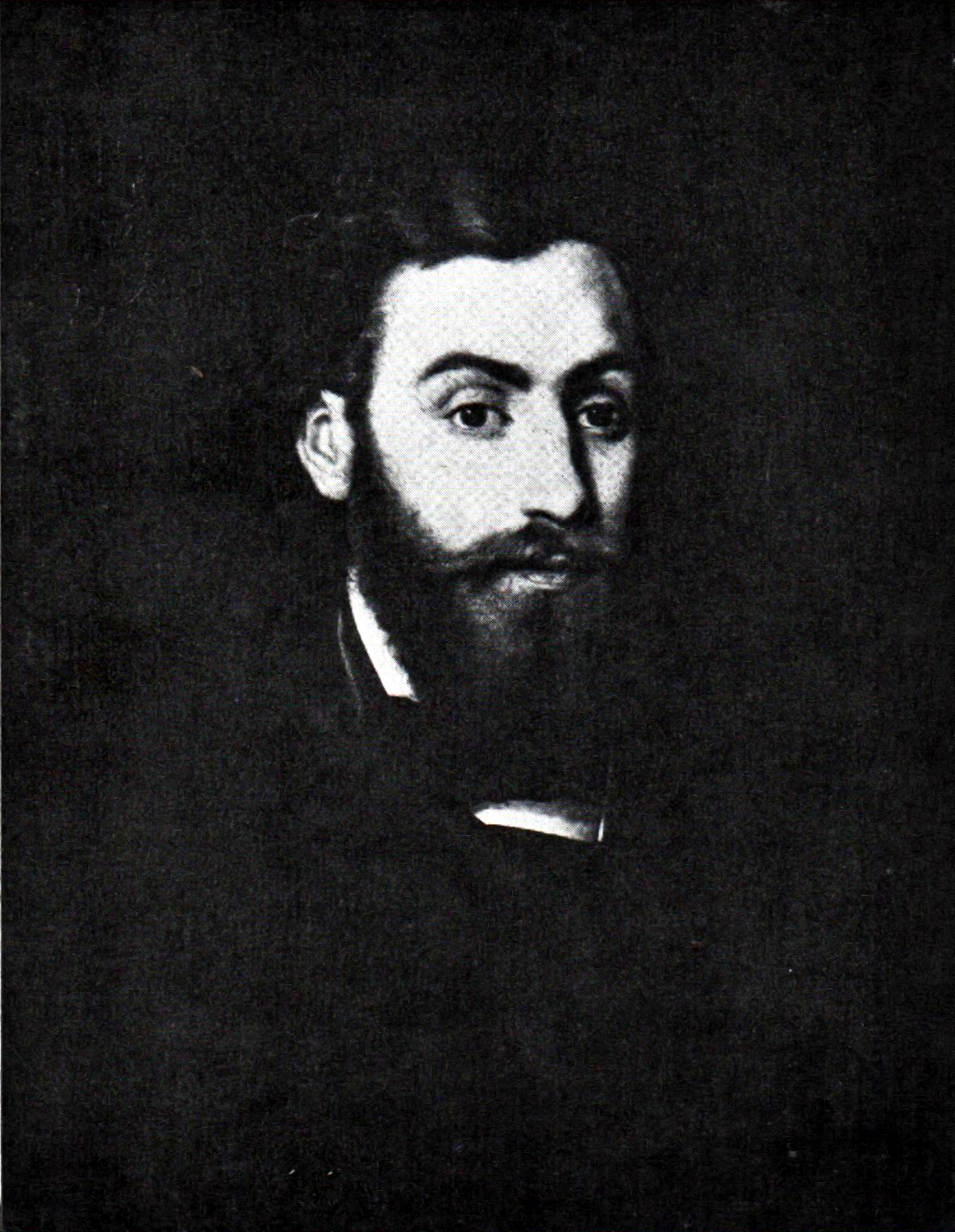
Portretul lui Ion Arcescu

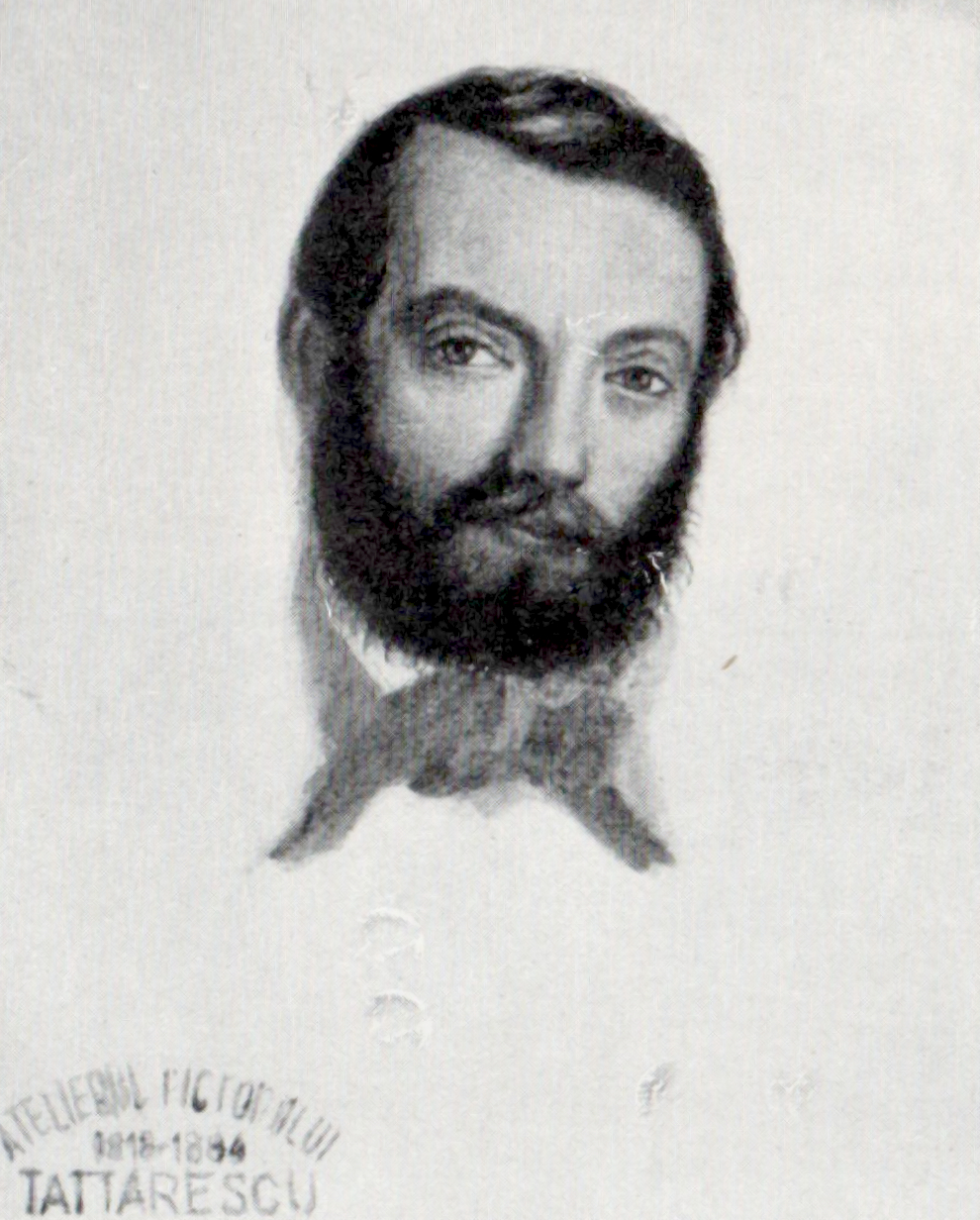
Portret de bărbat - Alexandru Orăscu

Ajuns în Italia la începutul lunii iulie 1845, Tattarescu a urmat sfatul pe care i l-a dat Petrache Poenaru de a lua legătura cu românii care se aflau la Roma în acea perioadă. Astfel, artistul l-a întâlnit pe Constantin Lecca aflat acolo la studii, dar era în acea lună pe picior de plecare spre România. S-a împrietenit cu pictorul Gheorghe Lemeni (1813-1848) și cu Gheorghe Năstăseanu (1812-1864) născut la Iași, cu Petre Alexandrescu și Alexandru Orăscu. Cu Orăscu a făcut în toamna anului 1845 o călătorie de zece zile la Neapole și împrejurimi, pe Vezuviu, la Herculaneum, Pompei, Rujola și Civitavecchia, iar în 10 mai 1846 a fost vizitat de graficianul Alexandru Asachi, fiul lui Gheorghe Asachi, pe care l-a însoțit să vadă Catedrala Sfântul Petru.
Artistul și-a închiriat o cameră pe Via Frattina nr. 53 din centrul Romei și mai apoi o alta la nr. 99 de pe aceeași stradă. La nr. 53 a locuit circa șase ani plătind treisprezece scuzi pe lună, locuința fiind preluată din luna iunie 1851 de către Petre Alexandrescu. Gheorghe Tattarescu a ținut caiete de jurnal până la întoarcerea în România, precum și unul special în care a copiat toate scrisorile pe care le-a trimis din Roma în țară în perioada anilor 1845-1851. Toate copiile scrise în acel caiet au fost datate și semnate cu numele întreg sau cu o prescurtare, fapt care aduce o valoare documentară deosebită prin autenticitatea lor. Astfel, Wertheimer-Ghika a publicat în biografia artistului o mulțime de extrase din aceste scrisori adresate lui Chesarie, Petre Alexandrescu, Nicolae Teodorescu.
La recomandările profesorului Natale Carta, Tattarescu s-a preocupat pentru început exclusiv cu desenul și a studiat anatomia corpului omenesc, fapt ilustrat și în caietele de jurnal unde apar numeroase schițe și desene, unele semnate, ca și pe foi de dimensiuni mai mari cu capete de expresie și cu studii după modele din piatră și statui, toate realizate în creion. În paralel cu desenul, Tattarescu a studiat perspectiva pentru care și-a cumpărat cărți de Pictură și Modeluri. Prima dovadă că pictorul român a început să se gândească să meargă pe o altă cale în pictură decât stilul bizantin este o scrisoare datată în 30 octombrie 1845. Artistul i-a mărturisit lui Teodorescu că „... Crede-mă, iubite unchiule, că după stilul nostru nu prea sînt p-aici, dar eu voi căuta ca cel ce cunosc stilul a vă face unul întocmindu-l bine cu un bun desen precum și colorit...” Așa cum rezultă din scrisorile sale, nu se poate afirma că Tattarescu a studiat doar în atelierul profesorului său. El a fost martorul ocular al vizitei împăratului Nicolae I al Rusiei la Roma din 1845, al concursului de la Colegiul Propagadei Fide în 58 de limbi, al carnavalului din luna februarie 1846, al decesului Papei Grigore al XVI-lea și al alegerii noului papă, Pius al IX-lea, și al primului act de guvernare al acestuia - eliberarea a trei sute de mii  de deținuți politici ai revoluției din 1831.

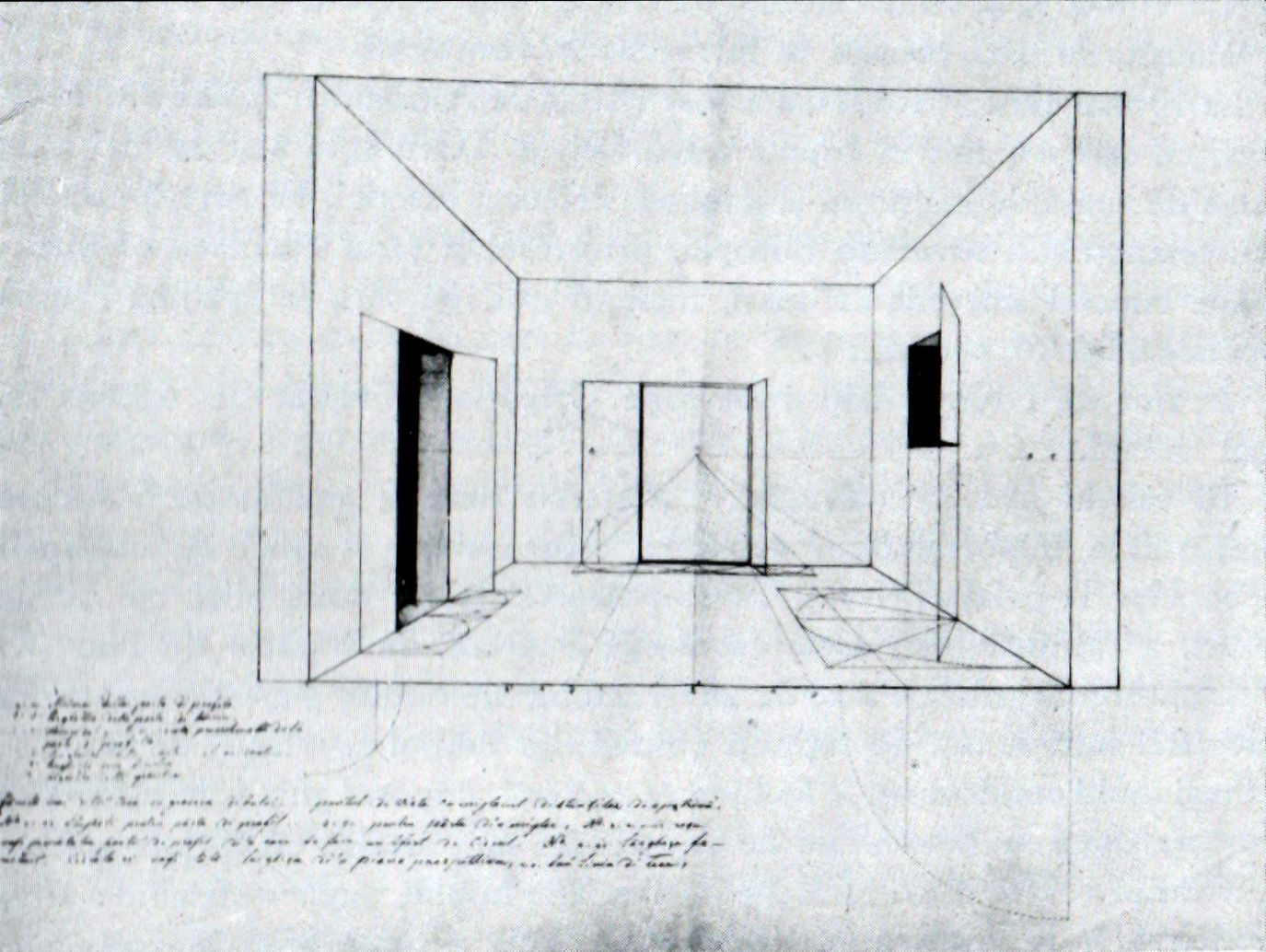
Perspectivă (1)

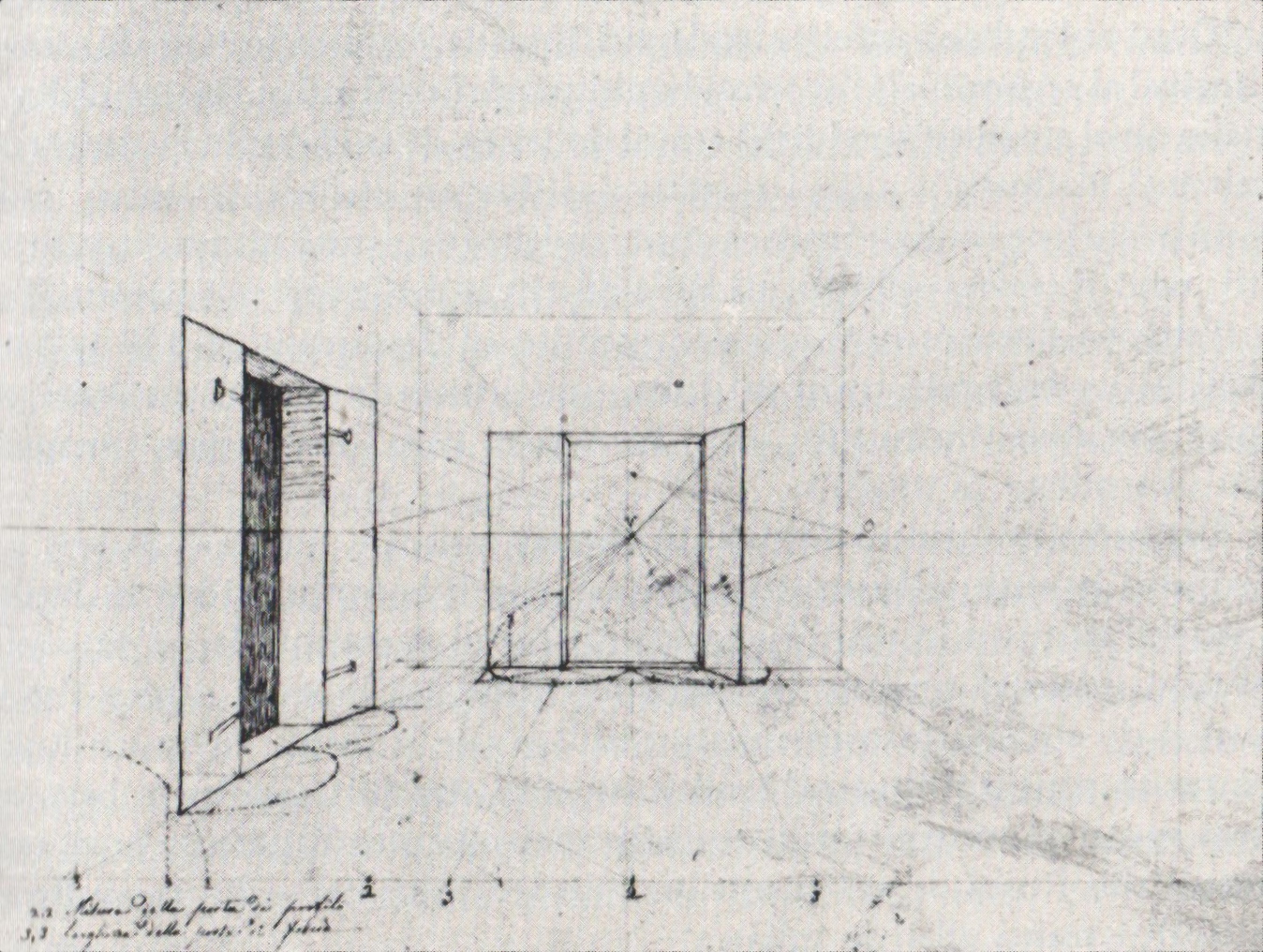
Perspectivă (2)

Tattarescu a vizitat monumentele antice din Roma, galeriile, bisericile, muzeele, Forumul roman, Arcul de triumf al lui Decius, Arcul lui Constantin, Colosseumul, etc. Cum cuantumul bursei se diminuase la 150 de galbeni anual din cauza lui Petrache Poenaru care i-a considerat suficienți pentru astfel de studii,  el a purtat corespondență cu Teodorescu cerându-i intervenții pe lângă Chesarie pentru suplimentarea venitului său cu încă 50 de galbeni. În primăvara anului 1846, artistul a promis că va trimite în țară câteva desene după lucrări antice și un cap de Christ. A rămas din acea perioadă un curs de perspectivă pe 50 de foi mari realizat de către artist. Desenele au fost completate cu texte explicative în limba italiană și în română. La redactarea cursului a participat și Gheorghe Năstăseanu deoarece există o coală realizată destul de neglijent care poartă semnătura pictorului ieșean.
La sfârșitul anului 1846, la 1 decembrie, artistul a trimis două tablouri, executate în creion în opinia lui Wertheimer-Ghika, avându-l ca destinatar pe Episcopul Buzăului, unul „... mai mare decît o icoană împărătească și altul mai mic”. Primul era o copie după Guido Reni intitulat Judita tăind capul lui Olofern și al doilea tot o copie după Guercino (Giovanni Francesco Barbieri) intitulat Ecce homo, Hristos batjocorit. În 29 ianuarie 1847, Gheoghe Tattarescu i-a trimis o scrisoare lui Chesarie prin care i-a prezentat progresele pe care le-a făcut, precum și un certificat de studii redactat de profesorii săi, după cum urmează:
Subsemnatul declară că Dl. Gheorghe Tattarescu din Valahia lucrează de 20 de luni în atelierul meu de pictură, în care răstimp mi-a dat dovezi continue de un geniu deosebit și cu atât progres încât dacă va mai continua câtva timp în aceste lucrări, el va putea deveni ușor un excelent artist care va face odată mare cinste Patriei sale și lui însuși.
Și deoarece acesta este adevărul, eu nu ezit a elibera prezentul certificat.
Roma, 20 ianuarie 1847                                         ss.cav. Natale Carta

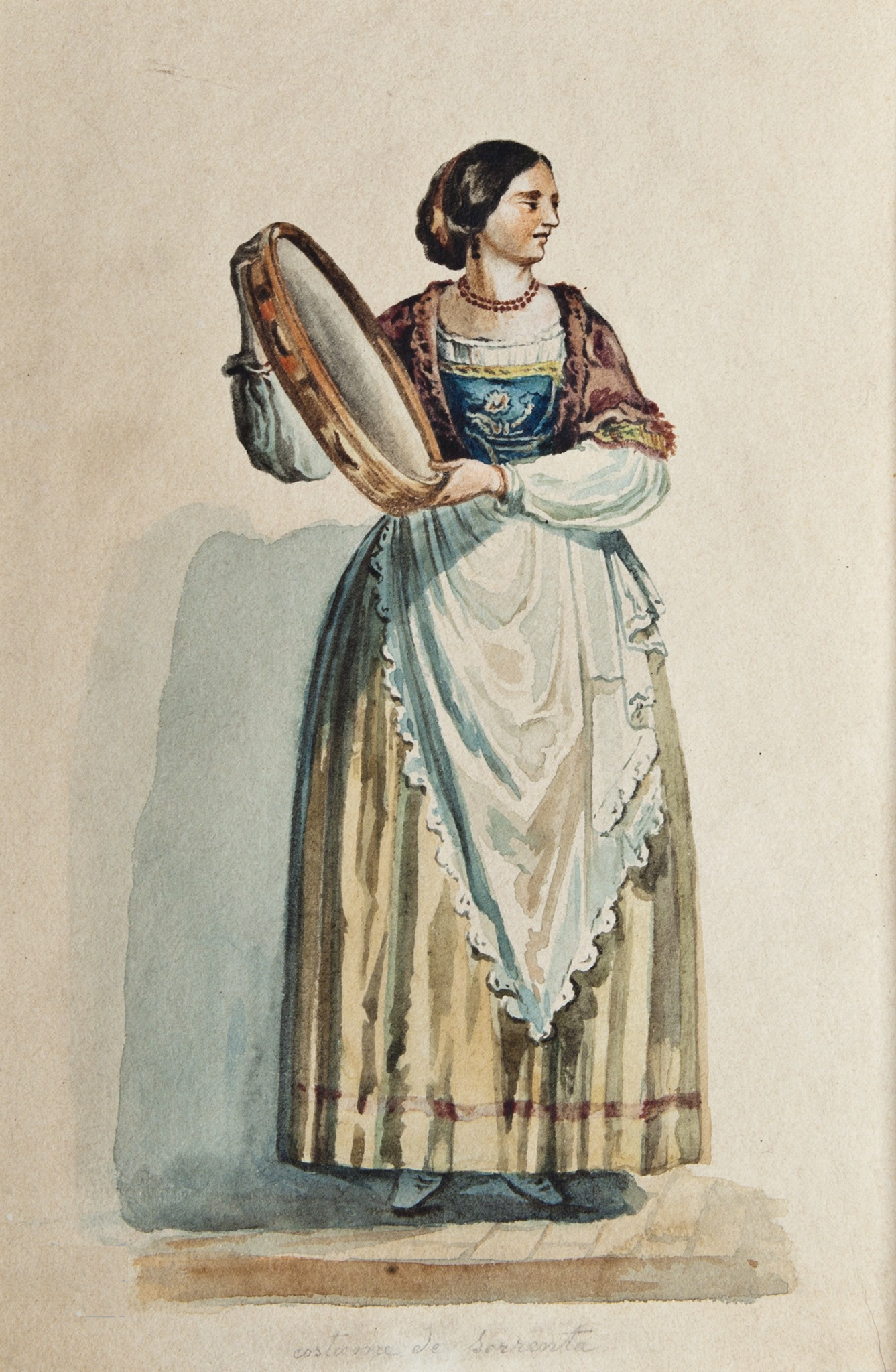
Costum italian din Sorrento

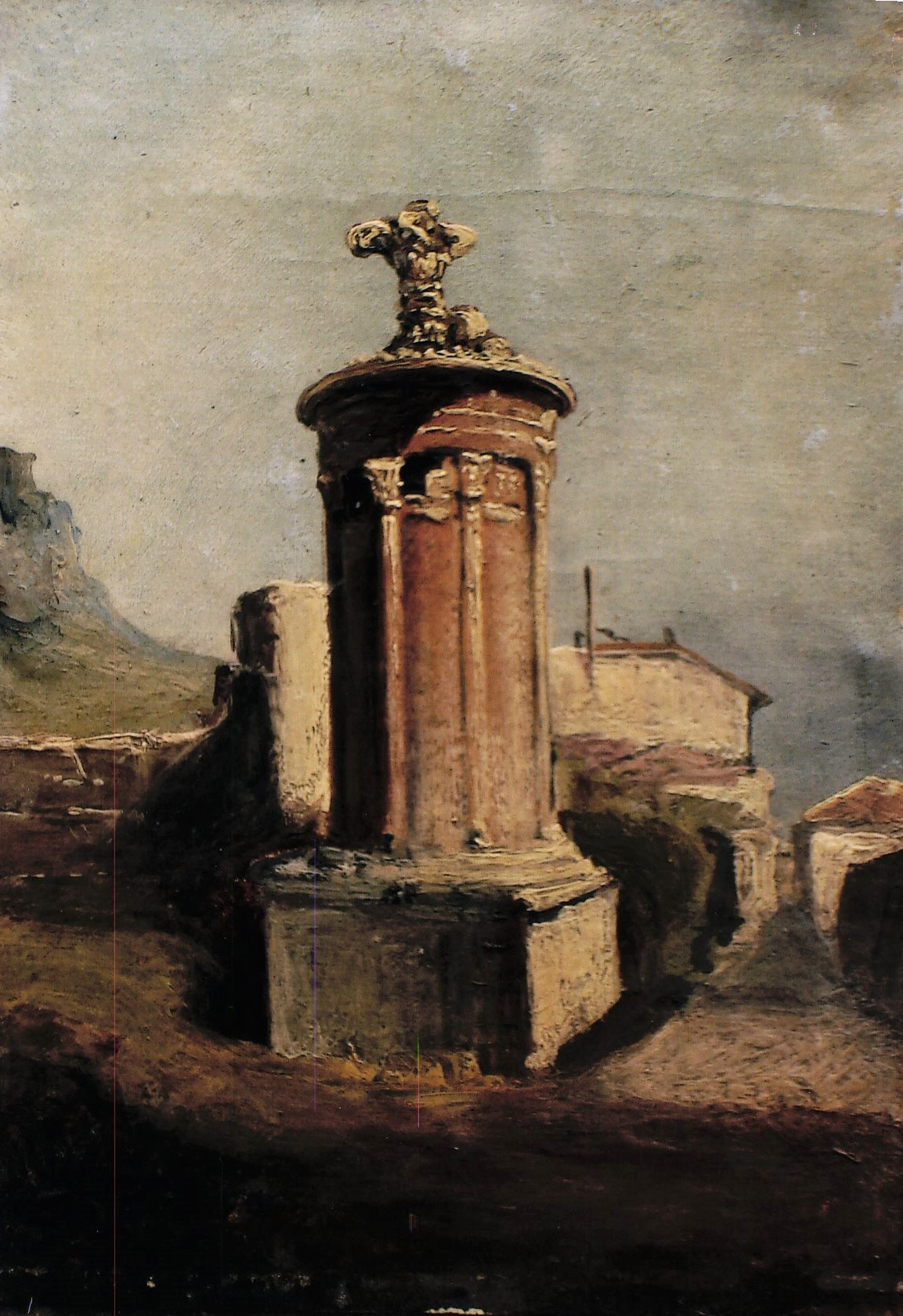
Monumentul lui Lysicrate din Atena

În continuare, artistul a cerut ce-i 50 de galbeni care să-i întregească venitul anual. Această recipisă a ajuns din nefericire prea târziu în România, deoarece Chesarie a decedat la Buzău în ziua de 30 noiembrie 1846. Din acest an până la terminarea studiilor, Tattarescu a avut o luptă permanentă pentru a obține finanțarea șederii sale în străintătate. Majoritatea scrisorilor pe care le trimitea în țară au cuprins teama pierderii bursei și lipsa banilor necesari traiului de zi cu zi. Ca urmare a decesului lui Chesarie, părintele Filoftei[F] - Econom al Episcopiei Buzăului, a preluat provizoriu conducerea Episcopiei. Tattarescu a luat legătura cu el și prin intermediul lui Nicolae Teodorescu a reușit să-și păstreze bursa de 150 de galbeni anual. Tablourile pe care artistul le-a trimis lui Chesarie au ajuns la Fioftei. Tattarescu a întreținut o lungă corespondență cu Filoftei, care nu a avut niciun rezultat privind mărirea venitului cu 50 de galbeni. Ba mai mult, Filoftei a exercitat presiuni asupra pictorului pentru a-i face portretul și a obține și alte lucrări.
Din anul 1847, artistul a început să studieze după natură, mărturie stând caietele sale pline de schițe și desene după corpul omenesc. Tot acest an a însemnat realizarea unor lucrări în acuarelă, tehnică pe care a utilizat-o destul de rar în cariera sa, și a început să facă pictură în ulei. Dovada o reprezintă o lucrare pe care a executat-o prima oară în creion în timpul călătoriei sale prin Grecia către Roma. Ea se intitulează Monumentul lui Lysicrate din Atena și reprezintă cumulul cunoștințelor de desen și perspectivă pe care le-a dobândit de la începutul venirii sale în capitala Italiei. Tot din această perioada a mai rămas un tablou în ulei, Începuturile desenului, și o compoziție în ulei cu o scenă din Romeo și Julieta datată în 1846 dar nesemnată. Ghika a considerat că a fost făcută după o copie după Natale Carta sau o lucrare schiță de începător.

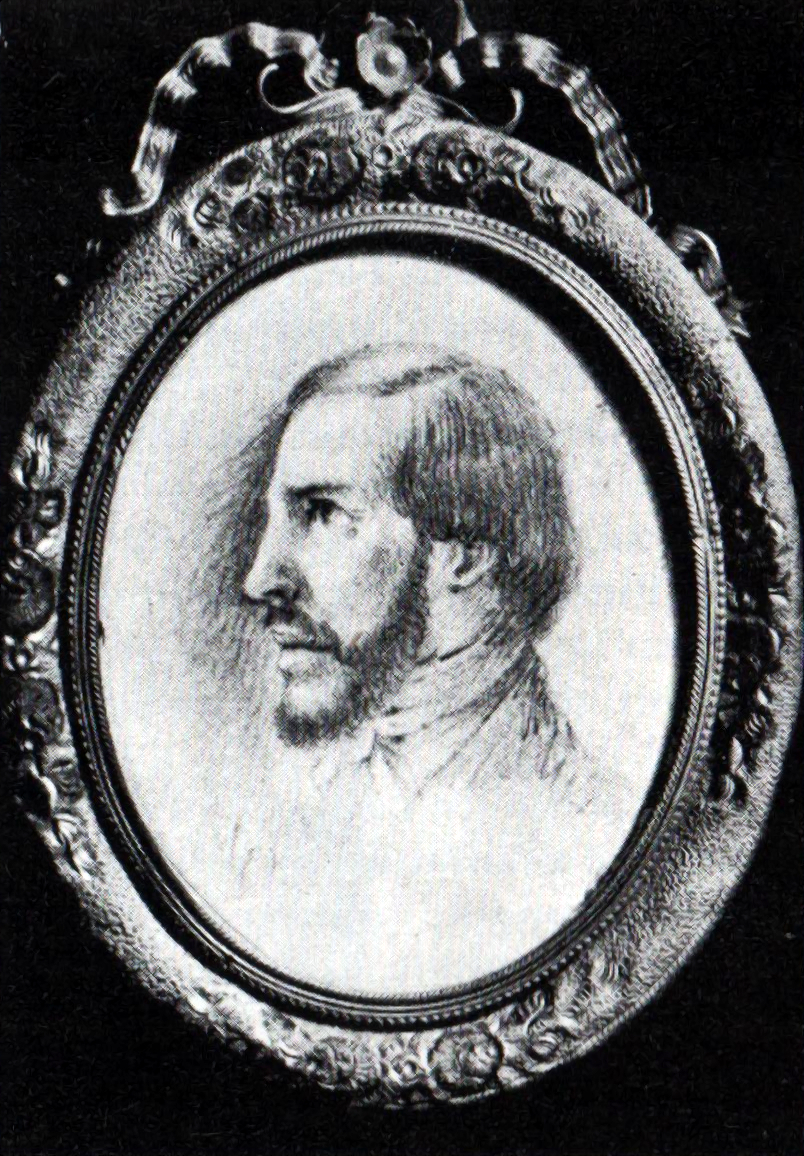
Portretul lui Nicolae Bălcescu

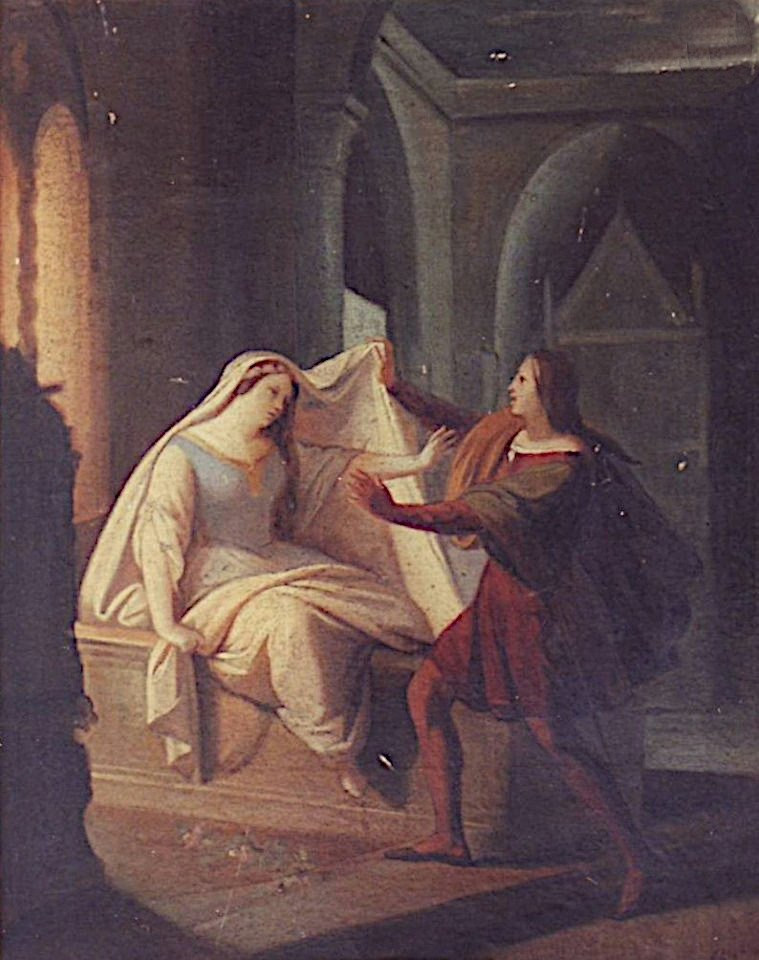
Scenă din Romeo și Julieta

În aprilie 1847, Gheorghe Tattarescu a primit vizita lui Nicolae Bălcescu și Ion Arcescu, care erau în trecere prin Roma în drumul lor de la Palermo la Paris. Momentul a fost notat în caietul de scrisori și în caietul de schițe apare un portret în profil, realizat în creion, al lui Bălcescu. Ghika a menționat că acest portret se încadrează în primele realizări ale artistului în tematica portretisticii. O altă mărturie a trecerii celor doi prin Roma este și portretul în ulei al lui Ion Arcescu care a fost datat de pictor în anul 1847 - Roma. Această lucrare este prima lucrare cunoscută care denotă o încercare curajoasă în ulei, ulterioară portretului lui Chesarie din anul 1845. Aici se poate constata un mare pas înainte prin calitatea desenului, chiar dacă există unele imperfecțiuni ca cele de la urechea dreapta sau la trecerea de la ochi la nas și apoi la buze. Cromatica nu atinge perfecțiunea obținută în perioada de maturitate artistică, putându-se vedea dependența pictorului de primitivii artiștilor plastici din principatele românești. O altă deficiență ține de proporții, astfel că, faldurile pelerinei sunt prea impozante prin comparație cu dimensiunile capului. Totuși, lucrarea afișează o gamă de culori vii și exteriorizează un efort al artistului de a se descătușa de rigiditatea stilului autohton. De remarcat este autoportretul realizat în această perioadă unde se observă deja folosirea clarobscurului și o expresivitate deosebită a chipului, fapt care face ca lucrarea să se înscrie în primele sale tablouri de valoare.

### 1848 — La Roma
La 1 ianuarie 1848, Gheorghe Tattarescu a redactat o jalbă de protest adresată lui Gheorghe Bibescu prin care a semnalat situația financiară în care se afla în capitala Italiei, din cauză că Economu Filoftei aflat la conducerea Episcopiei Buzăului nu voia să-i acorde mărirea bursei cu 50 de galbeni anual. Jalba a fost însoțită și de o altă scrisoare de recomandare scrisă de Arăpilă Golescu[G] către postelnicul Ștefan Golescu, vărul său, căruia îi cerea ajutorul de a prezenta jalba domnitorului. Ștefan, care era înscris în rândul membrilor Frăției revoluționare. Tot pe 1 ianuarie a trimis o recipisă la Paris lui Ion Arcescu căruia i-a mulțumit pentru sprijinul acordat în obținerea recomandării de la Arăpilă. În aceeași lună a purtat corespondență cu Nicolae Bălcescu la Paris și cu Arcescu căruia i-a transmis detalii despre prietenia pe care a încheiat-o la Roma cu Constantin Al. Kretzulescu, care i-a promis că va interveni pe lângă fratele lui, Nicolae Kretzulescu, ce ocupa funcția de aghiotant domnesc, pentru a obține mărirea de venituri dorită.
La 27 martie 1848, Congregazione artistica dei virtuosi al Panteon, care era cel mai înalt for artistic din Roma ce se afla sub patronajul papei, a anunțat public pe artiștii aflați la Roma de organizarea unui concurs de arhitectură, sculptură și pictură intitulat Concorso artistico dal Panteon. Artiștii erau invitați ca în termen de șaizeci de zile, adică pe 30 mai 1848, să prezinte lucrări înscrise în concurs cu tema biblică Simeon și Levi, fii lui Iacob, luând armele, intră în casa lui Hemor și Sikem, îi ucid și scapă pe sora lor Dina ce fusese răpită de Sikem. Concursul era unul tradițional deoarece se organiza din cinci în cinci ani. Pictorul român s-a gândit să participe și el, dar a fost refuzat la înscriere pentru că manifestarea era destinată doar artiștilor de religie catolică. Ca urmare, Tattarescu s-a adresat cardinalului Giuseppe Caspar Mezzofanti, un apropiat cultural al țărilor dunărene, care cu influența sa a permis și participarea românului de religie ortodoxă la concurs.
Astfel, Tattarescu, în timpul scurt pe care l-a avut la dispoziție, a realizat o serie de schițe și studii istorice și de costume. Muzeul Gheorghe Tattarescu și urmașii pictorului dețin numeroase desene și schițe făcute cu acea ocazie din care rezultă metodica prin care Tattarescu a dezvoltat tema concursului. Pictorul a realizat compoziția fixând mai întâi personajele și le-a desenat corpurile nude cu respectarea anatomiei. A schițat pe corpuri o îmbrăcăminte sumară, a realizat tunicile cu falduri, aplicând apoi culoarea. Având dubii cu privire la cum a murit Sikem, în luptă cu frații sau dormind în pat, artistul a executat ambele variante și a optat pentru lucrarea finală la cea de-a doua, pe care a transpus-o pe o pânză de mari dimensiuni. Lucrările participanților au fost jurizate și în faza finală au ajuns cinci concurenți în ziua de 20 mai. Pe 11 iunie câștigătorul a fost desemnat ca fiind Dl. Giorggio Tattarescu din România. În analiza pe care a făcut-o acestui episod din cariera pictorului, Jacques Wertheimer-Ghika a opinat că membrii juriului care decideau premianții doreau prin acest concurs mai mult o afirmare a tinerelor talente decât identificarea unor lucrări de mare valoare plastică. Așa s-ar explica timpul scurt de pregătire al lucrărilor și faptul că Tattarescu a câștigat primul loc, în condițiile în care era la studii de trei ani și lucra în ulei de doi ani de zile. Fără a subestima valoarea tabloului realizat de artist, Ghika a menționat că o socotește ca fiind o lucrare de începător, cu toate că a fost corect desenată, ea avea o cromatică sobră, în tonuri reci.

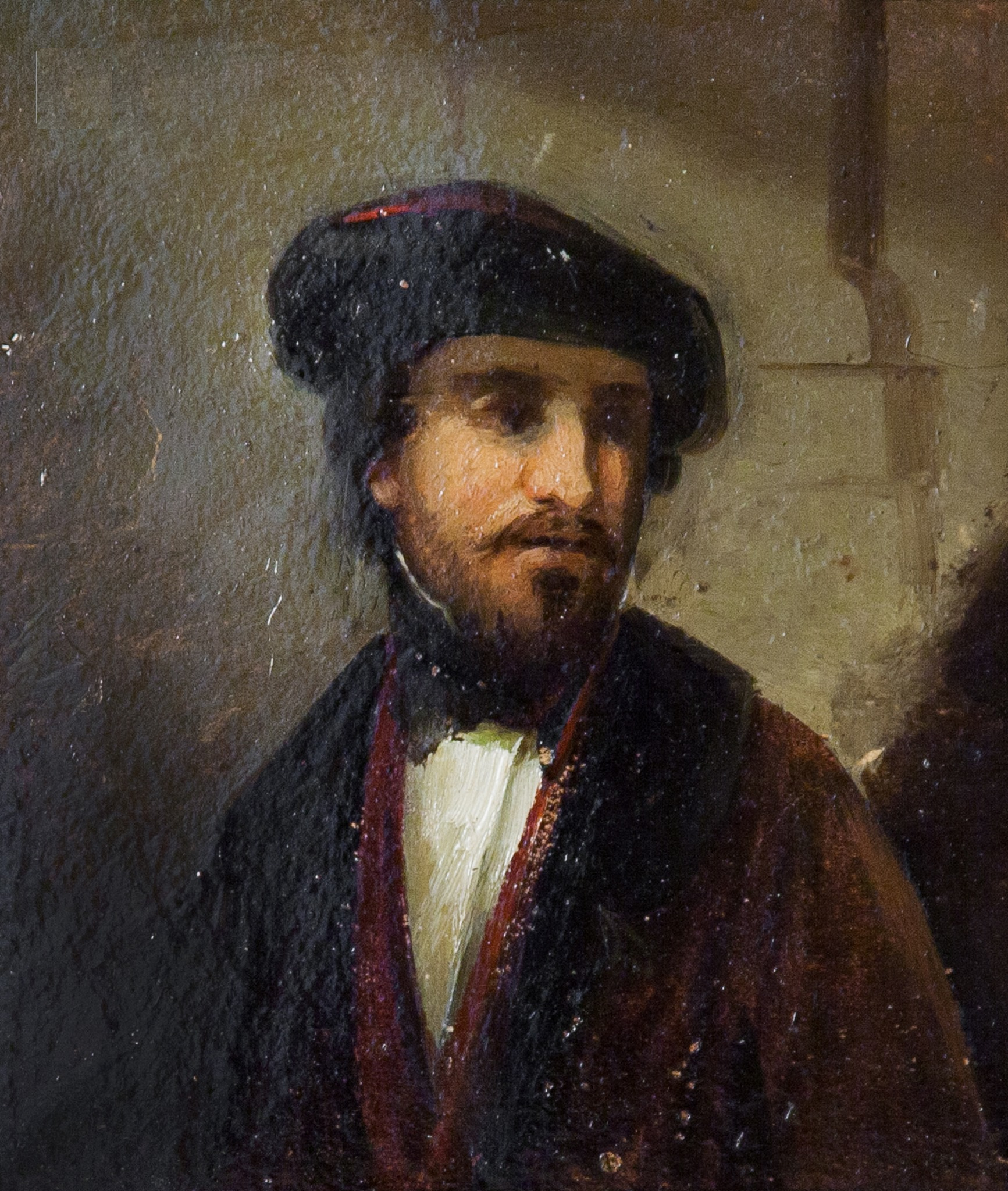
Autoportret (1848)

Diploma de câștigător al concursului i-a fost trimisă pe 12 iulie 1848 la adresa sa din Via Frattina nr. 99, etaj I, împreună cu o scrisoare a congregațiunii ce a fost semnată de președintele ei. Premiul a constat dintr-o medalie de argint de 6 uncii pe care a primit-o de abia în anul 1851. Medalia a fost bătută în anul 1850 și i-a fost înmânată artistului cu ocazia sărbătorii zilei papei Pius al IX-lea. Această medalie a fost prima distincție pe care un pictor român a primit-o până atunci în străinătate. Faptul că pe aversul medaliei a fost imprimat anul 1850, a făcut ca istoricii lui Tattarescu să considere că tabloul Simeon și Levi, precum și concursul, ar indica realizarea acestuia în acel an. Tabloul a fost păstrat până în anul 1950 în locuința pictorului din București, astăzi muzeu. În acel an a fost mutat la Muzeul Regional din Arad. Medalia se află și astăzi la Muzeul Gheorghe Tattarescu. Acordarea premiului și a medaliei de argint a fost publicată în gazeta Romei din data de 15 iulie 1848, același care publicase condițiile de participare a artiștilor la concursul din 30 mai. În articolul publicat apare hotărârea juriului și numele premiatului Tattarescu. Ziarul a fost trimis în țară în data de 27 iulie 1848.
În continuare, Tattarescu a întreținut o corespondență activă cu Ion Arcescu pe care-l informa cu mersul revoluției din Italia și informațiile pe care le obținea din gazetele timpului despre mișcările din Neapole, Lombardia și Imperiul austriac. I-a declarat lui Arcescu că dacă ar fi fost la București s-ar fi alăturat imediat mișcării revoluționare asemenea lui Constantin Rosenthal, Ion Negulici sau Barbu Iscovescu. Arcescu, la rândul lui, l-a informat despre evenimentele care se desfășurau în țară, inclusiv de cele din 19 iunie 1848 când trădătorii Solomon și Odobescu i-au arestat pe Christian Tell, Gheorghe Magheru și Ion Heliade-Rădulescu.

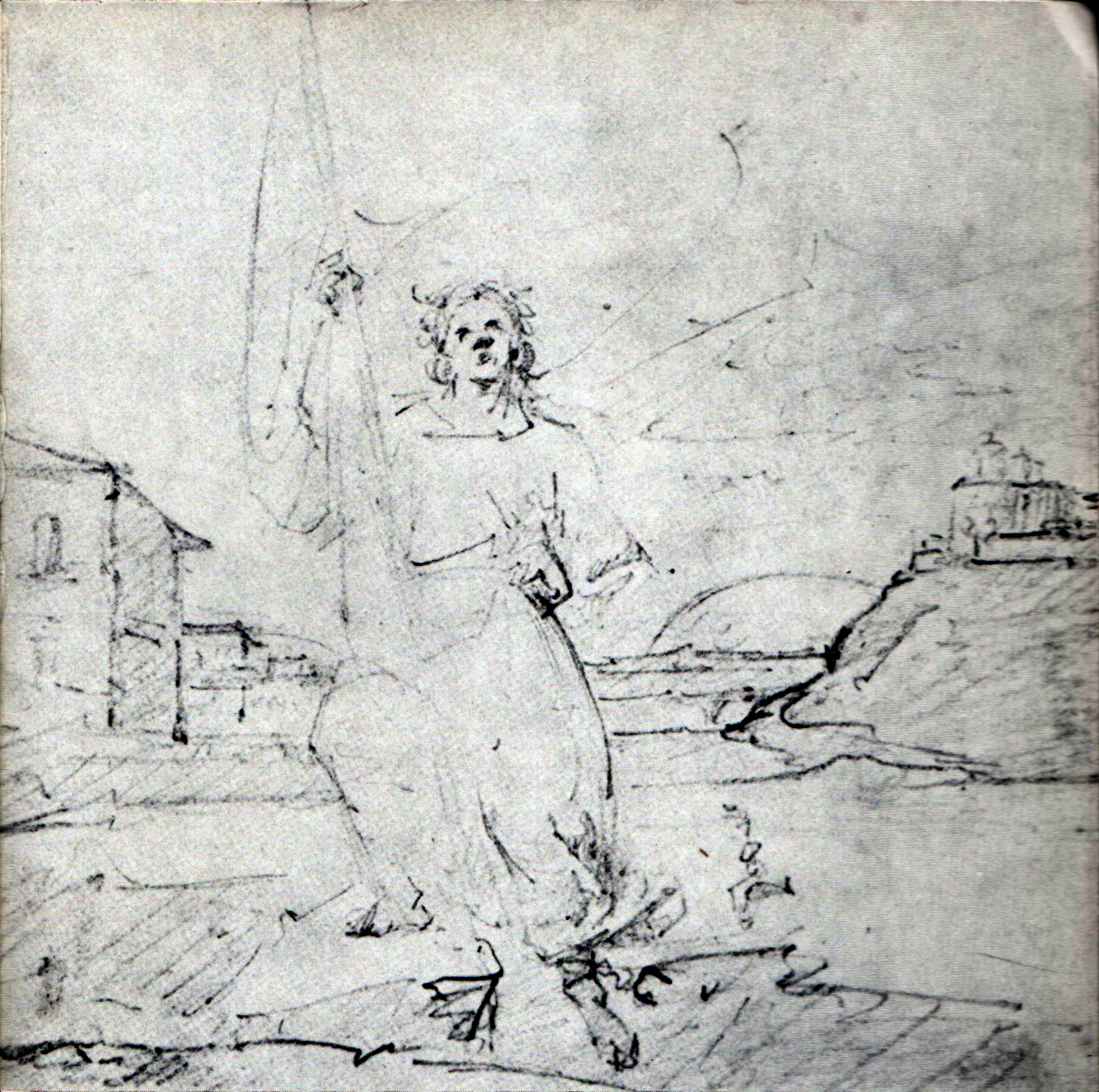
România revoluționară (schița 2) - 1848

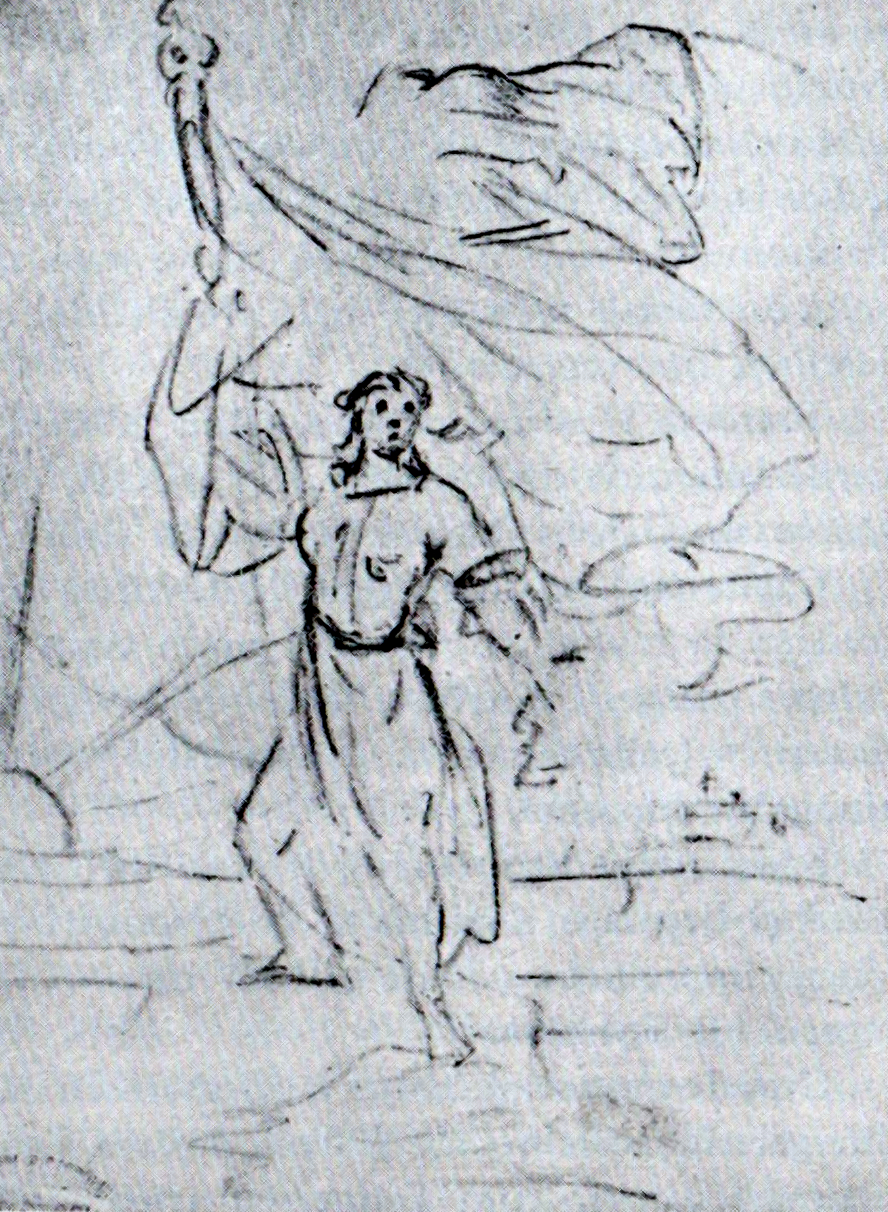
România revoluționară (schița 1) - 1848

Entuziasmat de reușita revoluției, Tattarescu s-a pus pe treabă și a realizat primele două schițe cu tematică revoluționară, care au rămas în caietele sale de jurnal. Ambele au în prim-plan chipul unei femei care întruchipează România. În prima variantă, personajul feminin are mâna dreaptă ridicată cu stindardul țării, totul într-un elan juvenil, iar de pe brațul stâng cad lanțurile sclaviei. În stânga ei răsare soarele libertății și în dreapta se vede un edificiu abia schițat. În cea de a doua variantă, soarele apare din fundul perspectivei, între zidurile unei așezări vechi aflată în partea dreaptă. Așezarea se află pe o colină iar în stânga se vede o clădire cu etaj. Ambele schițe au forme abia conturate, sumare, dar ceea ce iese în evidență este atitudinea femeii, entuziasmul ei fiind convingător.
Problemele financiare au rămas nerezolvate, Tattarescu era înglodat în datorii, ba mai mult i-a acordat împrumuturi lui Gheorghe Năstăseanu aflat și el la ananghie,[H] fără a avea vreo speranță de recuperare a sumelor date. Cu toate că ajunsese să-l desconsidere pe Nastasianu, Tattarescu a încercat să-l ajute rugându-l pe Arcescu printr-o scrisoare din 18 iunie 1848 să găsească o soluție de ajutorare. Gazeta Romei, în care era publicat succesul lui din 30 mai, pe care a trimis-o la București, a avut ca efect coagularea cercurilor revoluționare în critica severă de care a avut parte Economu Filoftei. Astfel, în data de 16 august 1848 s-a publicat în foaia revoluționară Poporul suveran,[I] nr. 19, din București un articol critic având subtitlul Vox populi, vox dei - Glasul poporului, glasul lui Dumnezeu.  Nicolae Teodorescu împreună cu prietenul pictorului din copilărie - Deșliu, l-au determinat pe Filoftei, aflat sub presiunea publică a presei, să acorde mărirea bursei la 200 de galbeni anual. Temându-se, probabil, de efectele jalbei lui Tattarescu, Filoftei a trimis la Roma o sumă echivalentă a bursei pe șase luni.
Prin scrisori, Tattarescu a mulțumit în 25 iulie 1848 lui Teodorescu și Deșliu, ca și Economului Filoftei, celui din urmă menționându-i că perioada de studii trebuia a fi prelungită cu cel puțin doi ani. Unchiului Teodorescu i-a spus că va folosi banii începând din 15 august pentru a pleca la Florența „... unde trebuie să studiez frumosul colorit după autorii cei mai vestiți, precum aici desenul... [și]... a face ceva mai serios — după cum va dovedi ceea ce voi trimite p-acolo...” și că nutrește speranța că se va înapoia la Roma pe la sfîrșitul lunii octombrie 1848.

### 1848 — La Florența

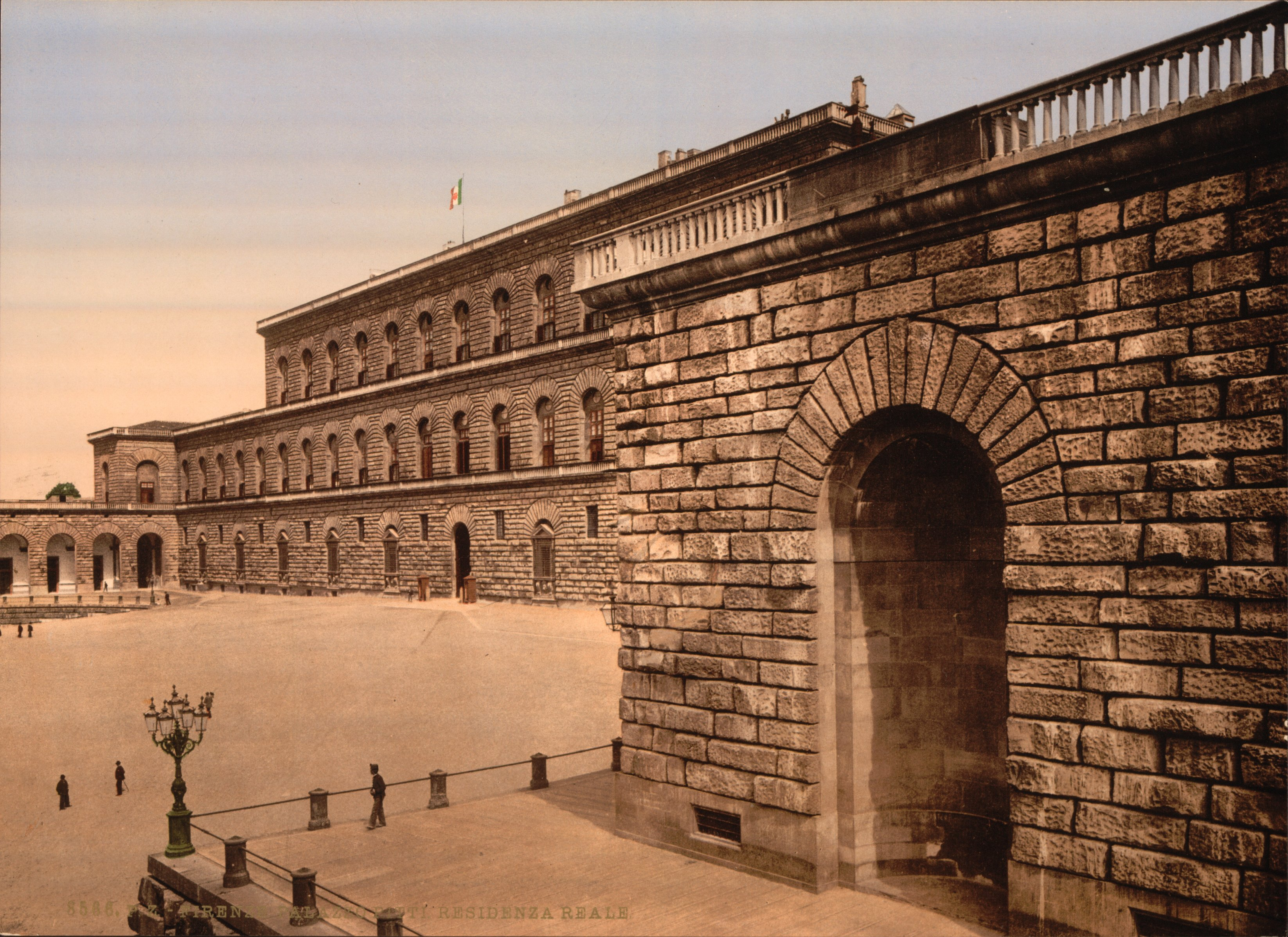
O fotografie din secolul XX nuanțată a Palatului Pitti, atunci încă cunoscut ca La Residenza Reale după ce a fost reședința Regelui Emanuel al II-lea între 1865-71, când Florența era capitala Italiei.

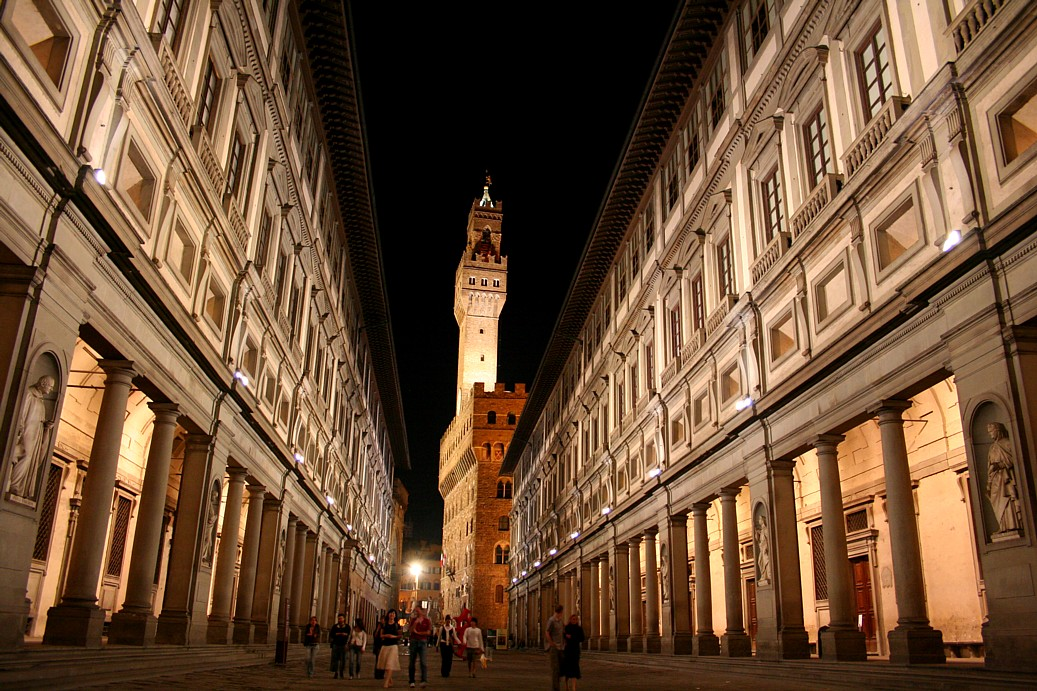
Galeria Uffizi

Gheorghe Tattarescu a fost atras de orașul Florența datorită picturilor bizantine de o factură superioară, realizate în secolul al XII-lea și al XIII-lea, care se găseau în Galeria Uffizi și în cea dell'Accademia. Pentru a ajunge acolo, a călătorit la bordul unui vas de război franțuzesc până la Livorno, unde a zăbovit la hotelul Vulturul negru. Apoi, a luat trenul pentru a ajunge la Florența. Constantin Al. Kretzulescu a încheiat o înțelegere cu Tattarescu prin care artistul urma să-i facă o serie de copii după tablouri din galeriile celebre din Italia. Așteptând la Florența lista picturilor dorite, pictorul român s-a ocupat cu realizarea de schițe după operele venețiene de la Uffizzi și din Palatul Pitti, exersând armonia aplicării culorii. Artistul a avut în continuare probleme cu încasarea bursei care venea cu întârziere și ca urmare și-a închiriat la Florența o cameră ieftină, aflată la etajul al patrulea al unei clădiri la care ajungea după ce urca o sută douăzeci și opt de trepte. De aceea a întreținut o corespondență permanentă cu Arcescu, Teodorescu și Filoftei a cărei subiect era deja unul obișnuit privind încasarea bursei.
Citind probabil ziarele franceze în care apăreau știri cu privire la eșecul revoluției din Țara Românească, Tattarescu a s-a lăsat pradă unei mari descurajări și în 2 noiembrie 1848 i-a scris unui prieten Michael:
„... Trista mea situație nici nu ți-o pot descrie... citind o notiție din jurnalul francez, care sună prea adevărat, puțin a lipsit să-mi pierd mințile; concluziunea este că săraca mea țară este ruinată și toate speranțele mele sînt pierdute! Alaltăieri am primit o scrisoare de la unul din bunii mei compatrioți [ Constantin Al. Kretzulescu, n. a. ], în care mi s-a confirmat ceea ce scrie ziarele și în secret de ce capitala București este sub legea marțială... cum vezi trista mea soartă este prea crudă, barbară...”
În aceeași scrisoare a amintit că lucrează la un desen, România plângând la sarcofagul Libertății, în care a înfățișat o femeie în doliu care este așezată la mormântul celor care au pierit pe 13 septembrie la Lupta din Dealul Spirii. Desenul face parte din seria de lucrări pe care Tattarescu le-a făcut cu ocazia revoluției de la 1848 și are două variante. Prima arată un sarcofag din piatră masivă ce este flancat la colțuri de câte o figurină îndoliată. Desenul este bine conturat și are ca centru de interes o femeie așezată, amplasată în stânga sarcofagului, care plânge cu capul plecat peste genunchiul stâng, totul exteriorizând o durere sfâșietoare. Pe fața sarcofagului este scris anul 1848 încadrat între două linii paralele. În a doua variantă, apare un sarcofag mai simplu în prim-plan, o cruce abia schițată în al doilea și o stemă simbolică ce se sprijină pe sarcofag. Impresionat de evenimentele de la București, Tattarescu a păstrat în atelierul său, toată viața, o litografie de epocă cu autor necunoscut a Luptei din Dealul Spirii.

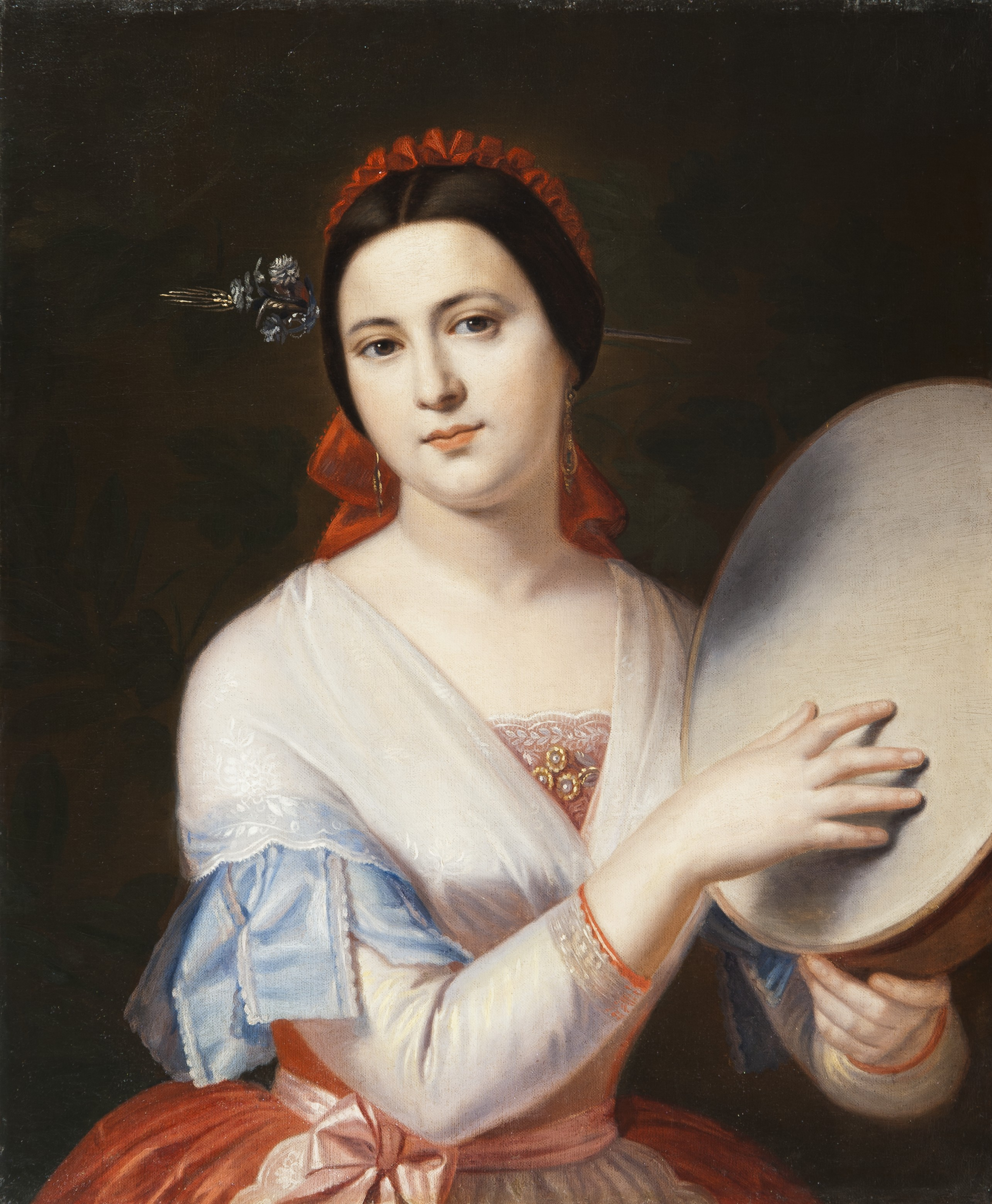
Femeia cu tamburina
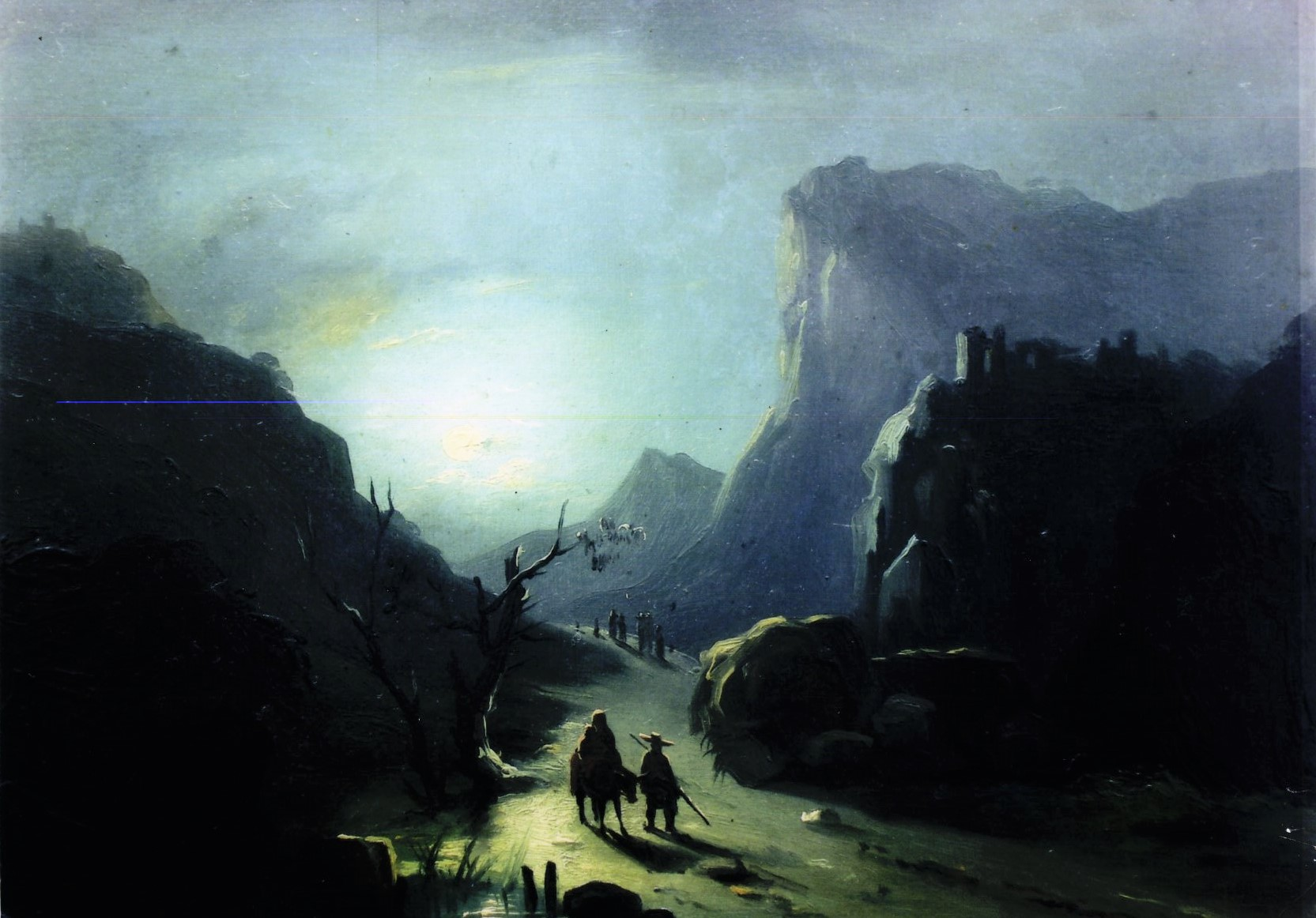
Peisaj nocturn la granița Toscanei
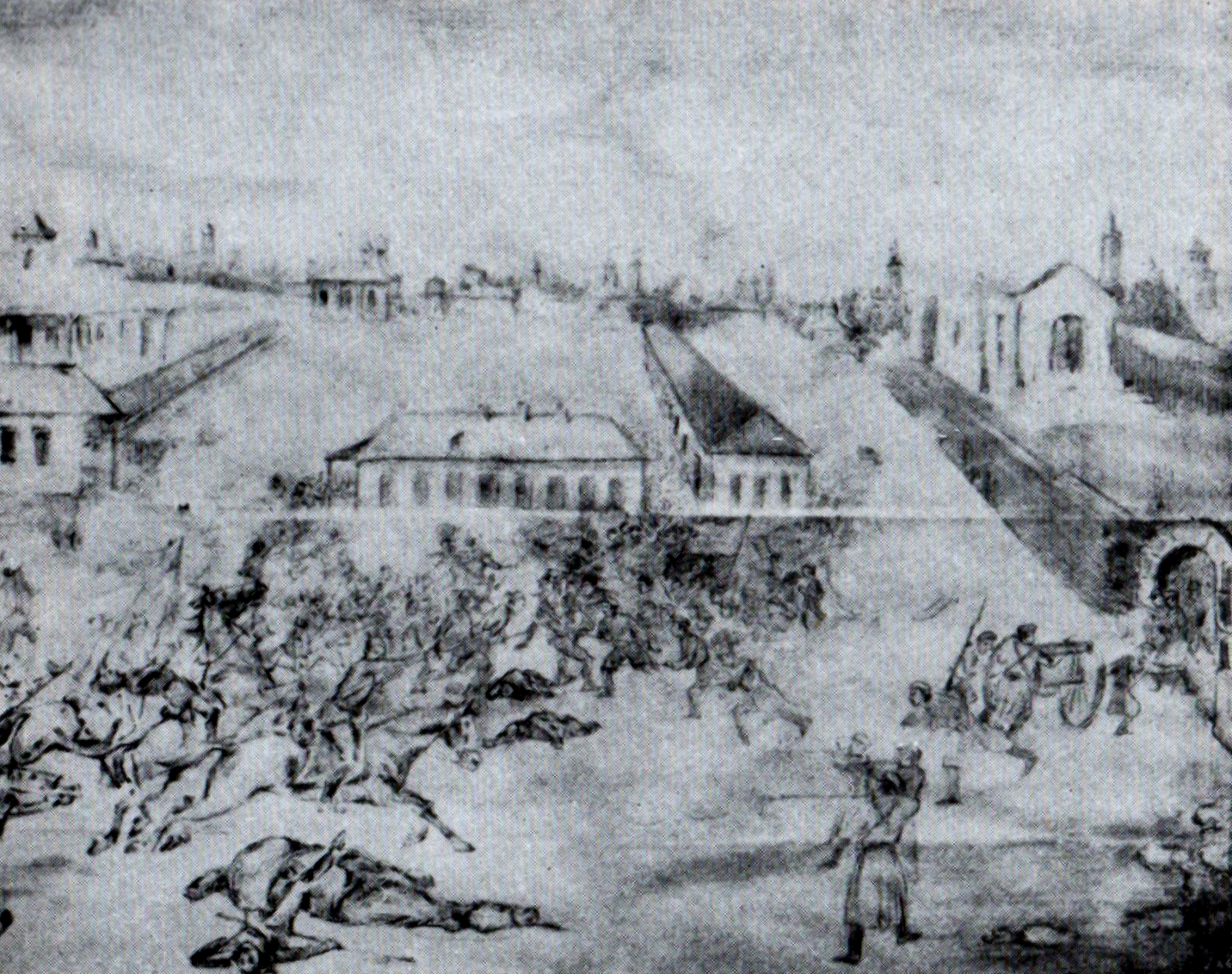
Bătălia din Dealul Spirii
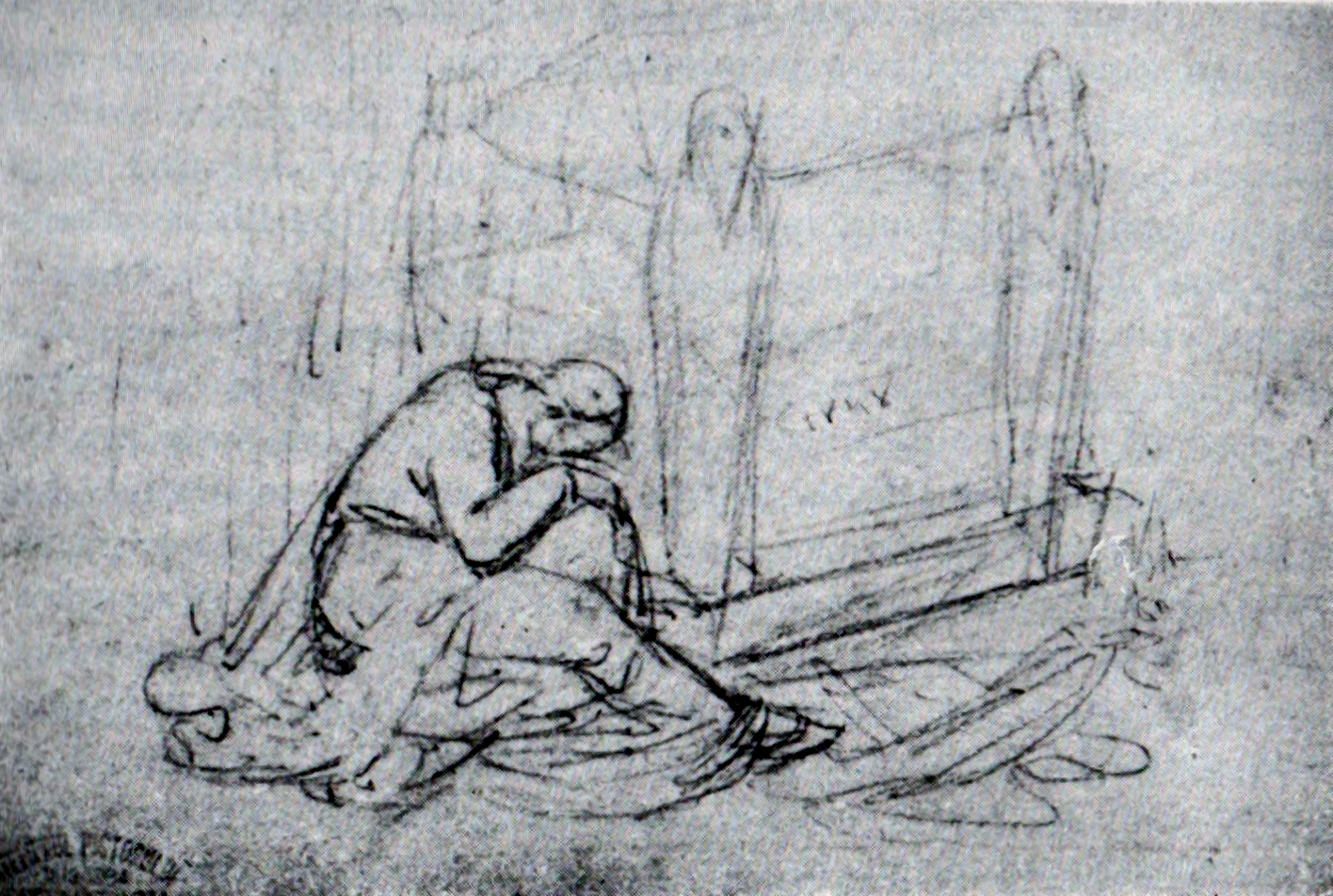
România plângând la sarcofagul Libertății
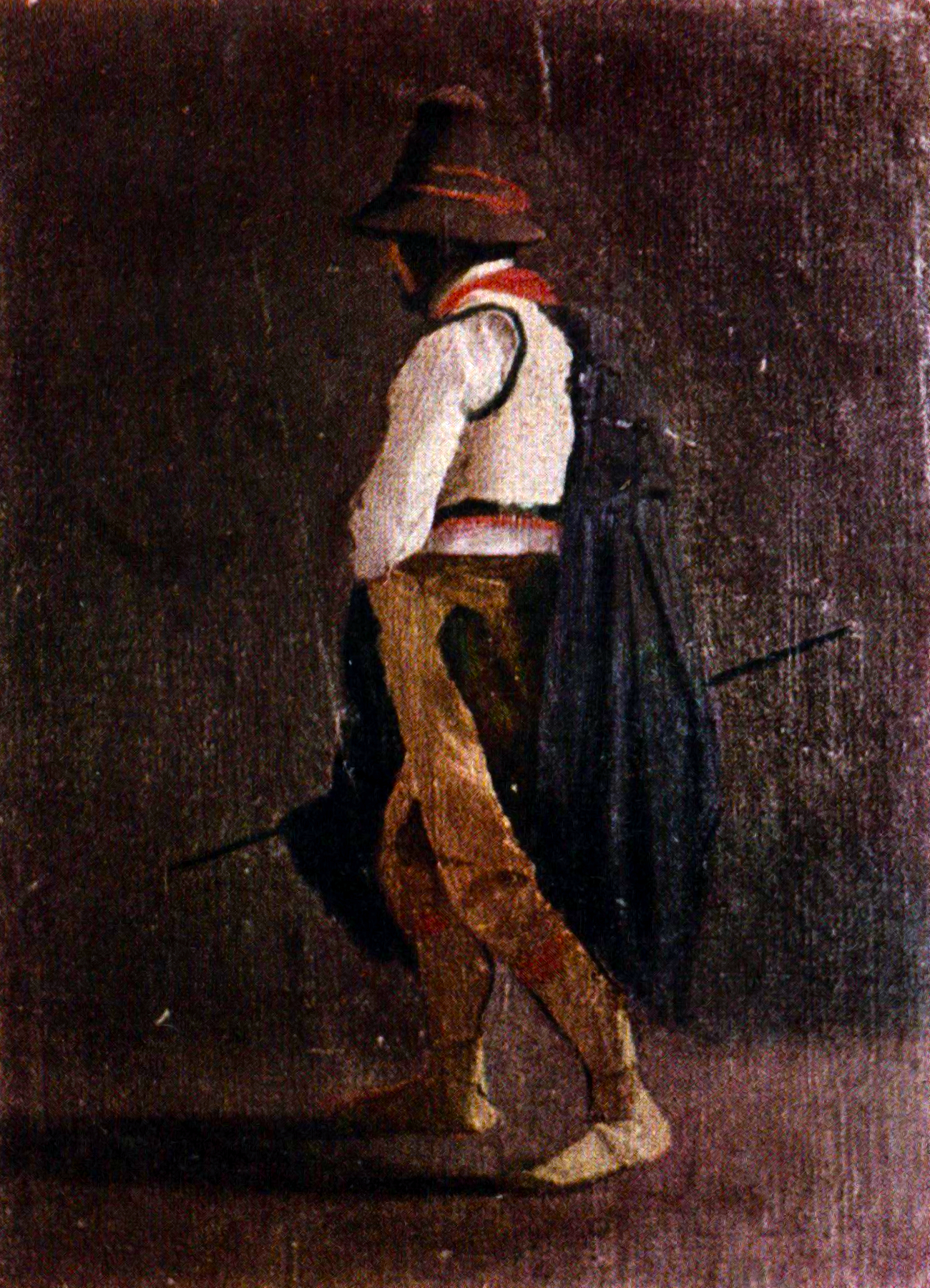
Pifferaro

Ca urmare a șederii sale la Florența, pictorul român a progresat în tehnica uleiului, mărturie stând o copie de mici dimensiuni după celebrul tablou Venera de Urbino al lui Tizian, aflat astăzi la Muzeul Gheorghe Tattarescu. Kretzulescu a comandat o copie pe care a plătit 50 de galbeni și încă una după Salvator Rosa. Artistul a mai făcut excursii prin împrejurimile Florenței, Livorno și Pisa. Copiile pe care le-a realizat în călătoriile sale erau lucrări mici, excepție făcând cele care erau cerute de comanditari, deci aveau dimensiunile exacte ale originalelor. El a mai realizat și copii exacte pentru Muzeul Național din București care era în curs de organizare și înființare. Artistul avea în plan ca atunci când se va reîntoarce la Roma să facă mai multe copii după tablouri aflate în Galeria Borghese de Andrea del Sarto și peisaje de Salvator Rosa, fapt care denotă că în preocupările lui Tattarescu era inclus și peisajul ca formă de expresie. Astfel, în luna decembrie 1848, el a pictat un Peisaj nocturn la granița Toscanei.
Datorită speranțelor spulberate prin eșecul revoluției din țară și a expulzării sau arestării prietenilor săi, în mintea lui Tattarescu s-a născut proiectul realizării unei lucrări emblematice privind revoluția română. Cum banii bursei de la Buzău nu veniseră și fiind în nevoi financiare acute, artistul a apelat la pictorii aflați în Florența să-i dea de lucru. Cum străinii amatori de artă au plecat din oraș mai ales din cauza fugii papei la Roma, comenzile lipseau. Febra revoluției cuprinsese Roma și în scurt timp Tattarescu a fost martorul ocular al desfășurării ei. Salvarea au fost cei 50 de galbeni pe care i-a primit de la Kretzulescu ca avans pentru niște copii deja făcute. În această perioadă de la Florența, înainte să plece la Roma, a terminat pictura Pifferaro și a început italianca cu tamburină intitulată Femeia cu tamburina, pe care a terminat-o imediat ce a ajuns din nou în Roma.

### 1849 - 1851 — La Roma și Neapole, Ischia

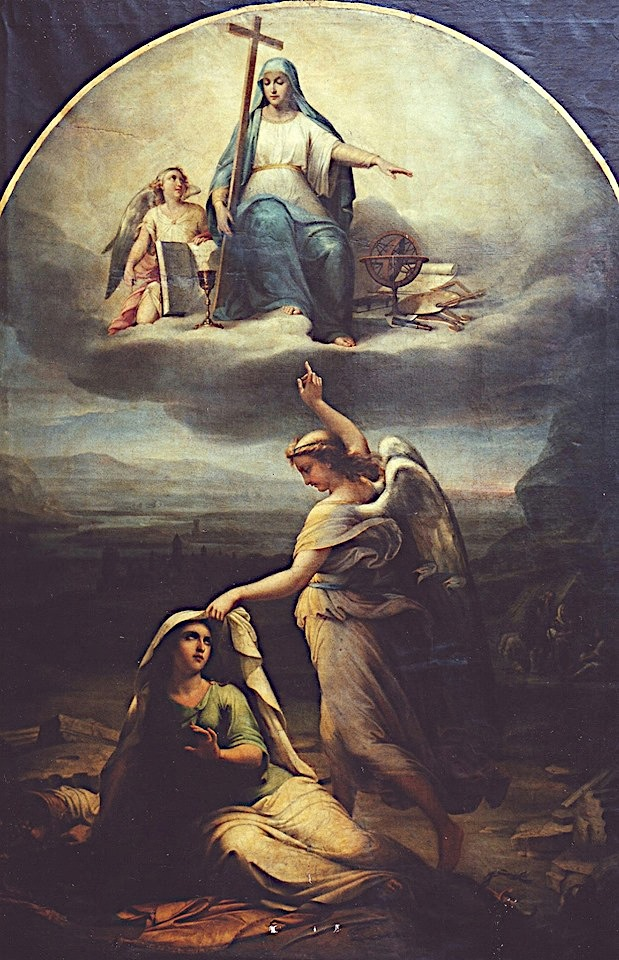
Renașterea României

Gheorghe Tattarescu s-a întors la Roma cu diligența prin Siena în data de 7 ianuarie 1849. Acolo a găsit o scrisoare pe care a primit-o de la Ion Arcescu semnată de acesta în 20 august 1848. Din această recipisă reiese prietenia apropiată dintre acesta și artistul român. În acel început de an, Tattarescu a închiriat un atelier în Via Mario di Fiori nr.8 unde a început să facă numeroase schițe pentru tabloul pe care voia să-l dedice revoluției române. Din acest moment, pictorul român a început să lucreze la pictura Renașterea României, definitivată în anul 1850, care a rămas posterității ca fiind cea mai reprezentativă pictură pe care a realizat-o în întreaga sa carieră artistică. Ea este o simbioză între starea politică existentă în anii Revoluției Române de la 1848 și credința creștin-ortodoxă ca esență spirituală a poporului român.
Lucrarea este o alegorie în genul compozițiilor academice de mari dimensiuni cu care se obișnuise Tattarescu la studiile sale la Roma. Simbolistica este destul de confuză și elementele ei religioase și laice acumulate cu o mărinimie pe care n-o scuză decât perfecta bună credință și naivitate, disparate și greu sintetizabile.
Pictura Renașterea României este o opera istorică teatrală, privind în ansamblul ei, ca și în detalii. Ea își are izvodul în buna credință a unui sentiment patriotic cald și sincer, care a dat un imbold pictorului pentru conceperea compoziției și realizării picturale. Lucrarea este departe de a avea forța de sugestie și adâncimea portretului alegoric România revoluționară a lui Constantin Rosenthal, dar totuși, ea este o operă semnificativă pentru acel moment istoric și pentru stadiul de evoluție a conștiinței artistice a pictorilor contemporani cu revoluția de la 1848.
Din mențiunile lui Tattarescu, armata franceză a sosit în Italia în 25 martie 1849 cu scopul de a răsturna guvernul și a restaura puterea papei. Roma fost asediață și au început tulburările sociale, întâmplări care l-au făcut pe artist să regrete întoarcerea sa din Florența, unde lucrase liniștit, în capitala Italiei. În aprilie forțele revoluționare în frunte cu Giuseppe Garibaldi au ieșit victorioase în prima luptă cu armatele franceze, dar galeriile și locurile publice din Roma au rămas închise din cauza asediului. În mai 1849, Tattarescu a pomenit pentru prima oară într-o scrisoare despre gândul său ca și la București să se organizeze o galerie de artă, asumându-și un rol activ în îmbogațirea ei cu lucrări personale și originale, precum și cu cele mai bune copii după mari maeștri pe care le-a făcut. O lucrare originală a fost autoportretul definitivat în luna mai 1849, pe care a vrut să-l trimită la Buzău, dar din cauza revoluțiilor europene, a fost expediat mai târziu.

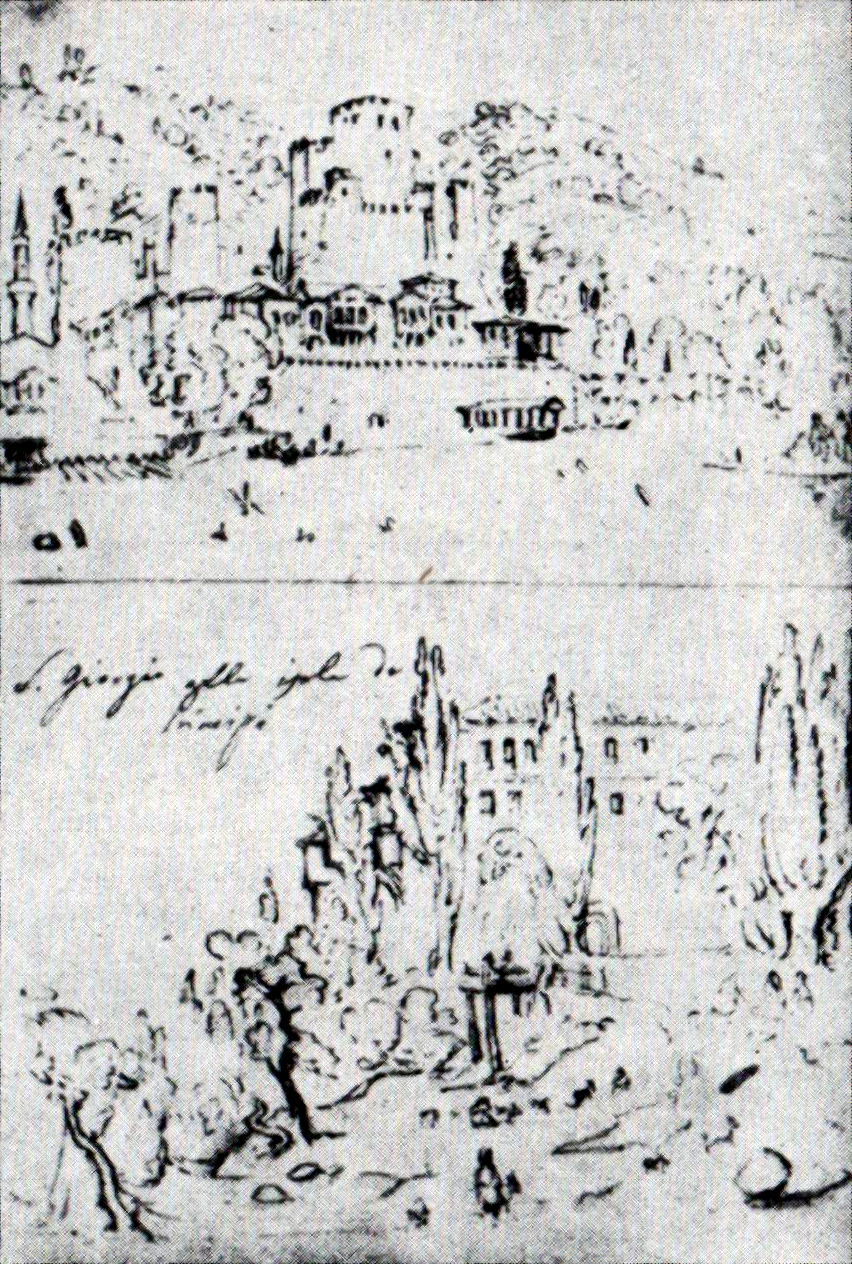
Prinkipio-Turcia
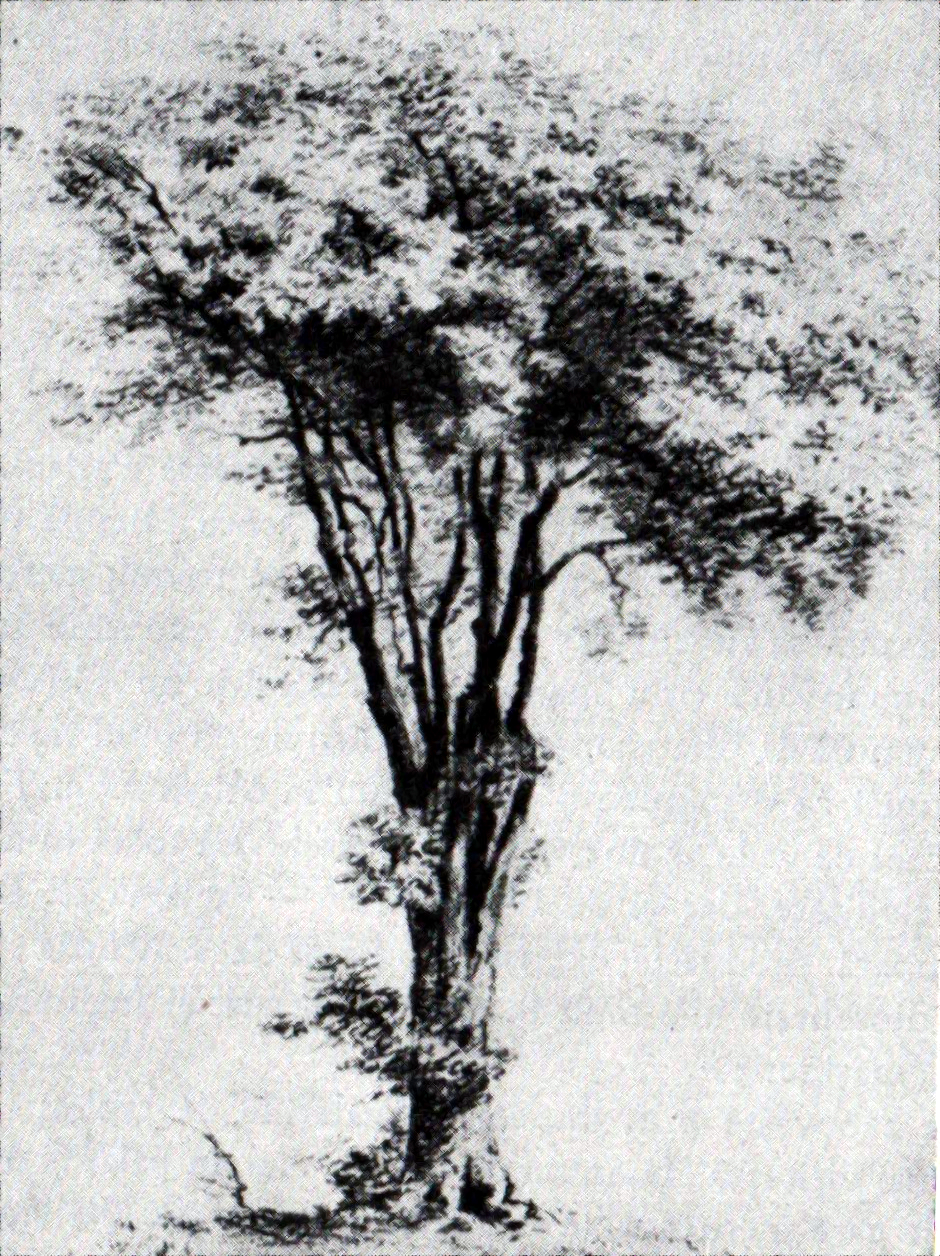
studiu de arbore
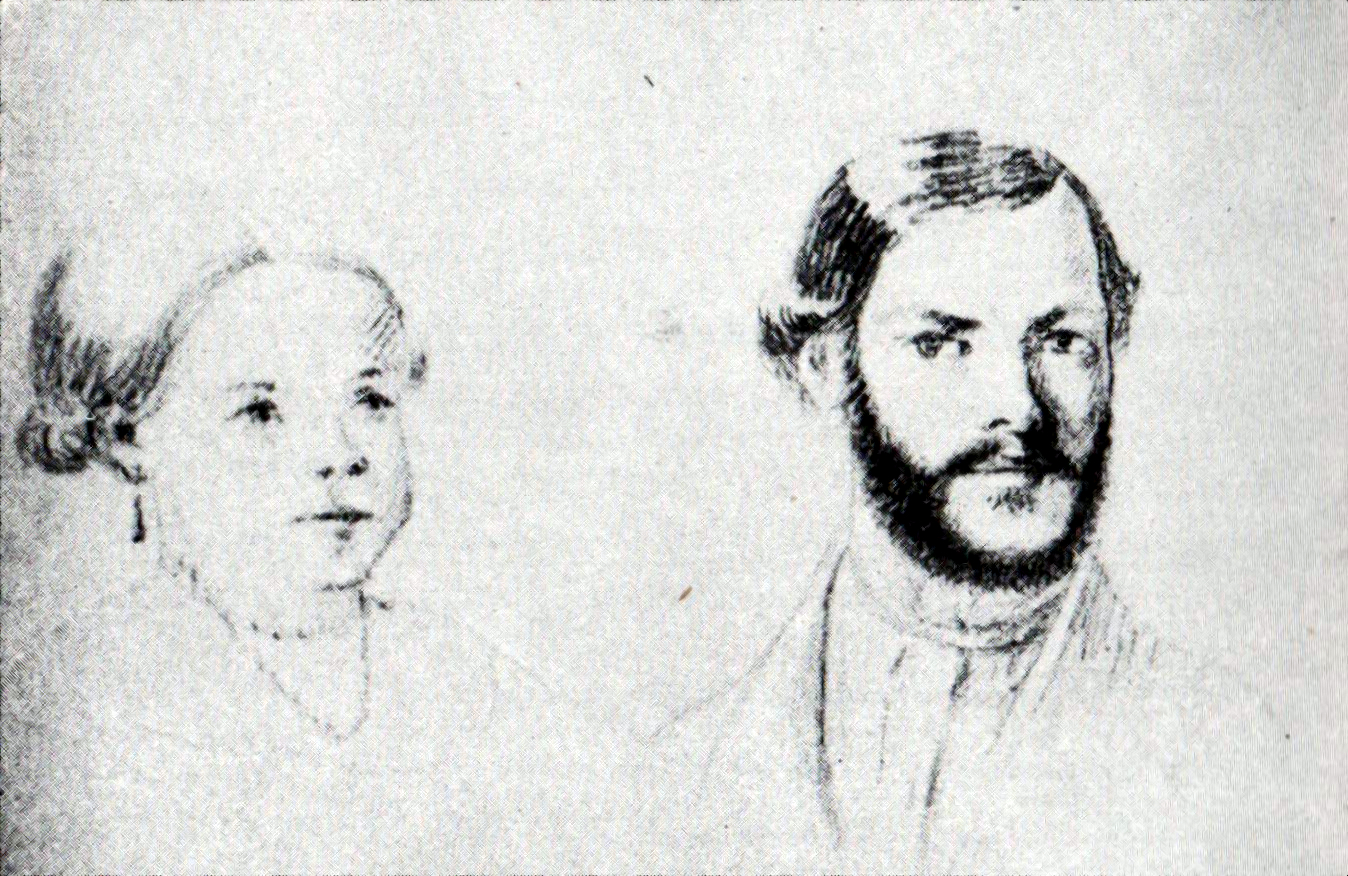
studiu de capete
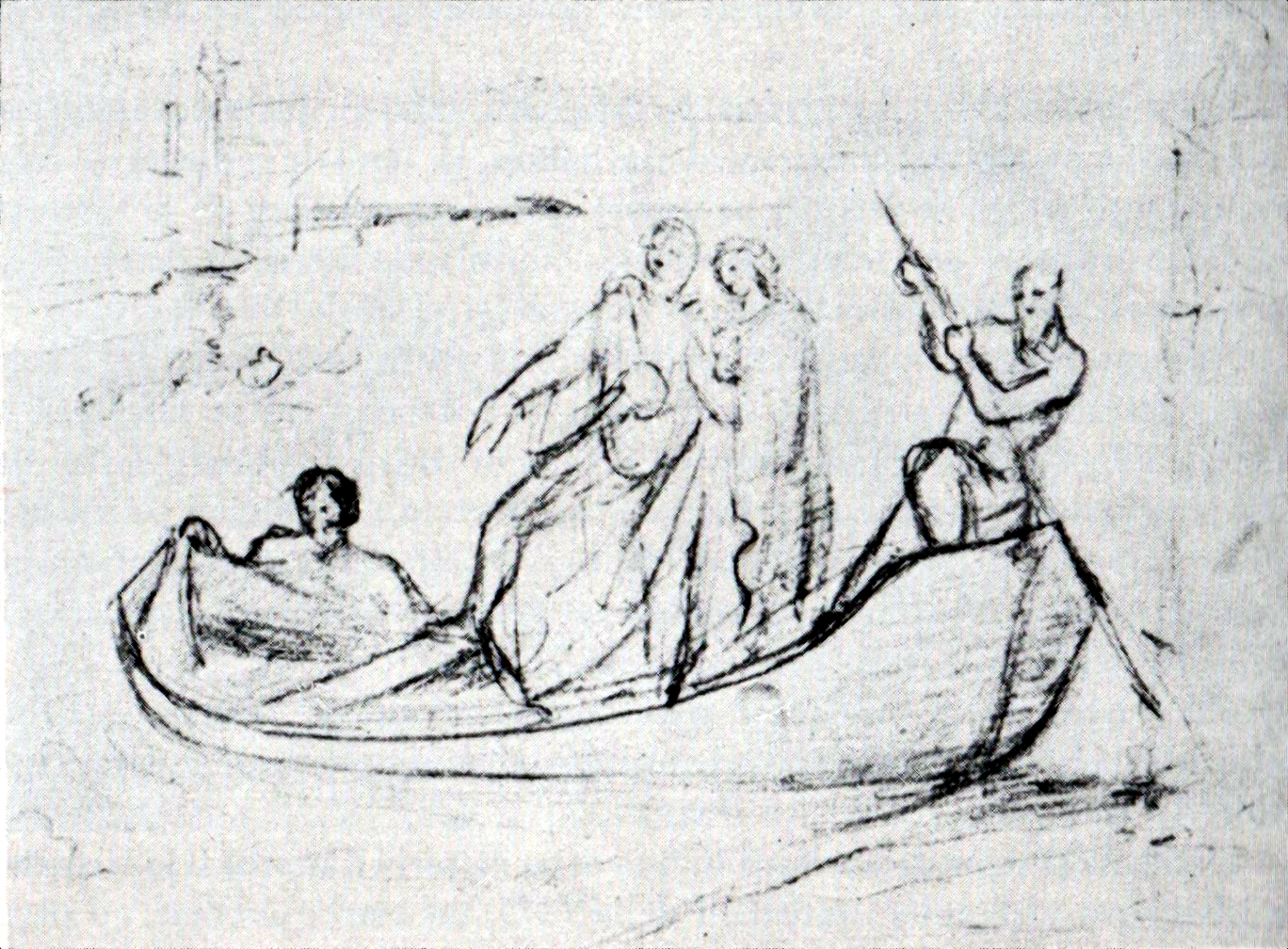
Barca lui Caron
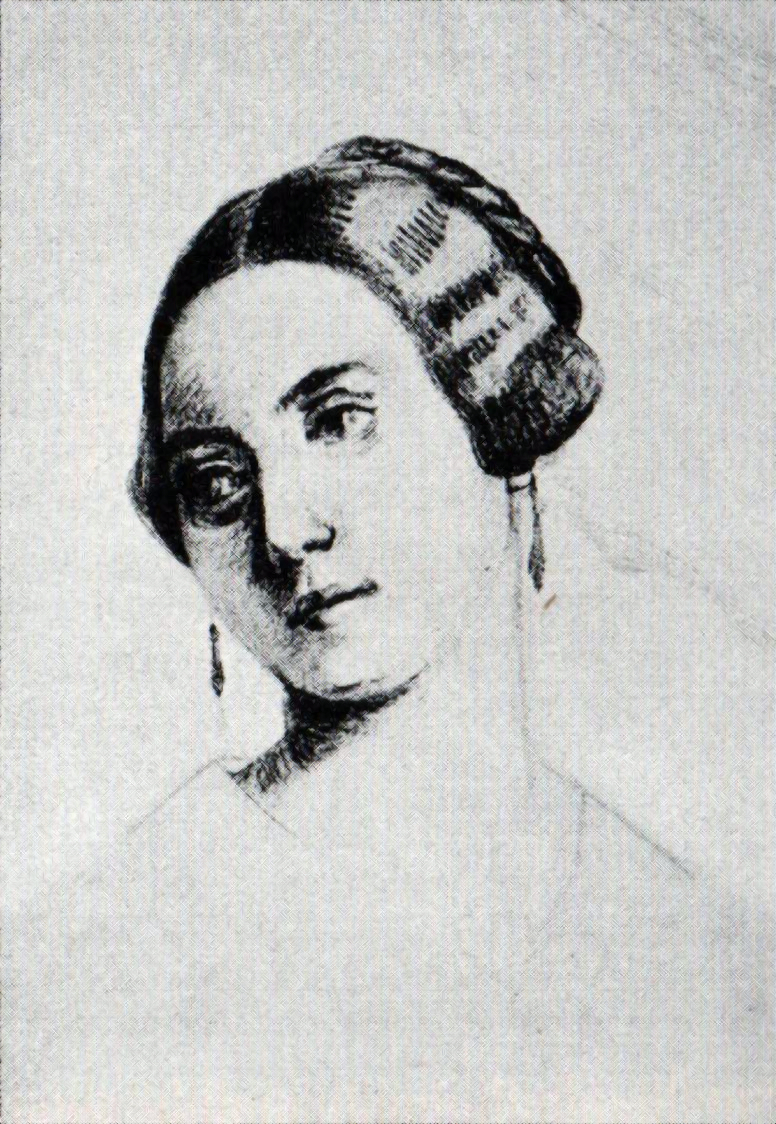
Portret de femeie
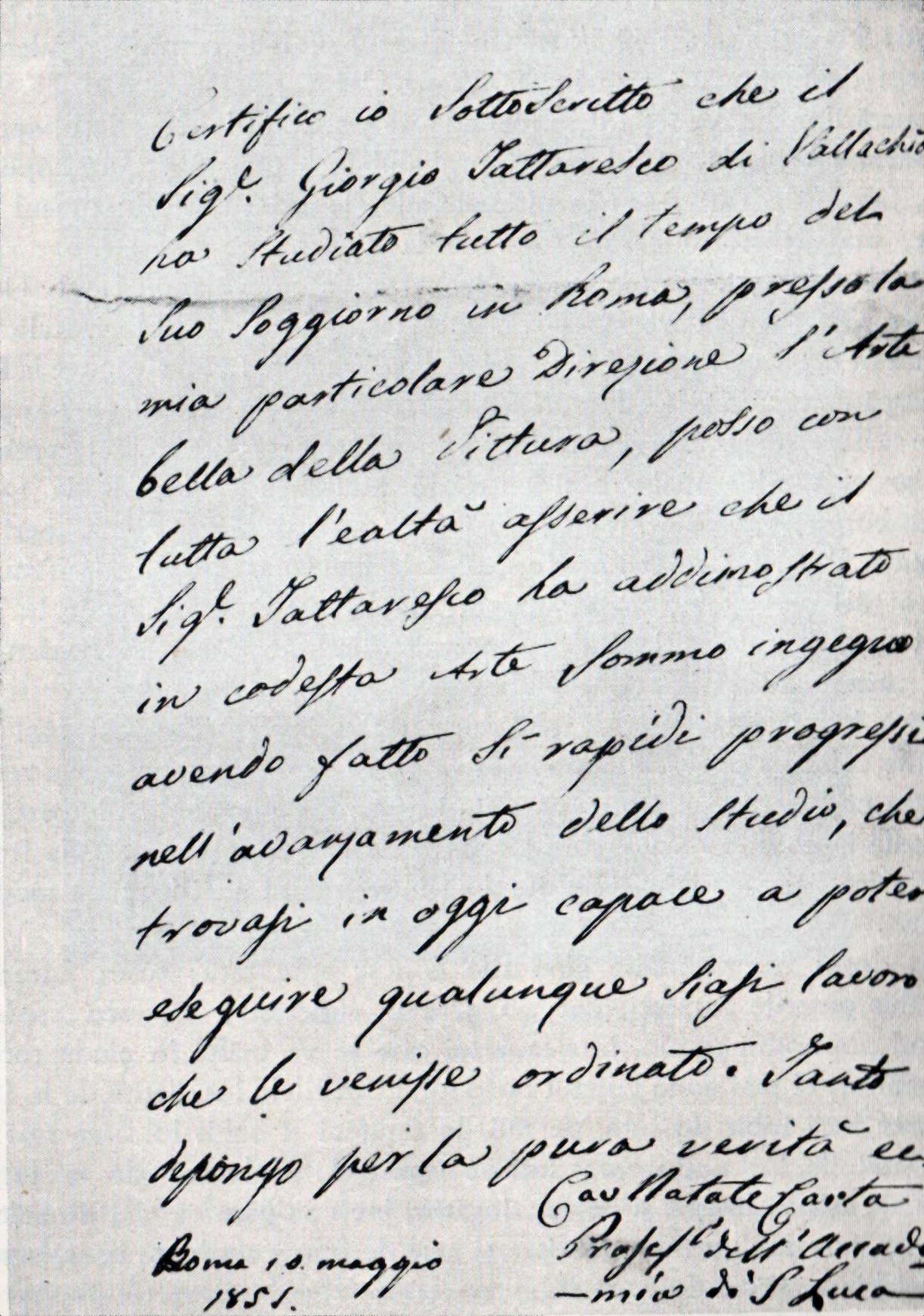
Certificat studii Natale Carta
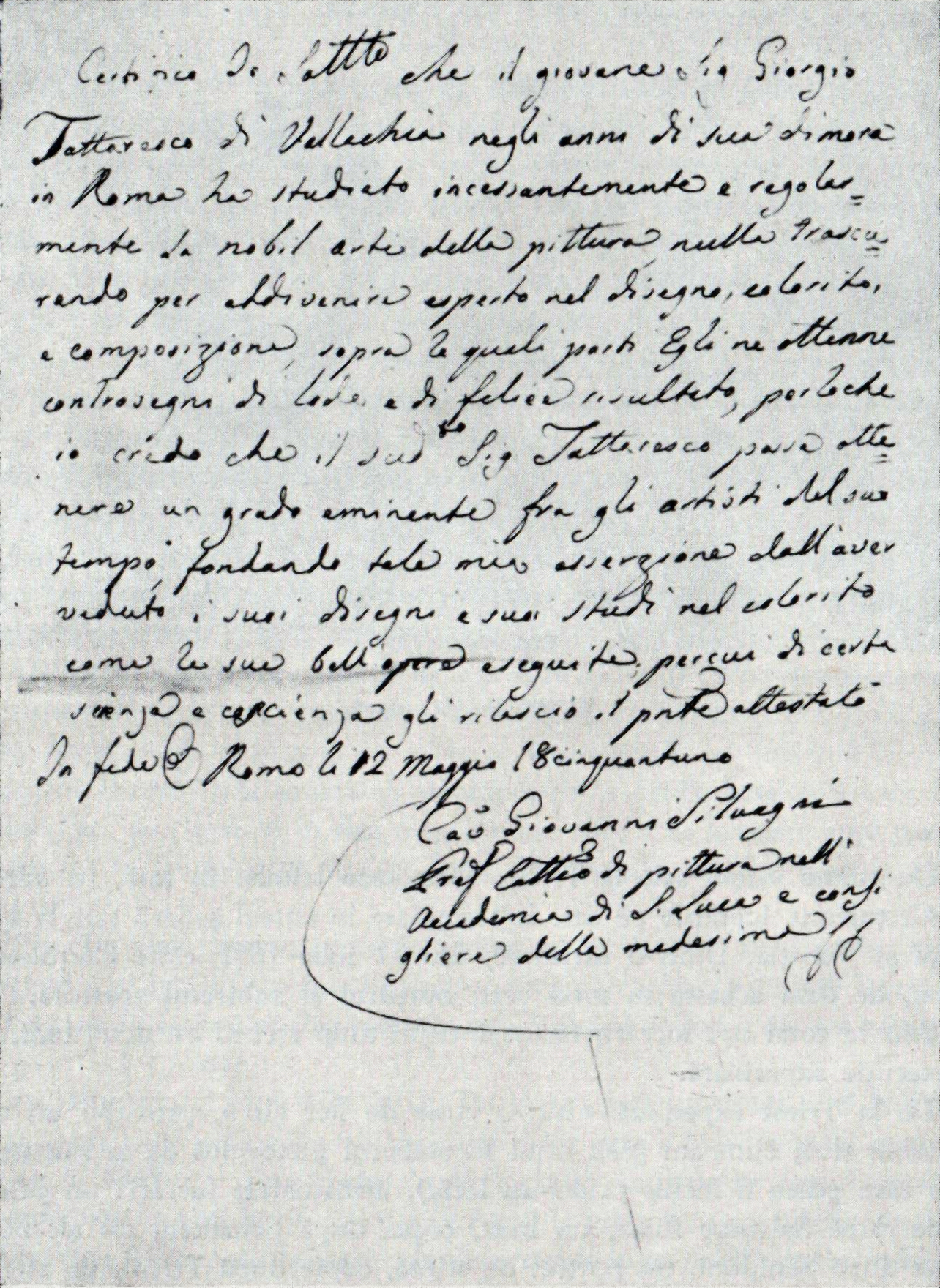
Certificat studii Giov. Silvagni

În acei ani, în Principatele Dunărene, copiile după pictori celebri era singura soluție pentru a le face cunoscute, exceptând lucrările originale aflate în galeriile de artă, mai greu accesibile. S-a recurs cel mai adesea la gravuri care nu aveau însă bogăția culorilor originale. Pe atunci, tehnica tipografică nu era atât de dezvoltată pentru a înlesni o reproducere fidelă, ieftină și numeroasă. De aceea, comanditarii și curatorii galeriilor comandau copii de calitate după originale. Astăzi, este un fapt documentat și recunoscut în istoria artei că mulți dintre pictorii celebri s-au ocupat cu crearea de copii și desconsiderarea care se constată în România față de astfel de lucrări, nu ține cont de importanța culturală pe care acestea au avut-o în acele timpuri. Elocventă este disertația pe care Constantin I. Stăncescu a avut-o după o jumătate de secol, prin care spunea:
„... Copiile ce Tattarescu aduse în țară, deschise orizonturi noi tinerimii romîne. Ne aducem aminte chiar noi ca de una din cele mai mari bucurii ale tinereții noastre, ziua cînd pe la anul 1854, am avut fericirea să văd tablourile sale. Generațiunea de astăzi nu poate nici să-și facă o idee, ce sărbătoare era pentru noi cînd găseam prilejul să vedem în București tablouri sau statui noi...”

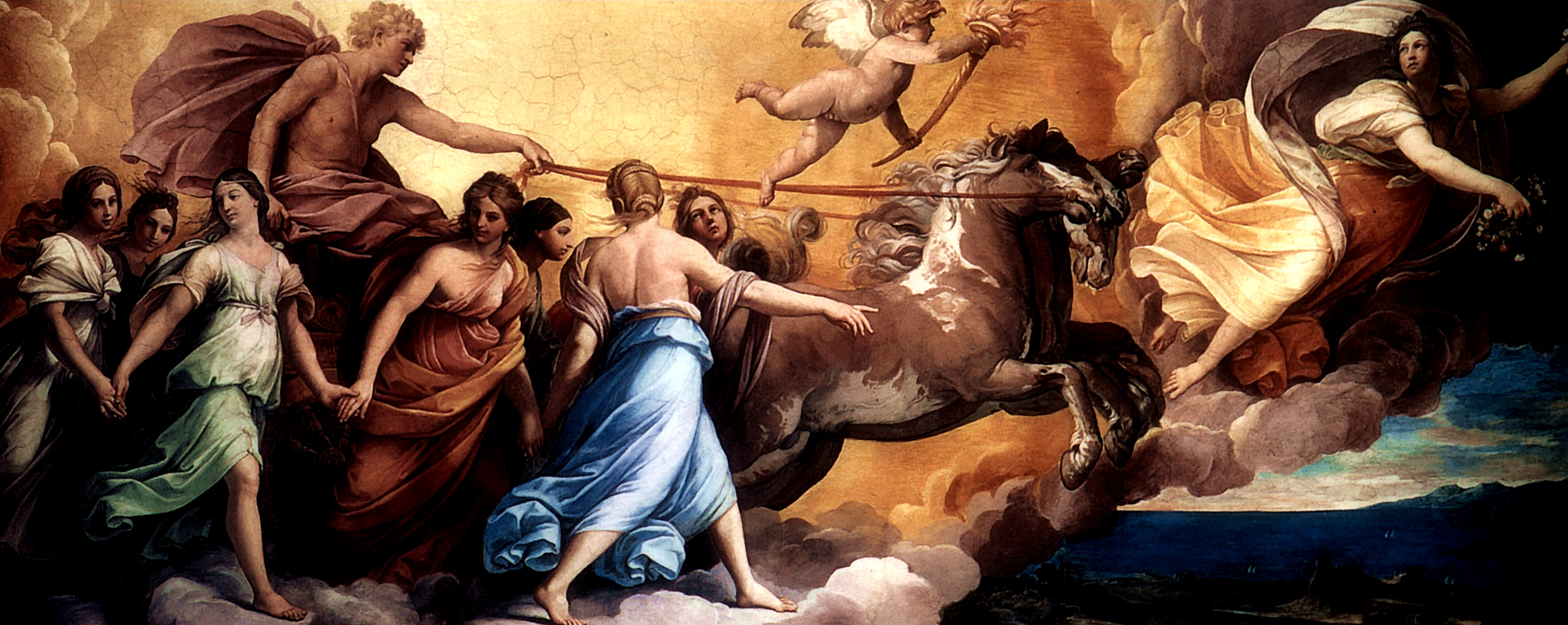
Aurora... Guido Reni
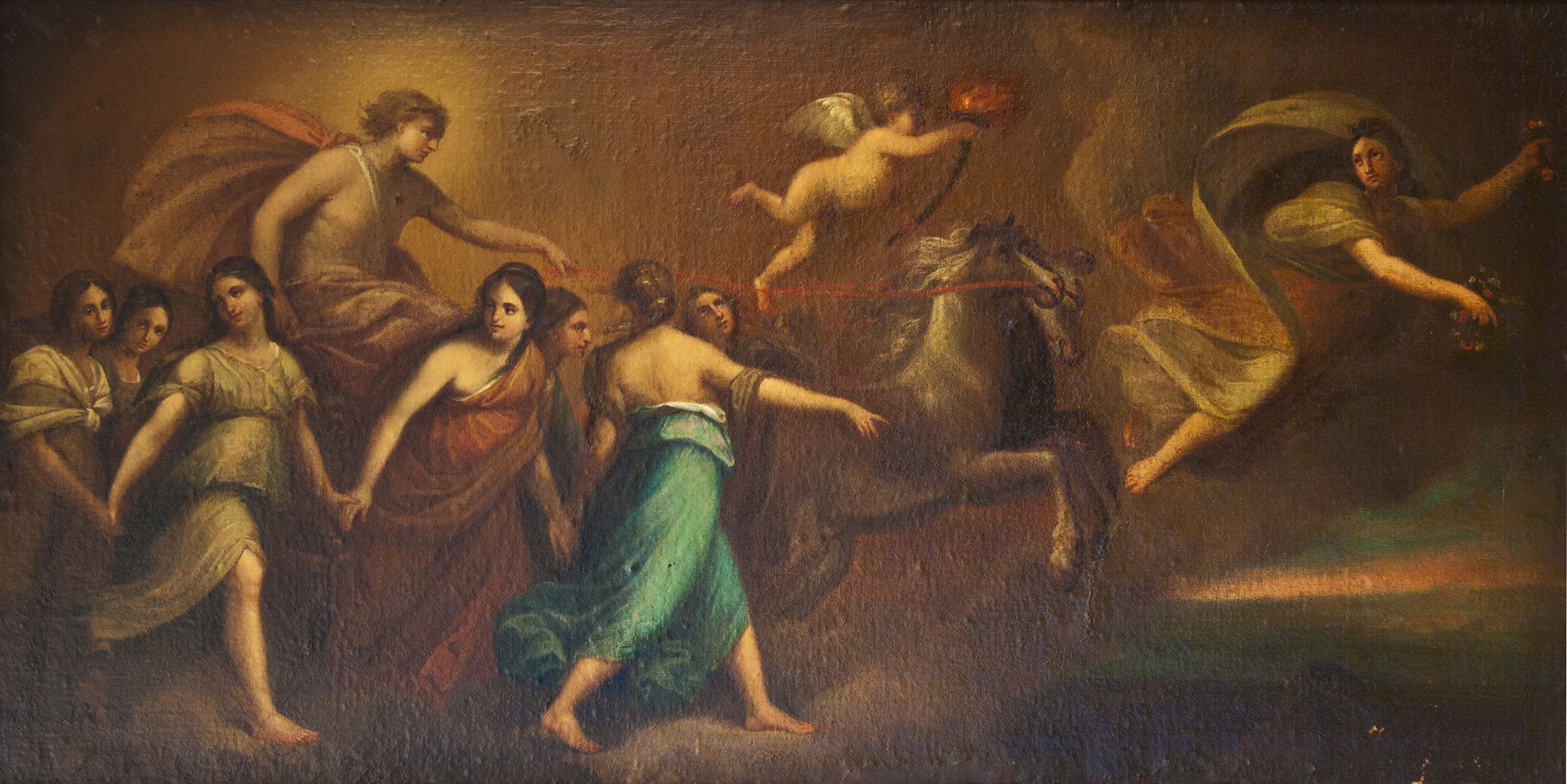
... de Tattarescu
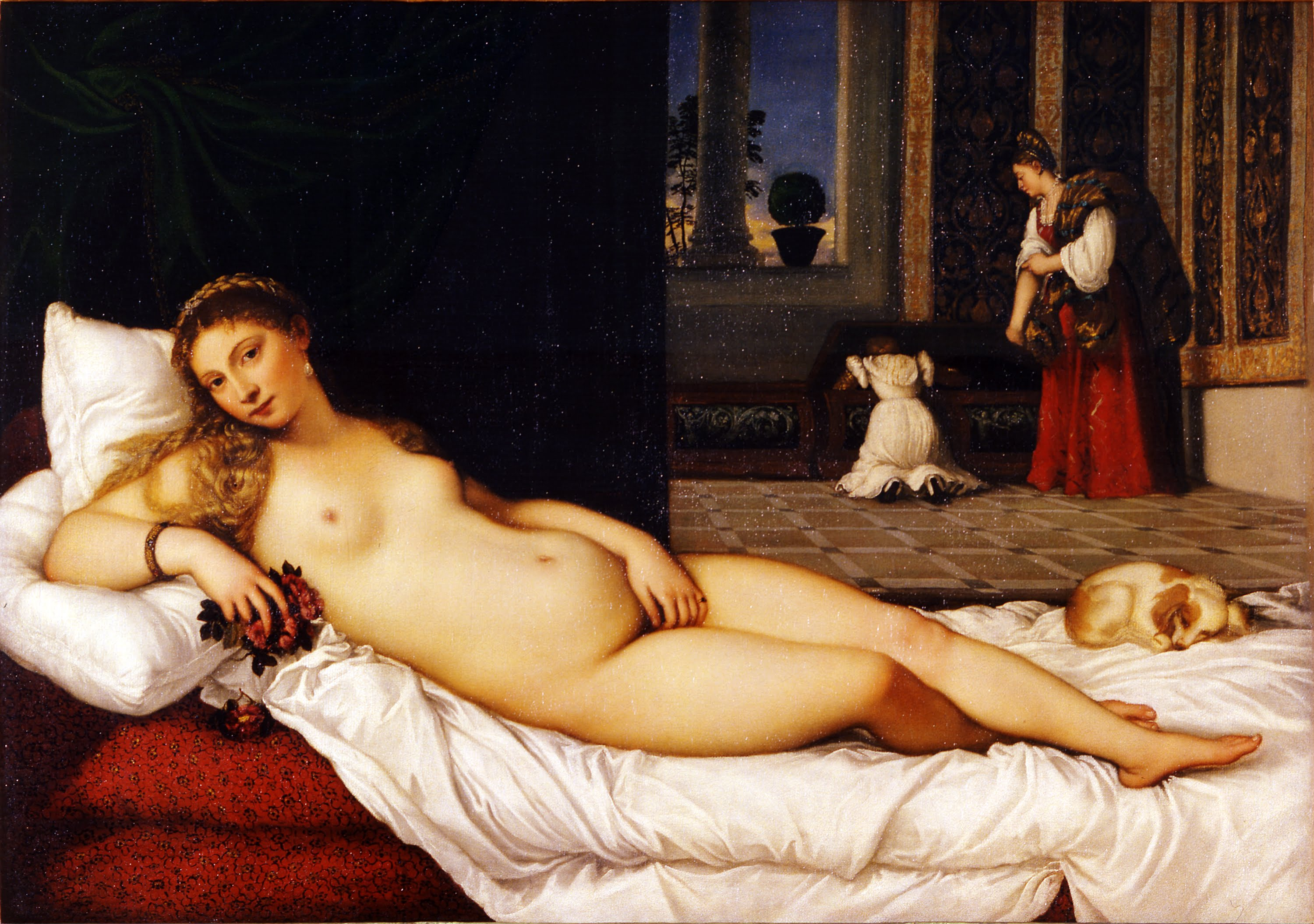
Venera de Urbino... de Tizian
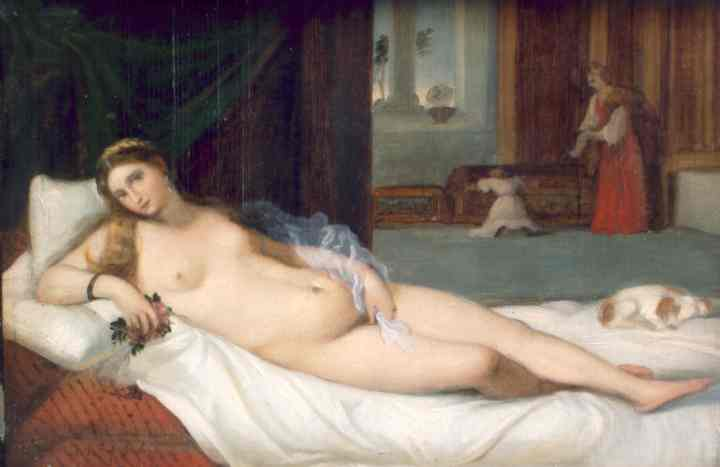
... de Tattarescu

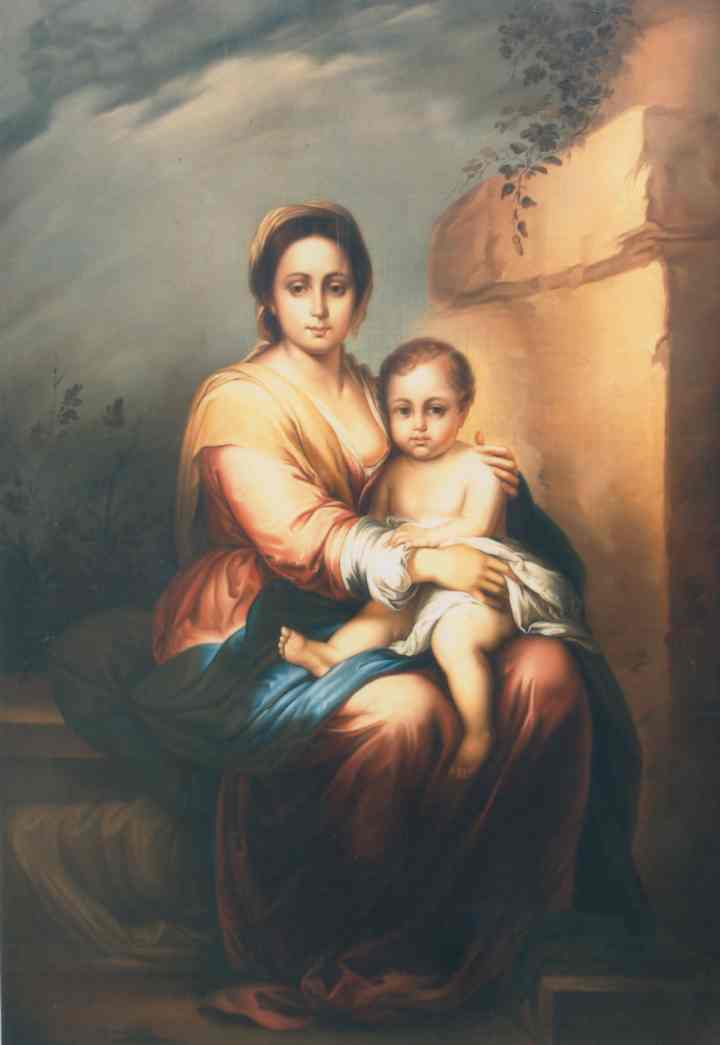
Fecioara cu pruncul - după Murrilo
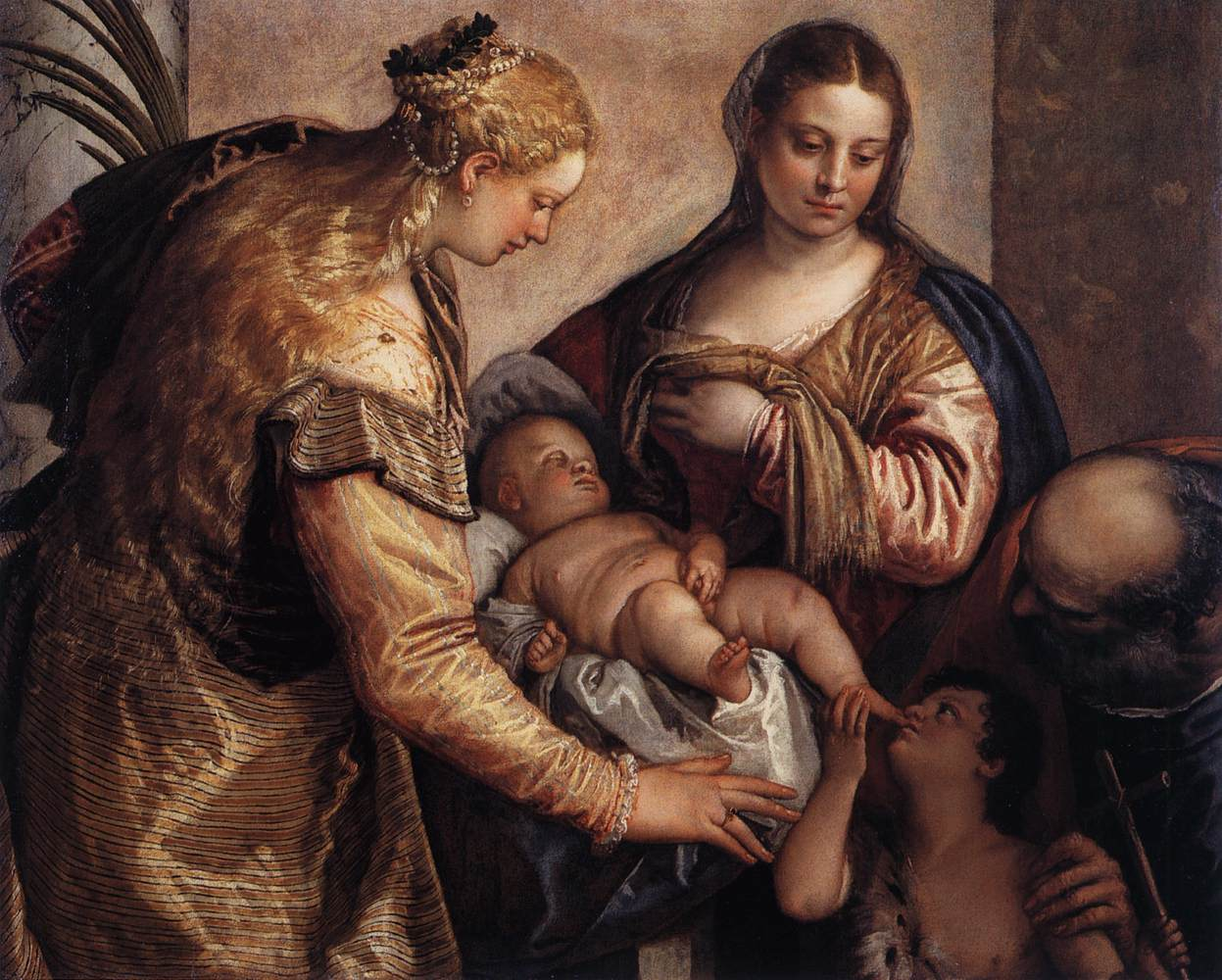
Sfânta familie... de Paolo Veronese
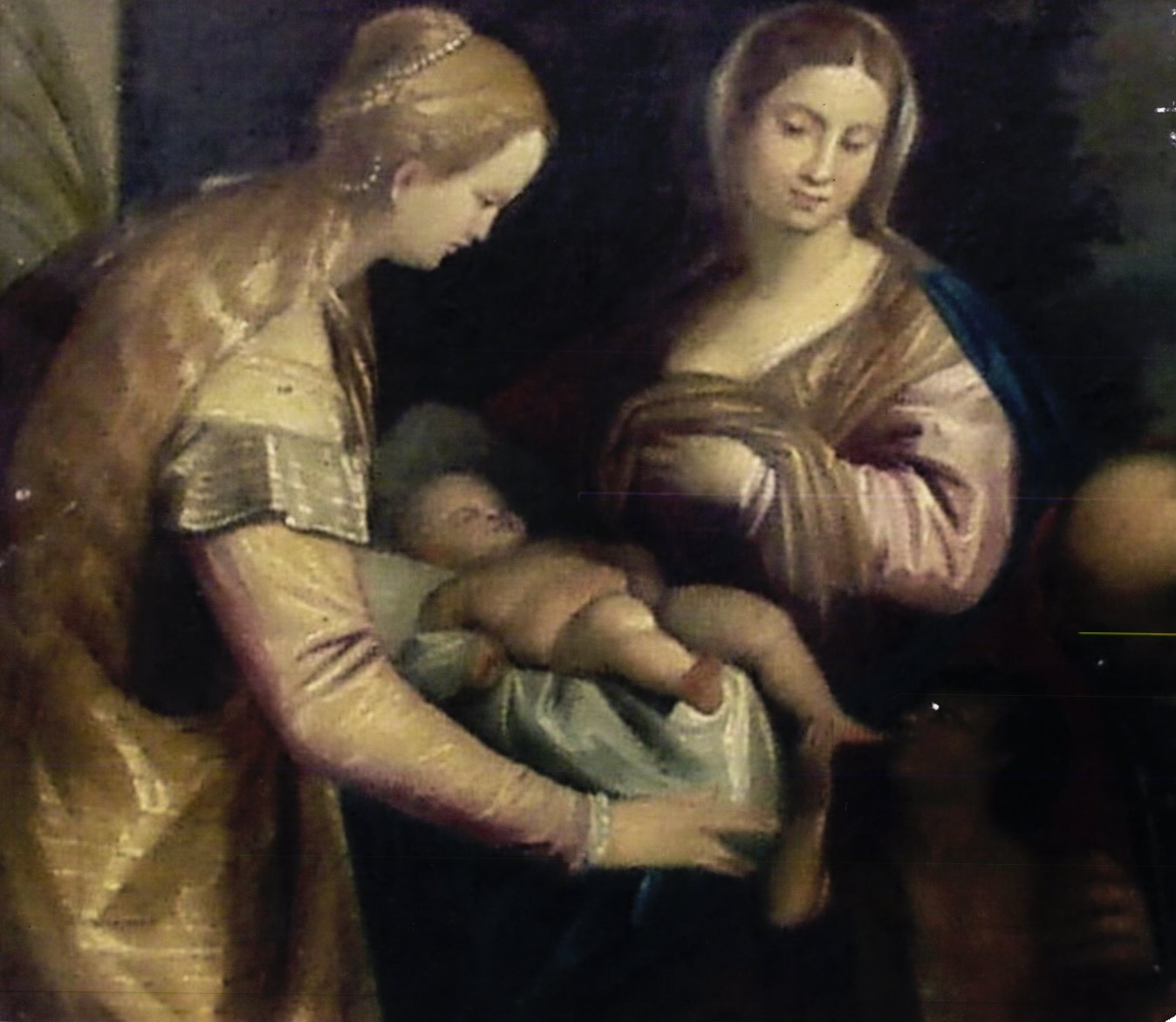
... de Tattarescu
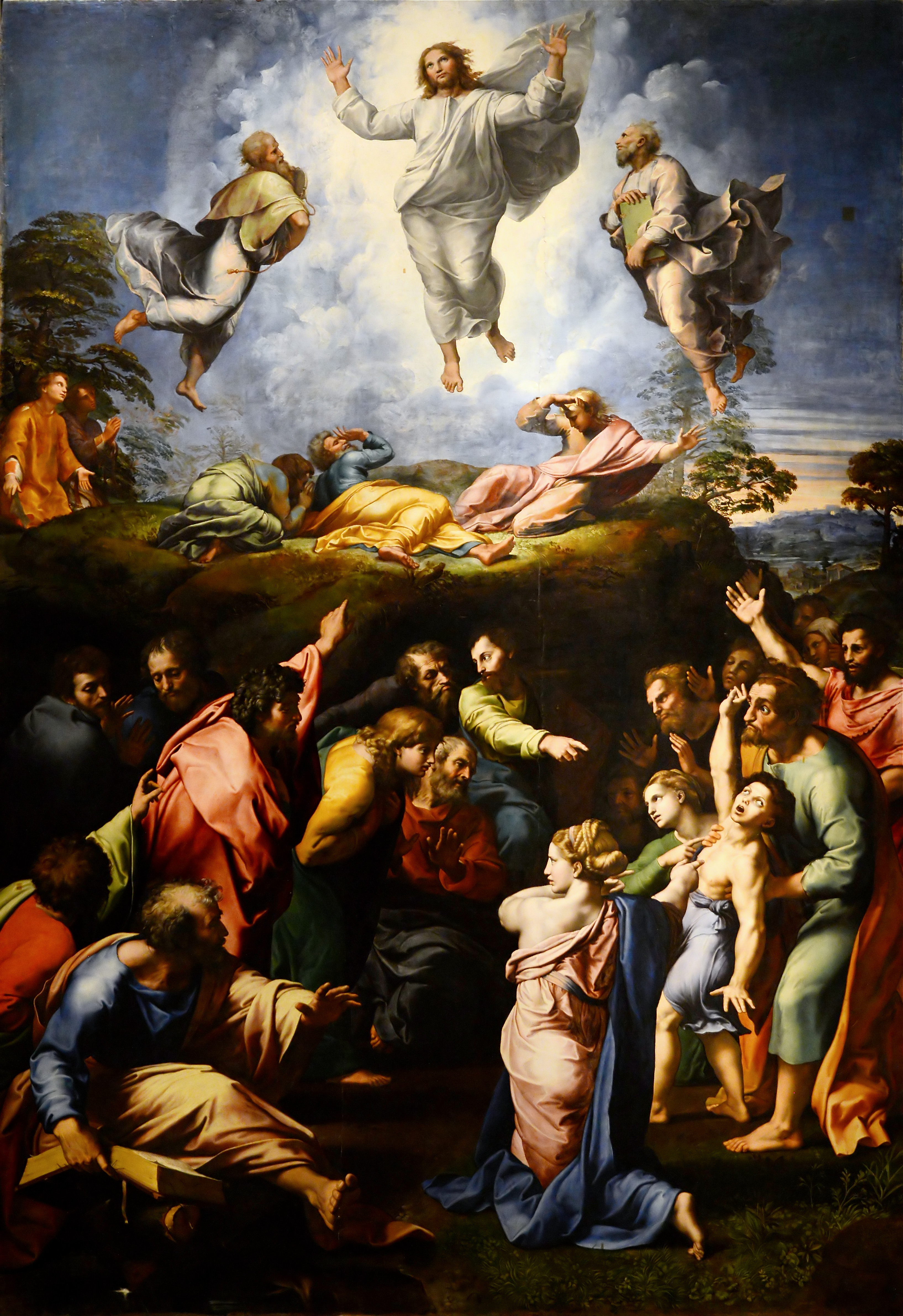
Transfigurarea... de Rafael Sanzio
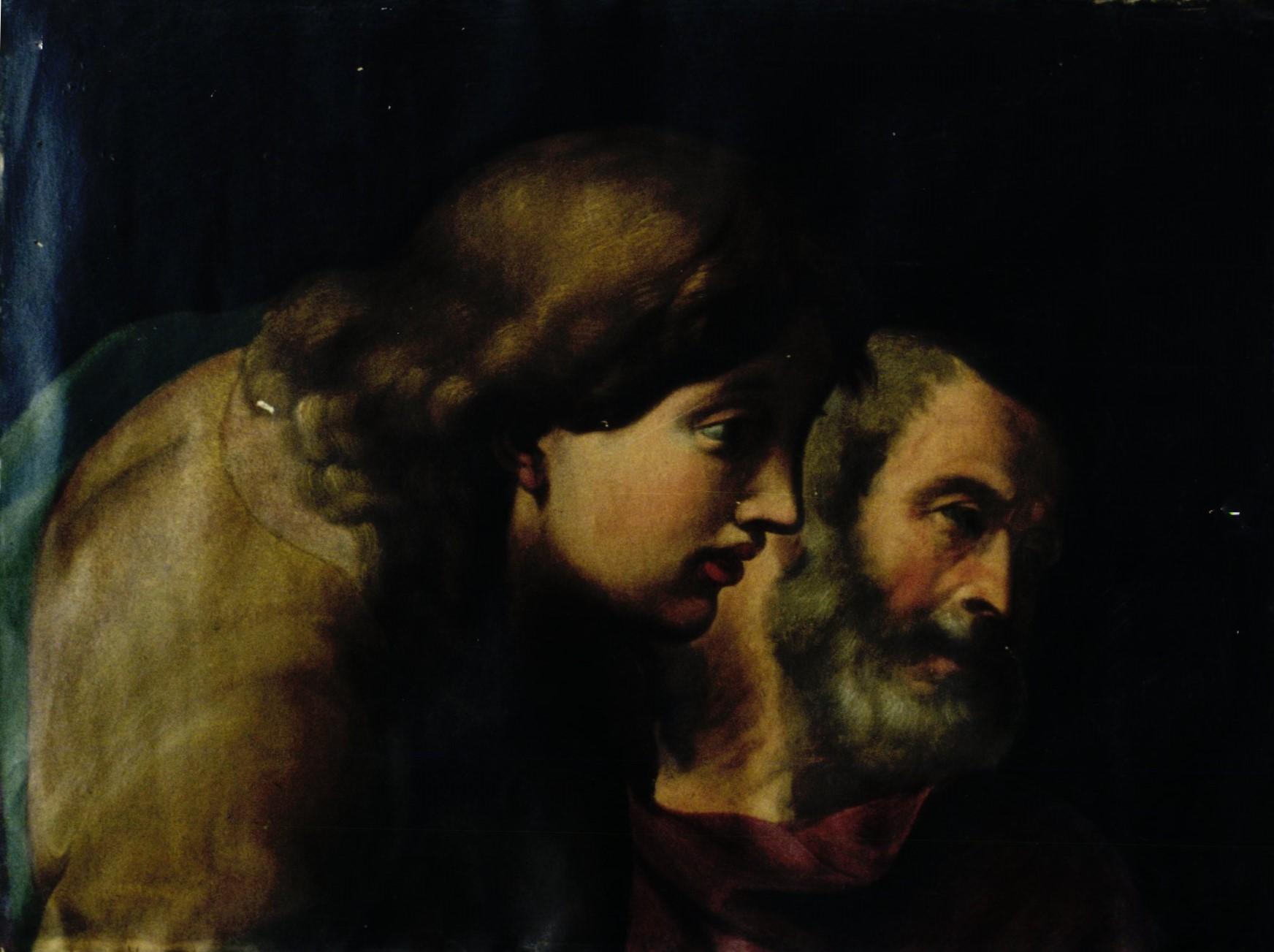
Detaliu din Transfigurarea de Rafael... de Tattarescu

Toate copiile făcute la Roma, pe care artistul român le-a adus în România, au fost, cu puține excepții, lucrări de valoare și pe măsura talentului de care a dat dovadă. Așa sunt La Zingara (Vrăjitoarea) făcută la Florența, comandată de Kretzulescu și Adam și Eva găsind pe Abel mort după Natale Carta, care era destinat Episcopiei Buzăului, realizată la Roma în timpul ocupației franceze. Pictorul a mai făcut copii după Canai de Guido Reni din Galeria Barberini, Aurora după Guido Reni de pe plafonul Galeriei Rospigliosi din Roma și încă o copie după Zingara de Manfredi, elevul lui Caravaggio. Toate copiile au fost adresate lui Constantin Al. Kretzulescu și unor comanditari străini din București. În 29 octombrie 1849, Tattarescu i-a transmis lui Kretzulescu că a trimis la București, cu ajutorul Ambasadei Ruse din Roma, tablourile La Zingara, La Bella Beatrice Cenci, Abelli mort (Adam și Eva găsind pe Abel mort) și autoportretul său. Acum, a aflat că Ion Arcescu, Nicolae Bălcescu, Alexandru Orăscu și Sevastița Bălcescu au ajuns în exil la Paris.

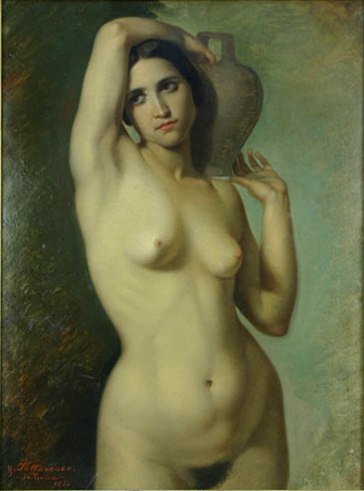
Nud

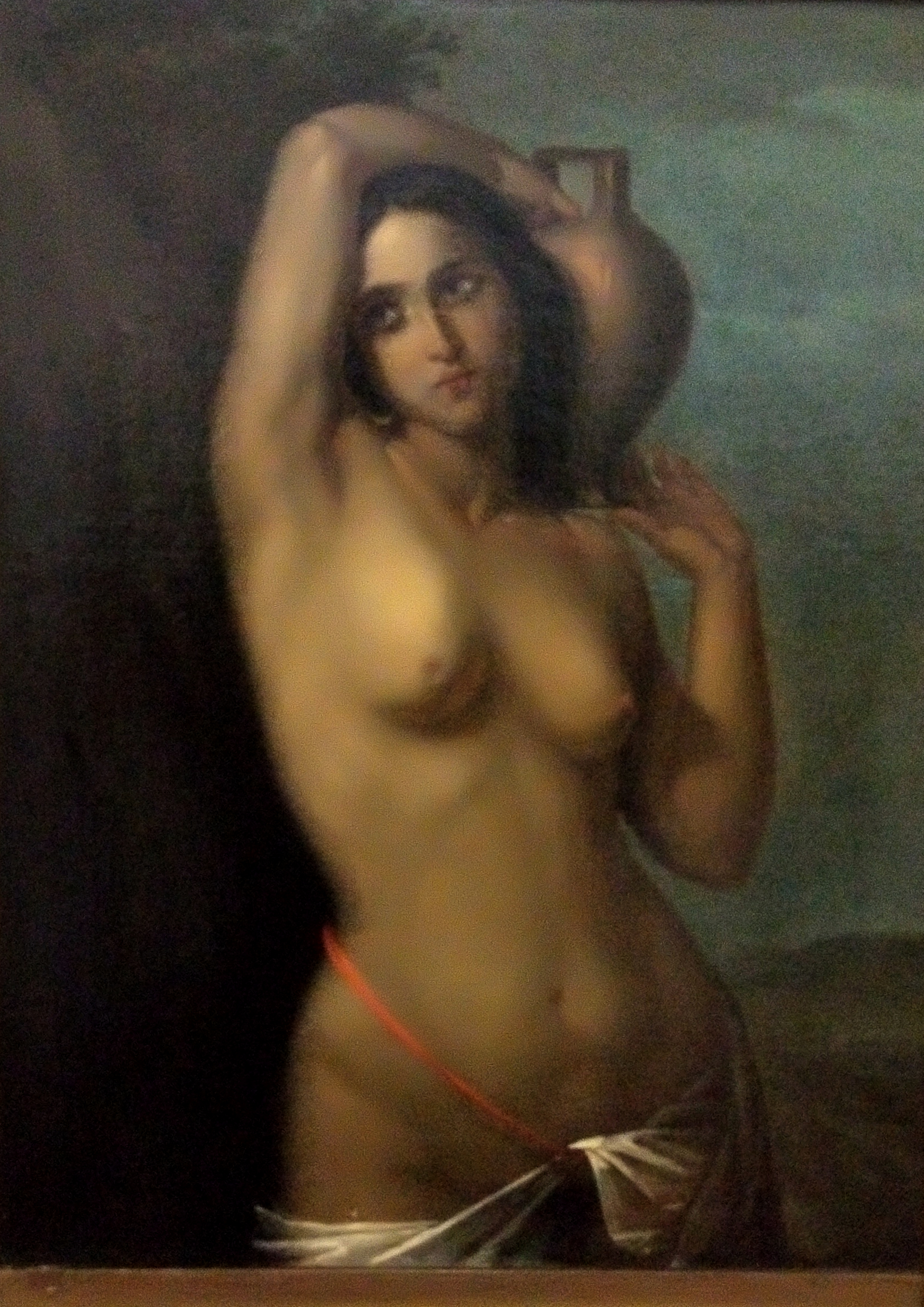
Nud - variantă la Pinacoteca Municipiului București

La sfârșitul anului 1849, după sfaturile pe care le-a primit de la Kretzulescu, artistul s-a gândit să facă o nouă jalbă adresată lui Gheorghe Bibescu în care să ceară suplimentarea venitului său pentru a-și acoperi cheltuielile din Italia, plus a unei călătorii pe care intenționa s-o facă la Paris și apoi, în sfârșit, spre țară. Planurile de călătorie în Franța le-a comunicat și Economului Filoftei al Buzăului. Astfel, Tattarescu a aflat că primele lucrări în carton cu desene, pe care le-a expediat în data de 20 martie 1848 în țară, s-au pierdut și nu ajuns la destinație. În data de 3 februarie 1850, pictorul se afla din nou în jenă financiară și a intenționat să renunțe la atelierul din Via Frattina, lucru care nu s-a întâmplat pentru că se știe că el a părăsit Roma de la această locație. În aprilie 1850 a purtat corespondență cu Kretzulescu care l-a vestit că i s-a propus pe București să zugrăveacă Biserica Sfântul Dumitru aflată în renovare ca urmare a incendiului din anul 1847.[J] Artistul a fost luat oarecum prin surprindere, pentru că nu s-a gândit ca întorcându-se acasă să devină un pictor religios. Propunerea a fost în cele din urmă retrasă deoarece comanda a fost dată unui alt pictor de biserici.
Până la plecarea sa din Roma, artistul a făcut peste șaizeci de copii după Tizian, Murillo, Rafael, Guido Reni, Giordano, Guercino, Natale Carta, Schidoni, Salvator Rosa, Manfredi, Veronese, Schalken, etc. Dintre cele mai reușite sunt Diana, Figlia - de Tizian, Madona de Murillo (originalul fiind Madona Gitana din Galeria Corsini din Roma), Venera de Urbino de Tizian, Răpirea Europei de Veronese, etc. În acest an este datată și o lucrare originală Tattarescu intitulată Nud, care poate fi considerat ca fiind primul studiu de acest fel în pictura din România. Tabloul a fost realizat în două variante, unul care se află la Muzeul Național de Artă al României și unul mai mic expus la Muzeul Gheorghe Tattarescu. Obosit și aproape extenuat, Gheorghe Tattarescu s-a îmbolnăvit la sfârșitul primăverii anului 1850. Diagnosticul a fost colică și o eczemă de piele cauzată de toxicitatea vopselelor. I s-a prescris să meargă la băi în Insula Ischia. Deoarece a primit 100 de galbeni pe lucrările pe care i le-a comandat Kretzulescu, Tattarescu a plecat pa 20 iulie 1850 la băi pentru două luni, voios ca într-o vacanță.

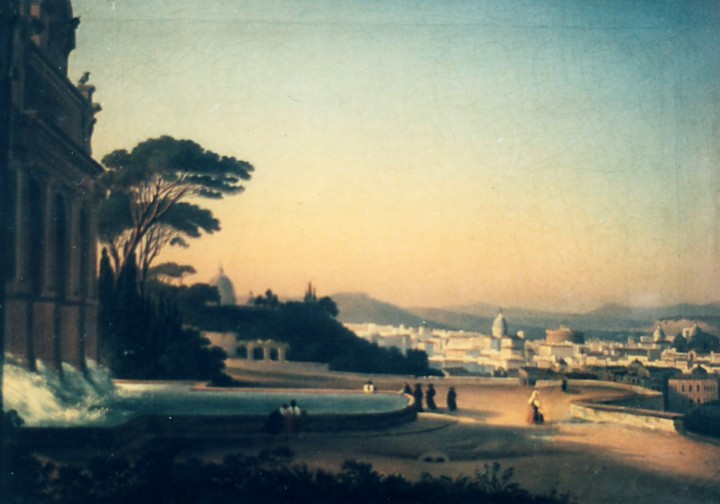
Pe Gianicolo

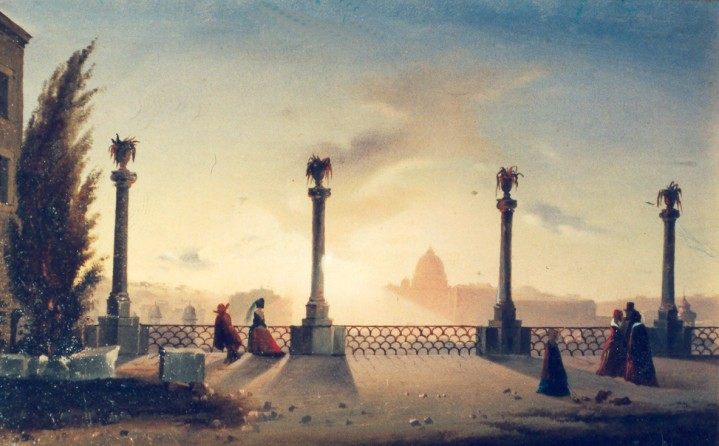
Vederea de pe o terasă din Pincio

După patru zile de ședere în Neapole a plecat cu o barcă la Ischia. acolo a locuit în casa lui Gianuto Mancusa unde a făcut portretul copiilor acestuia. Timp de o lună are o idilă cu o tânără contesă aflată în vilegiatură. Pe 5 septembrie a părăsit Ischia și a vizitat Neapole - Biserica San Martino, Galeria de Tablouri, Castelul St. Elmo cu galeria sa de pictură cu Caravaggio, Guido Reni, Luca Giordano, Carac, etc., precum și împrejurimile Sorento, Castella mare, Pompei. Practic a văzut toate monumentele și vestigiile locului dar a rămas și șocat de suburbiile mizere și lupanarele cele mai rău famate pe care le-a văzut vreodată. A ajuns la Roma în ziua de 14/26 septembrie 1850  și s-a apucat din nou de pictură. Din această perioadă datează lucrările Vederea de pe o terasă din Pincio și Pe Gianicolo.
Deoarece Economul Filoftei a ajuns să fie numit episcop plin al Episcopiei Buzăului, acesta a devenit mai mărinimos și i-a trimis, la sfârșitul lunii aprilie a anului 1851, 300 de galbeni, „... 200 din partea Episcopiei și 100 din partea stăpânirii”. Ca urmare, Tattarescu s-a ocupat să-și pună în regulă actele de călătorie și pașaportul pentru a pleca din Roma pe ruta Florența - Bologna - Parma - Veneția - Belgia - Olanda - Munchen. La 1 mai 1851, artistul a trimis în țară lui Kretzulescu toate tablourile pe care le mai avea și trei lăzi cu mărunțișurile pe care le avea prin casă. Pe 30 mai, pictorul Petre Alexandrescu a ajuns la Roma și a preluat locuința din Via Frattina nr. 99. Tattarescu era deja plecat de o lună de acolo.
În călătoria lui s-a oprit la Florența timp de o lună de zile, după care a plecat pe 3/15 iunie pe traseul Bologna, Modena, Parma, Mantua, Verona și Veneția unde a stat timp de o lună. Artistul s-a oprit pentru a vizita locurile în fiecare oraș pe unde a trecut, inclusiv la Trieste de unde a trimis în țară opt tablouri pe care le-a făcut cu ocazia popasurilor făcute la Florența și Veneția, două busturi după Schalchen, un peisaj după Salvator Rosa, copia unui sfânt după Tizian, un Christ după Bonifactio, un studiu de cap după Tizian, Răpirea Europei după Veronesse și portretul lui Magheru în mărime naturală.  După Veneția trece prin Milano, lacul Como, Torino, Certosa di Pavia, Genova, Nisa, Marsilia, Avignon, Lyon și Paris.

## 1851 — Paris, Londra, Belgia, Olanda, Austria, Germania

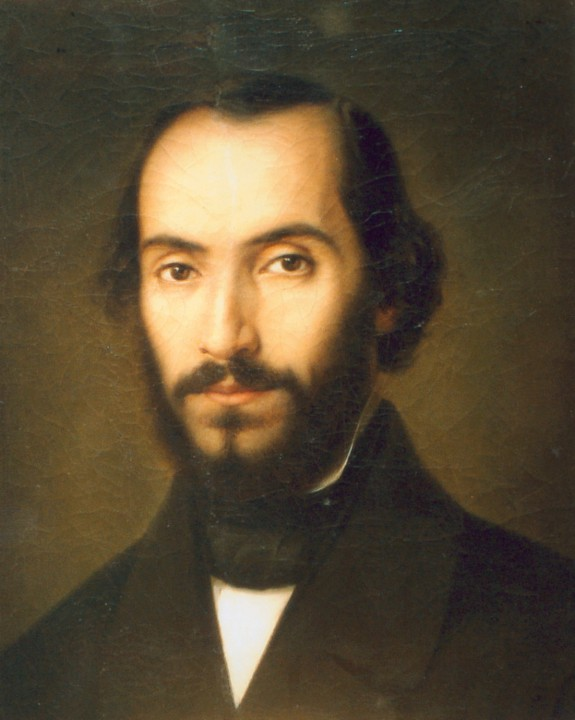
Portretul lui Nicolae Bălcescu

Ajuns la Paris, Gheorghe Tattarescu a cutreierat sălile de expoziții aflate la Luvru, Luxembourg și Versailles, a vizitat băile de la Trouville unde l-a căutat pe Nicolae Kretzulescu care era prezent în suita soției domnitorului Știrbei. De asemenea, l-a vizitat, în primele zile ale lunii august 1851, pe Nicolae Bălcescu care trăia într-o locuință modestă din Paris. Aici i-a realizat portretul în condițiile în care Bălcescu, bolnav fiind, lua parte la întrunirile revoluționarilor parizieni din clubul Comitetului rezistenței, numit Nemesis, iar Louis Napoleon, președintele republicii, viitorul Napoleon al III-lea, se pregătea să preia tronul unui nou imperiu al Bonaparților.
Un alt portret făcut la Paris este cel al lui Ștefan Golescu. Acest tablou nu s-a păstrat și despre existența lui nu se știe decât  din jurnalele lăsate de Gheorghe Tattarescu. Jacques Wertheimer-Ghika a opinat că portretul ar fi fost făcut  în luna septembrie a anului 1851 deoarece există un bilet ce s-a păstrat într-un portmoneu cu mențiunea „... Suvenir d-amiciție Ștefan Golescu - 9 septembrie, 1851”.
În data de 10 septembrie, artistul a părăsit Parisul cu destinația Londra. Acolo a vizitat Expoziția internațională de la 1851 care s-a desfășurat în perioada 1 mai - 15 octombrie 1851. A văzut galeriile din Londra, cea de la Hampton Court Palace și de la Ellesmere cu lucrări de Poussin, Veronese și Tizian. A vizitat apoi British Museum, Westminster Abbey, Catedrala Sf. Paul, Turnul Londrei, clădirea vămii, docurile londoneze, fabrica de bere Barclays, poșta, Banca Angliei, tunelul de sub Tamisa, Grădina Zoologică, muzeul figurilor de ceară Madame Tussauds.

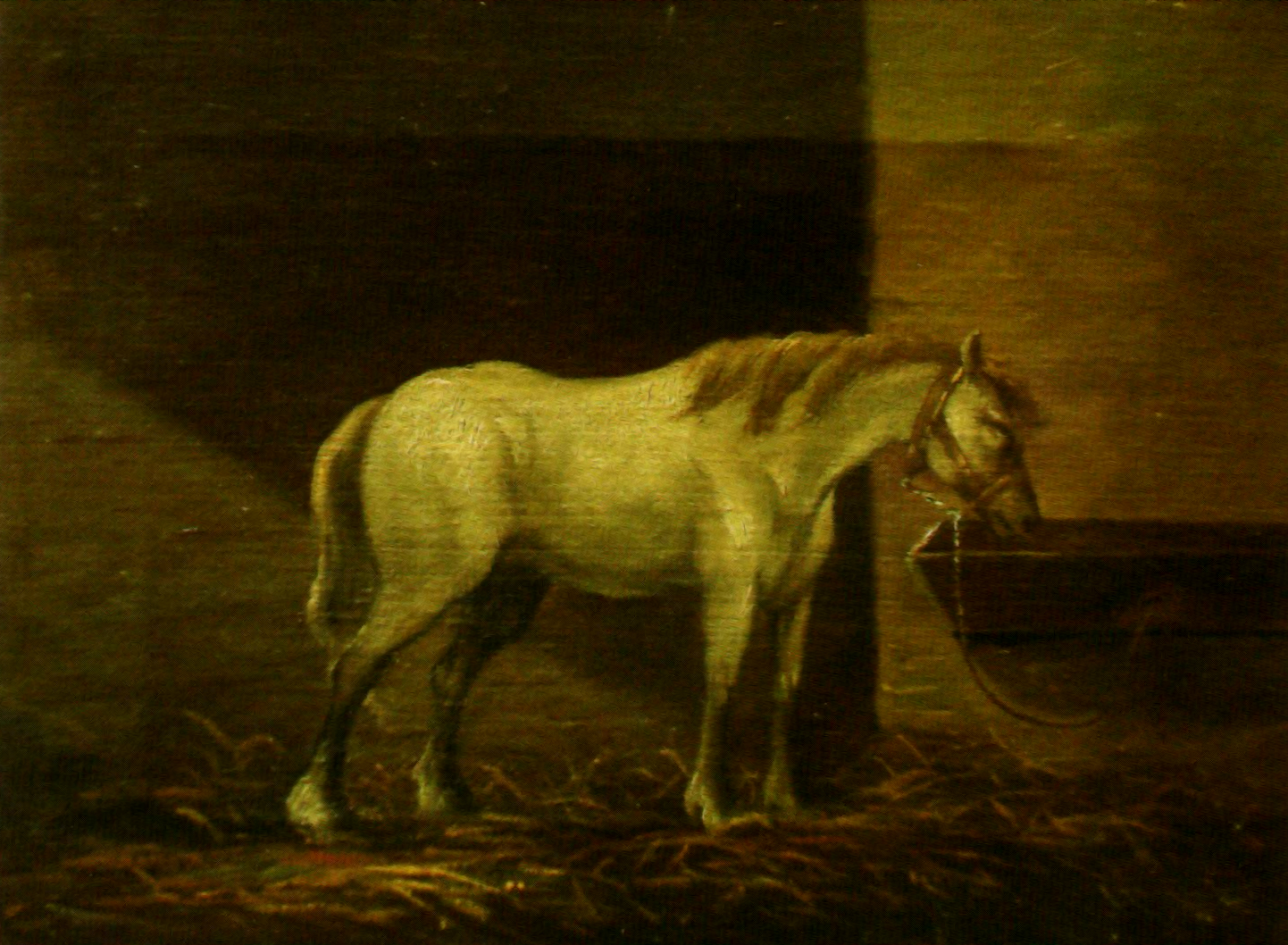
Cal în grajd

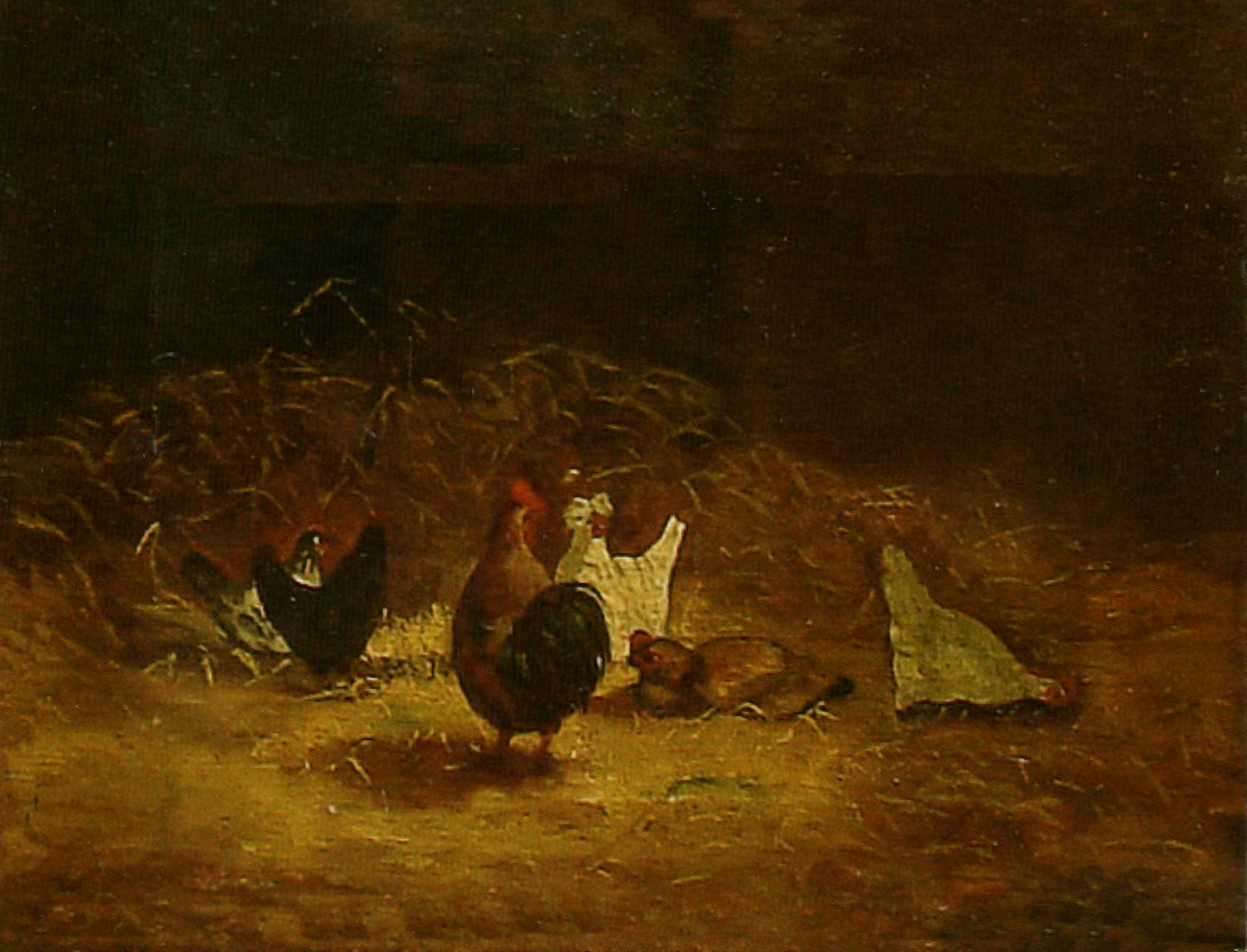
Găini într-o șură

După zece zile, artistul român a plecat în Belgia la Ostende și de acolo, mai departe, în Olanda la Amsterdam. Aici a văzut galerii cu picturi de Paulus Potter și Rembrandt și portretul țarului Petru cel Mare. La Haga a văzut Lecția de anatomie a doctorului Tulp lui Rembrandt și multe opere de Van Dyck, Rubens, Teniers și Paulus Potter. Dezamăgit că galeriile din Olanda aveau doar lucrări ale școlii flamande, el a făcut o copie după Taurul lui Potter. Aici a studiat și a lucrat asiduu timp de douăzeci de zile, din această perioadă au rămas postertății două lucrări, una reprezentând un cal bătrân și una cu niște găini într-o șură. Cele două picturi au fost considerate de Wertheimer-Ghika ca primele lucrări de acest gen care s-au realizat de către un artist din România.
De la Haga, Tattarescu a plecat cu trenul la Bruxelles unde a vizitat o Expoziție generală de pictură și o galerie particulară cu lucrări de Velasquez, Rubens, Rembrandt, Van Dyck și Teniers și multe altele aparținând școlii flamande. A plecat mai departe cu trenul spre Colonia, Hanovra și Berlin, unde i-au mai rămas din toți banii cu care a plecat de la Veneția doar 70 de galbeni. În ziua de 15 octombrie a plecat spre Dresda, Lipsca, Augsburg și a făcut popas la Munchen, capitala Bavariei. Aici s-a întâlnit cu Gheorghe Panaiteanu-Bardasare aflat acolo la studii. După patru zile, artistul a plecat cu diligența la Linz, în Austria, și de acolo la Viena cu un vapor pe Dunăre. A ajuns la Viena în ziua de 13/25 octombrie 1851, așa cum rezultă din corespondența sa cu Contantin Kretzulescu. La începutul lunii noiembrie 1851 a ajuns în portul Giurgiu și de acolo cu diligența la București. Astfel, pictorul Gheorghe Tattarescu s-a întors la București după o perioadă de studii în străinătate de șase ani și șase luni de zile.

## 1852 — Brussa / Turcia
Așa cum precizează biograful artistului, Jacques Wertheimer-Ghika, pictorul Gheorghe Tattarescu ar fi făcut o călătorie în vara anului 1852 la Brussa, în Asia Mică. În opinia lui Ghika, artistul ar fi avut o misiune, pe care i-ar fi încredințat-o Nicolae Bălcescu în anul 1848 la Paris, în ce-i privea pe revoluționarii români exilați acolo. Tot Ghika a mai precizat că nu se cunoaște țelul adevărat al deplasării lui Tattarescu la Brussa, deoarece acesta, nu a lăsat niciun indiciu scris în toată corespondența destul de laborioasă pe care o dețin urmașii pictorului. Tot ce a rămas sunt schițele și desenele cu peisaje din Brussa, adunate toate sub forma unui caiet de planșe. Planșele de care a amintit Ghika, ar fi dispărut din casa Tattarescu după anul 1940.

## Concluzii
În Italia, pictorul român a dat de o doctrină calmă a neoclasicismului ce era promovată de artiști celebri în acele vremuri, dar uitați astăzi, ca Natale Carta, Giovanni Silvagni, Alessandro Capalti, Cherici, Luigi Agricola. Tattarescu a beneficiat de contactul cu lucrările și doctrina lor pentru a deprinde un meșteșug al picturii mai adecvat. El a învățat pentru început să deseneze după studii de atelier, mulaje din ghips sau ornamente. De la acestea a trecut la studii parțiale de anatomie și draperii. Astfel, el s-a pregătit pentru a realiza compoziții cu multiple personaje urmând modelele pe care le avea la dispoziție ale marilor maeștri Guido Reni, Rafael, Paolo Veronese, Correggio, Luca Giordano, Murillo sau Salvator Rosa.Copiile pe care le-a făcut au fost sintetizate într-o listă publicată de Teodora Voinescu în anul 1940, unele din ele rămânând posterității în atelierul pictorului și în muzeele din România.

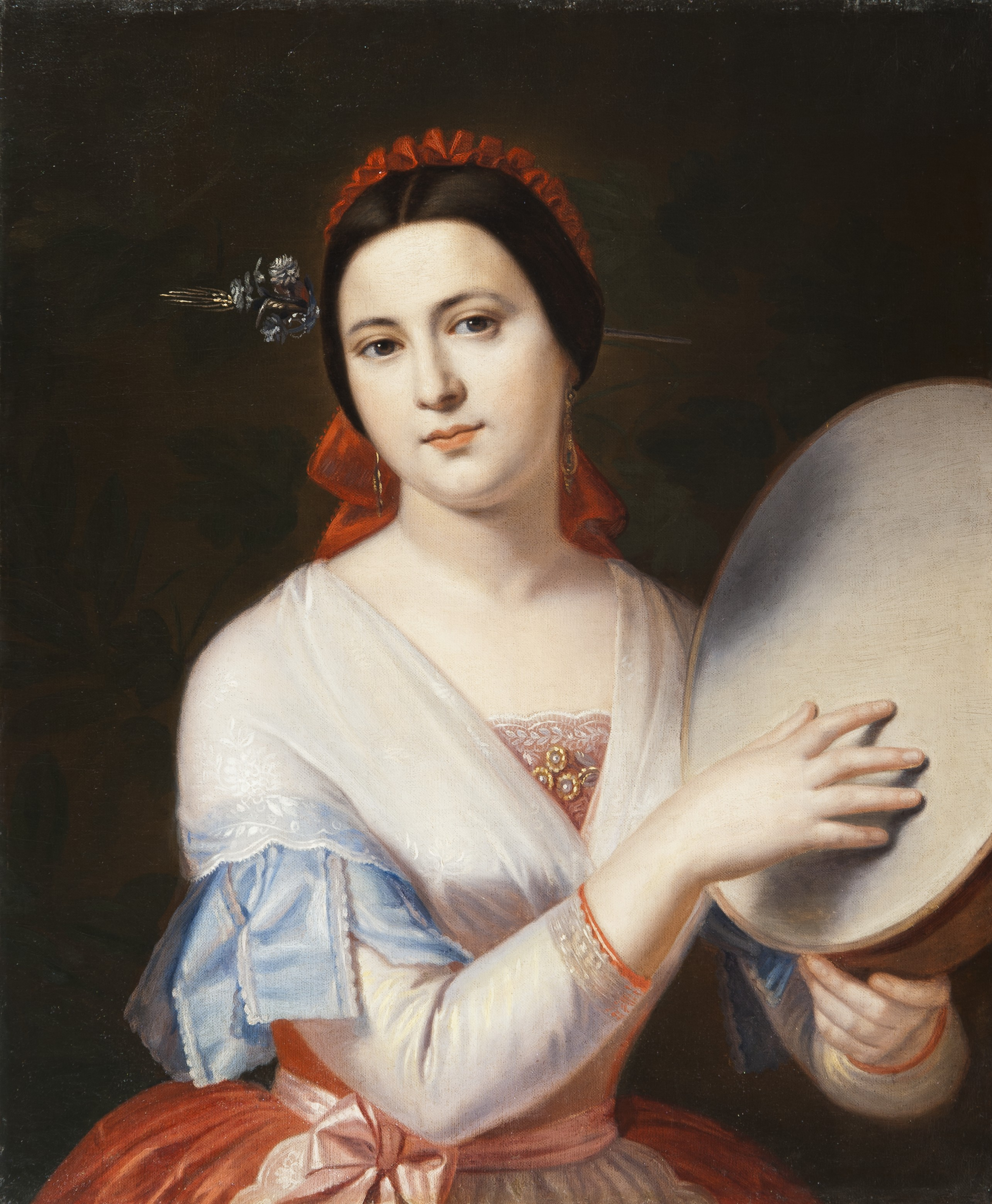
Femeia cu tamburina

Albumele și caietele  sale cu schițe care au rămas din acea epocă, sunt pline de desene în peniță și creion, uneori acuarelate,  în care se poate vedea o diversitate impresionantă a preocupărilor pe care Tattarescu le-a avut în dorința sa imperioasă de a asimila cât mai mult și mai bine ceea ce avea la dispoziție în capitala Italiei. Toate aceste concluzii nu pot să acopere cu adevărat dorința de studiu a tânărului artist român. Se poate vedea că setea lui de asimilare l-a dus nu numai prin galeriile și monumentele Romei, ci l-a determinat să facă multe călătorii în alte centre artistice italiene. Pictorul nu a fost atras doar de monumentele arheologice ale Italiei, ci și de marile lucrări de artă ale trecutului. El a schițat și costumele locuitorilor, așa cum sunt italiencele cu șoțuri albe, cu fuste negre din satin lucios, cu basmale legate pe cap, cu șaluri colorate, totul fiind notat cu acribie realistă. Așa este Femeia cu tamburina, realizată în anul 1848, care este dovada că Tattarescu nu s-a lăsat copleșit de academismul școlii italiene și s-a apropiat și a studiat realitatea vie.
Se poate spune că în anul 1848, Tattarescu era un artist pe deplin format, chiar dacă existau în lucrările lui și unele inegalități surprinzătoare. El a asimilat foarte serios tehnica și succesele înregistrate cu copiile după marii maeștri, dovedesc că această abilitate nu era o deprindere superficială cu meșteșugul. Tattarescu nu a fost preocupat la Roma doar de pictura religioasă. A studiat peisajul, nudul, capul de expresie și portretul, dovadă stând lucrările Pe Gianicolo, Vedere de pe o terasă din Pincio, Nud, Capul de bătrână și Călugărul franciscan. Dacă în Femeia cu taburina artistul a mai făcut concesii modului convențional al epocii, în Portretul de italiancă de la Muzeul Național de Artă al României recuzita nu mai există, pictorul punând accentul pe realismul chipului ca o marcă a timpului în care trăia.
Câștigând premiul I la Concorso artistico dal Panteon din 1848 de la Roma, Gheorghe Tattarescu era tipul de artist care avea calitățile necesare ca să se evidențieze în acel mediu italian. El a rămas la Roma până în anul 1851 după care s-a întors la București. Pictorul a adus cu el câteva peisaje modeste, numeroase copii după artiști italieni. Unele din ele au fost expuse în anul 1863 la București: Încoronarea Fecioarei - după Rafael, Madona cu Pruncul - după Murillo, Diana - după Correggio, Răstignirea lui Cristos și Aurora - după Guido Reni, Costume din Nettuno și Beatrice - după Natale Carta, etc. A adus și studii de atelier și mai multe compoziții originale. Cu toate acestea a adus însă și toate perceptele dușmane oricărei inovații și a realității, percepte pe care și le-a însușit în capitala Italiei.
În ultima perioadă de ședere în Italia, în primăvara anului 1851 de la Veneția, Gheorghe Tattrescu a realizat o serie de portrete de personalități valahe de prim-plan ale revoluției de la 1848. Această preocupare reflectă legăturile sale cu mișcarea revoluționară din Principatele Dunărene. Interesul pe care Ștefan Golescu și Arăpilă Golescu i l-au dat, dovadă stând corespondența dintre ei, duce la ideea că între Tattarescu și grupul progresist care pregătea revoluția, trebuie să fi existat o legătură. De asemenea, nu există o certitudine care să afirme că deplasarea lui Tattarescu din Italia la Paris, nu a fost motivată de vreo misiune care să exprime necesitatea unui contact direct al lui cu Comitetul revoluționar de la Paris. Ion Frunzetti opinează că întâlnirea artistului cu generalul Magheru de la Veneția, vizitele de la Florența și drumul său la Paris, nu au fost cu totul întâmplătoare.

## Controverse și incertitudini
- A Din cauza inexistenței condicilor de stare civilă care să ateste fără dubii nașterea cetățenilor, ziua de naștere a lui Tattarescu suferă de incertitudine. Pentru stabilirea acesteia, urmașii pictorului s-au raportat la o scrisoare[105] pe care artistul a trimis-o din Roma, ea fiind datată în 27 ianuarie 1851. În aceasta, Tattarescu a afirmat că a intrat în cel de al 31-lea an al vieții lui, fapt care indică anul 1820 ca an al nașterii. Din registrul de nou născuți din anul 1866, 30 iulie, zi în care s-a născut fiul său - Mihai Tattarescu, Gheorghe Tattarescu apare ca având patruzeci și cinci de ani.[10] Acest al doilea argument validează pe primul pentru că indică același an de naștere - 1820. Locul de naștere este certificat de registrul morților din Focșani în care Tattarescu apare că s-a născut în acest oraș. De asemenea, actul de partaj al fraților Tattarescu din anul 1853, cu privire la averea părinților, vorbește de casa părintească din Focșani. Ca urmare, ca o concluzie generală a urmașilor săi, artistul s-a născut la Focșani în luna octombrie 1820. Dumitru, fratele, s-a născut cu cinci ani mai târziu, deci în anul 1825.[10] Incertitudinea care a adus confuzie asupra datei și locului de naștere a fost din cauza unui așa numit Act de etate nr. 4770/1868[D] pe care artistul l-a obținut de la Primăria Buzăului în luna noiembrie 1868. În acesta apare 1818 ca an al nașterii și locul -- orașul Buzău. Actul a fost făcut în prezența unor martori a căror vârstă era cuprinsă între șaizeci și optzeci de ani. Urmașii pictorului au explicat erorile din act prin faptul că acesta nu a fost întocmit în prezența lui Tattarescu, el avându-l ca reprezentant pe prietenul său C. Don. Printre martori era prezent și unchiul lui Nicolae Teodorescu a cărui vârstă era și ea menționată eronat. Locul nașterii a fost Buzăul pentru că Tattarescu a locuit acolo la Nicolae începând de la vârsta de 6 ani. Avocatul C. Don a fost îndemnat să încheie actul la Buzău și nu la Focșani. Emiterea actului de etate a venit ca urmare a publicării în Monitorul Oficial nr. 37 din 16/18 februarie 1868 a unei noi legi de calculare a pensiilor care fixa vârsta de pensionare și stabilea cuantumuri de plată în funcție de drepturile câștigate de către contribuabili.[106] Singurul lucru cert din act, în opinia urmașilor, este luna de naștere, octombrie, și anul 1820 și nu 1818, eroare atribuită lui C. Don sau unchiului Nicolae Teodorescu în vârstă de optzeci de ani.[107] Pe de altă parte, istoricul Ion Frunzetti a luat ca bază documentară Actul de etate pe care l-a considerat a fi fabricat de circumstanță și a menționat data nașterii ca fiind octombrie 1818 și și-a exprimat îndoiala cu privire la orașul Buzău că ar fi locul real de naștere al artistului.[1]
- B După Basil Iorgulescu, Nicolae Teodorescu era unul dintre frații Sfințiși care își aveau obârșia în Vrancea, în răzeșii lui Ștefan cel Mare. Ei ar fi lucrat la construirea Mănăstirii Agapia, unul ca zidar, unul ca tâmplar și unul ca zugrav. Când s-au întors în satul lor li se ziceau Agapii sau Agapieștii, porecla s-a transmis urmașilor lor.[2]

## Note

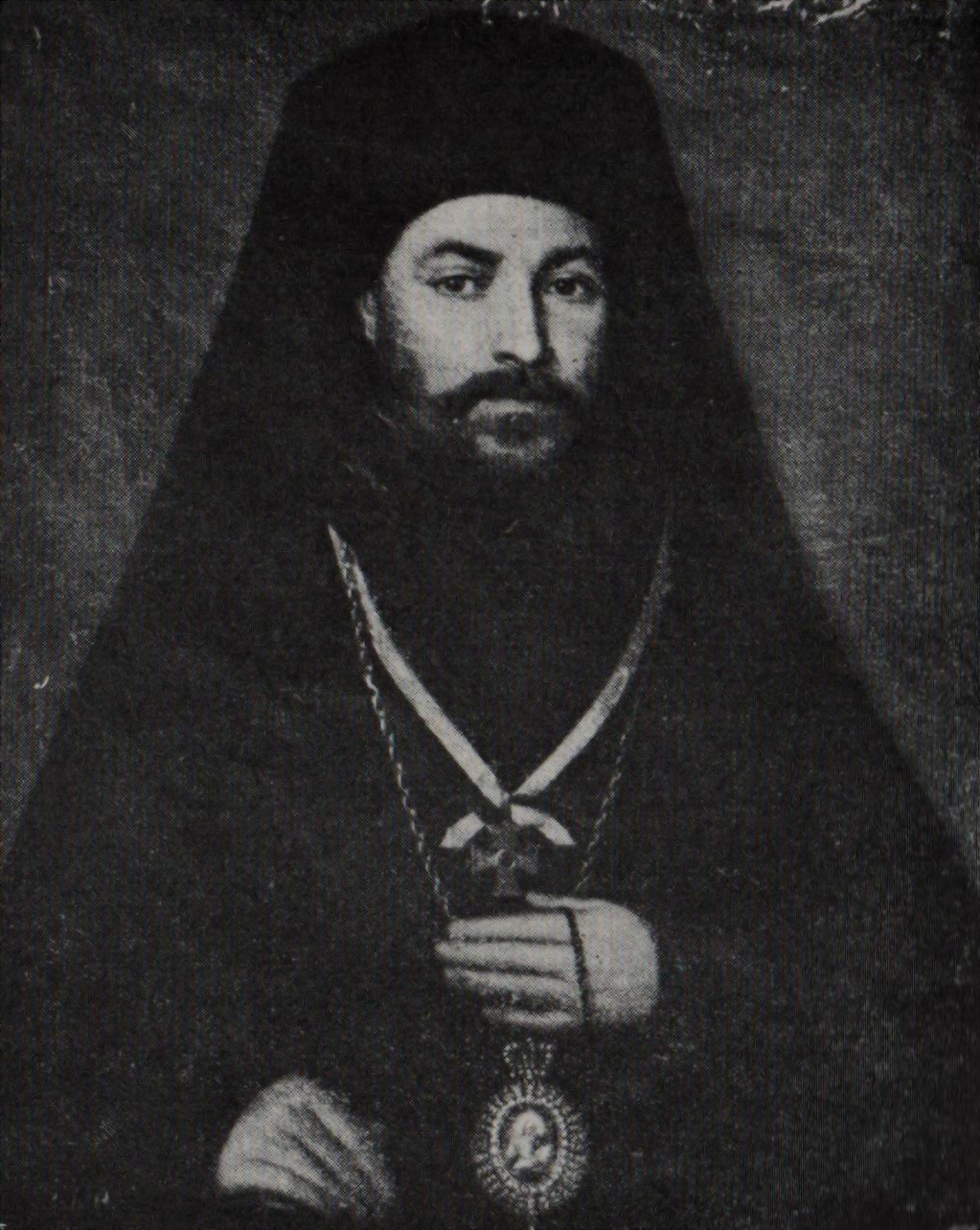
Economu Filoftei - Episcop al Buzăului

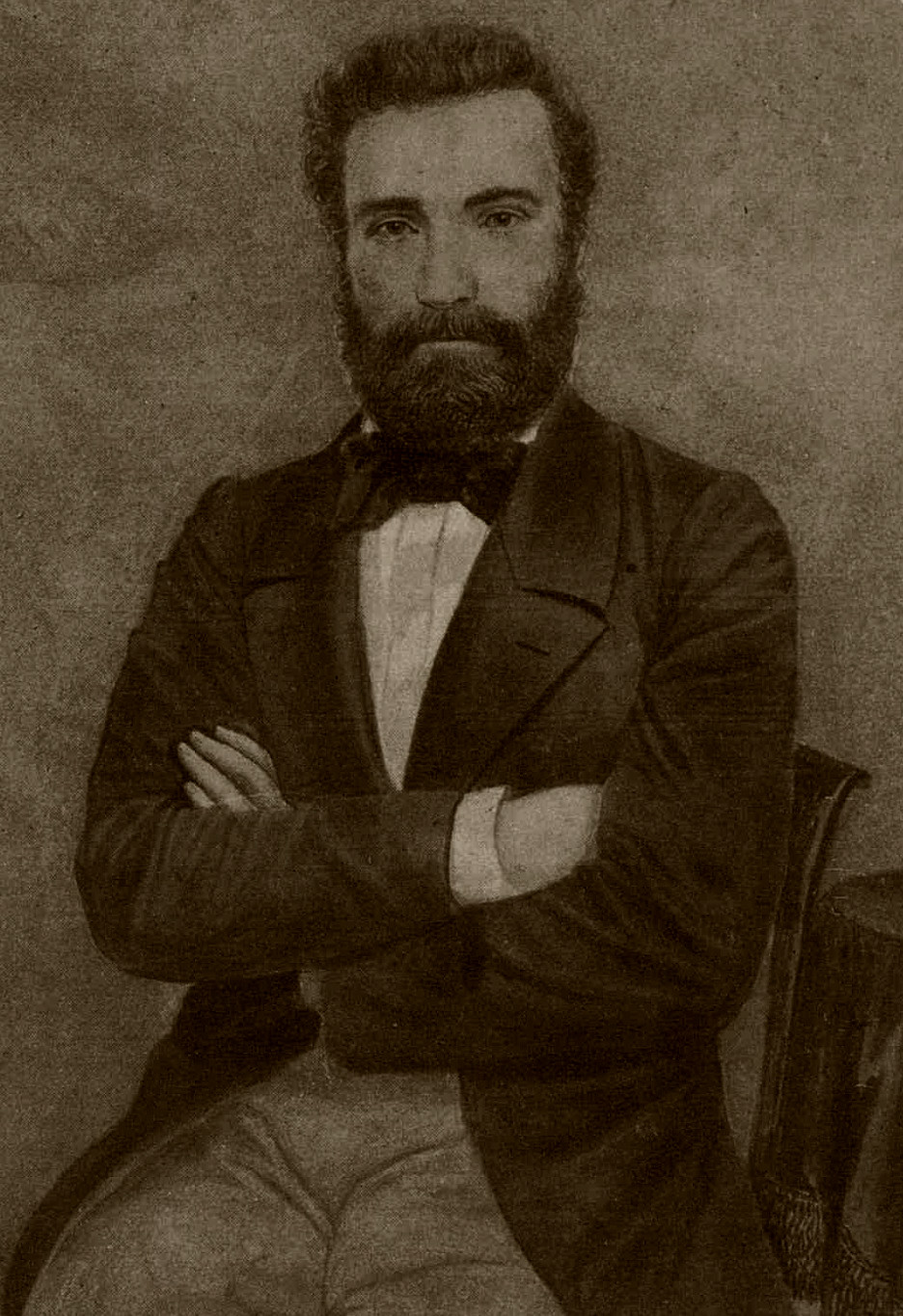
Arăpilă Golescu